# بريطانيون
البريطانيون (بالإنجليزية: British people)، أو البريطونيون (بالإنجليزية: Britons) وتختصر بالعامية إلى (Brits)،(26) هم مواطنو المملكة المتحدة في بريطانيا العظمى وأيرلندا الشمالية وأقاليم ما وراء البحار البريطانية وملحقات التاج البريطاني.(27) ينظم قانون الجنسية البريطاني المواطنة والجنسية البريطانية الحديثة التي يمكن اكتسابها على سبيل المثال عن طريق الانحدار من الرعايا البريطانيين. وبالنسبة لاستخدامها في سياق تاريخي، قد تشير كلمة «بريطانيون» أو «بريطونيون» إلى البريطونيين الكلتيين، وهم السكان الأصليين لبريطانيا العظمى وبروتاني الذين يعد منتسبيهم المتبقيين هم الويلزيين والكورنيين والبريطونيين المعاصرين. كما تشير إلى مواطني الإمبراطورية البريطانية السابقة الذين استقروا في البلاد قبل 1973 ولا يحملون المواطنة أو الجنسية بريطانية.(28)
على الرغم من أن التأكيدات المبكرة التي تشير إلى ماهية البريطانيين يرجع تاريخها إلى أواخر العصور الوسطى، فإن اتحاد التيجان في 1603 وتأسيس مملكة بريطانيا العظمى في 1707 أثار شعور الهوية الوطنية البريطانية.(29) نشأ مفهوم الانتماء البريطاني والهوية البريطانية المشتركة خلال القرن الثامن عشر وأوائل القرن التاسع عشر عندما انخرطت بريطانيا في العديد من الصراعات العالمية مع فرنسا وتطور أكثر خلال العصر الفيكتوري. ولّد التاريخ المعقد لتشكيل المملكة المتحدة إحساساً خاصاً بالقومية والانتماء في بريطانيا العظمى وجزيرة أيرلندا؛ وأصبح الانتماء البريطاني متراكباً على هويات أقدم بكثير من الثقافات الإنجليزية والإسكتلندية والويلزية والأيرلندية التي لا يزال تميزها يُقاوم مفاهيم الهوية البريطانية المتجانسة. ونظراً للانقسامات العرقية والطائفية الطويلة الأمد، تعتبر الهوية البريطانية في إيرلندا الشمالية مسألة خلافية، لكنها تحظى بقناعة قوية من قبل مناصري الاتحاد.(30)
ينحدر البريطانيون المعاصرون في الأصل من المجموعات العرقية المتنوعة التي استقرت في بريطانيا العظمى في القرن الحادي عشر وقبله وهي: شعوب ما قبل التاريخ، البريطونيون، الرومان، الأنجلو سكسونيون، الشماليون والنورمان.(31) سهّل التوحيد السياسي التقدمي للجزر البريطانية الهجرة والتبادل الثقافي واللغوي والتزاوج بين شعوب إنجلترا وإسكتلندا وويلز خلال أواخر العصور الوسطى وأوائل العصر الحديث وما بعده. ومنذ عام 1922 وفيما مضى، كانت هناك هجرة إلى المملكة المتحدة من قبل سكان ما يعرف الآن باسم جزيرة أيرلندا والكومنولث وقارة أوروبا وأماكن أخرى؛ الذين يعتبرون بالإضافة إلى أحفادهم مواطنين بريطانيين غالباً، وبعضهم يفترض حمله هوية بريطانية مزدوجة أو موصولة، وهذا يشمل جماعات البريطانيين السود والآسيويين التي تشكل حوالي 10% من السكان البريطانيين.(32)
يشكل البريطانيون مجتمعًا متنوعًا ومتعدد القوميات والثقافات واللغات بلهجات وتعبيرات وهويات إقليمية متينة.(33) تغير الهيكل الاجتماعي للمملكة المتحدة جذرياً منذ القرن التاسع عشر مع تراجع الشعائر الدينية وازدياد الطبقة الوسطى وزيادة التنوع العرقي خاصة منذ الخمسينيات، عندما شُجعّ مواطنو الإمبراطورية البريطانية على الهجرة إلى بريطانيا، للعمل كجزء من الانتعاش من الحرب العالمية الثانية. يبلغ تعداد سكان المملكة المتحدة حوالي 66 مليون نسمة،(34) مع وجود شتات بريطاني يبلغ حوالي 140 مليون نسمة يتركز في الولايات المتحدة وأستراليا وكندا ونيوزيلندا، مع تجمعات أصغر في جمهورية أيرلندا وتشيلي وجنوب إفريقيا وأجزاء من منطقة البحر الكاريبي.

## تاريخ المصطلح
قد ترجع أقدم إشارة معروفة لسكان بريطانيا العظمى إلى سجلات القرن الرابع قبل الميلاد لرحلة بيثياس وهو جغرافي يوناني قام برحلة استكشافية حول الجزر البريطانية. على الرغم من ضياع جل كتاباته، فقد أشار إليها الُكتاب في عهد الإمبراطورية الرومانية كثيراً. أطلق بيثياس على الجزر مجتمعة اسم هاي بريتانياي (αἱ Βρεττανίαι) والتي تُرجمت إلى الجزر البريطانية وكانت شعوب ما يعرف اليوم بإنجلترا وويلز وإسكتلندا وجزيرة مان من بريتانيكي تسمى «بريتانوي» (Πρεττανοί) و«بريتيني» و«بريتاني» أو «برِتاني».
ضمت هذه المجموعة أيرلندا التي أُشير إليها باسم إيرني (الجزيرة المقدسة «إنسولا ساكرا» كما ترجمها الإغريق) التي يسكنها عرق مختلف من الهيبرنيين (جينس هيبرنوروم)، وبريطانيا باسم إنسولا ألبيونوم «جزيرة الألبيون».(35) قد يكون مصطلح بريتاني قد وصل إلى بيثياس من الغاليين، الذين ربما استخدموه كمصطلح لهم للإشارة إلى سكان الجزر.
أطلق الكتاب الإغريق والرومان في القرن الأول قبل الميلاد والقرن الأول بعد الميلاد على سكان بريطانيا العظمى وأيرلندا اسم بريتيني، من أصل الكلمة اللاتينية بريتاني. وقد أشير إلى أن هذا الاسم مشتق من الوصف الغالي المترجم إلى «شعوب الأشكال»، في إشارة إلى عادة وشم أو طلاء أجسادهم بصبغة زرقاء مصنوعة من وسمة الصباغين. يذكر بارثينيوس وهو نحوي إغريقي من القرن الأول الميلادي بالإضافة إلى المعجم الأصلي موسوعة معجمية من القرن التاسع شخصية بريتانوس الأسطورية (الاسم اللاتيني من الكلمة الإغريقية: Βρεττανός) كأب سلتين، أم سيلتوس، سلف السلتيين الذين يحملون نفس الاسم.(36)
بحلول سنة 50 ق.م، كان الجغرافيون الإغريق يستخدمون مرادفات بريتانيكي كاسم عام للجزر البريطانية. ومع ذلك، عند الفتح الروماني لبريطانيا استُخدمّ المصطلح اللاتيني بريتانيا للإشارة إلى جزيرة بريطانيا العظمى، وبعد ذلك أصبح يشير إلى بريطانيا المحتلة من قبل الرومان جنوب كاليدونيا (إسكتلندا الحديثة شمال نهري فورث وكلايد)، على الرغم من أن شعوب كاليدونيا والشمال كانوا أيضاً يُعدوا بريطانيين خلال الفترة الرومانية، فقد وصل الغايليون بعد أربعة قرون.(37) بعد نهاية الحكم الروماني في بريطانيا، أصبحت جزيرة بريطانيا العظمى مفتوحة لغزوات المحاربين الوثنيين عابري البحار مثل الأنجلو ساكسون الناطقين بالجرمانية واليوت من أوروبا القارية، الذين سيطروا على المناطق الجنوبية الشرقية، كذلك هجرة الشعوب الناطقة بالأيرلندية الوسطى من ما يعرف اليوم بأيرلندا الشمالية إلى شمال بريطانيا العظمى (إسكتلندا الحديثة)، التي أسست ممالك غيلية مثل دالريادا وألبا واللتان استوعبتا في النهاية الممالك البريثونية والبكتيونية الأصلية وتتحول إلى إسكتلندا.(1)
في بريطانيا شبه الرومانية هذه، ومع انتشار الثقافة الأنجلو ساكسونية عبر جنوب وشرق بريطانيا والغيلية عبر أغلب الشمال، أصبح مسمى بريطون مقصوراً على السكان الناطقين باللغة البريثونية، فيما عُرفّ لاحقاً بويلز، كورنوال، شمال غرب إنجلترا (كمبريا) والجزء الجنوبي من إسكتلندا (ستراثكلايد).(2) بالإضافة إلى ذلك، سرى هذا المصطلح أيضاً على المنطقة المعروفة اليوم باسم بريتاني في فرنسا وبريتونيا في شمال غرب إسبانيا، حيث استعمر البريطونيون كلا من المنطقتين في القرن الخامس هرباً من الغزوات الأنجلوسكسونية. ومع ذلك، استمر مصطلح بريتانيا كاسم لاتيني للجزيرة. زعمت مخطوطات تاريخ البريطونيين أن الجذور الأسطورية إنما هي سلسلة نسب مرموقة للملوك البريطونيون، تلاها كتاب تاريخ ملوك بريطانيا الذي عمم هذا التأريخ المزيف لدعم ادعاءات ملوك إنجلترا.
خلال العصور الوسطى خاصة في عصر تيودور اُستُخدمّ مصطلح بريطاني للإشارة إلى الويلزيين والكورنيين. كان الاعتقاد السائد آنذاك أن هؤلاء هم أحفاد البريطونيين المتبقين وأنهم يتحدثون اللغة البريطانية. دُعمّت هذه النظرية بنصوص مثل تاريخ ملوك بريطانيا، وهو سرد تاريخي زائف للتاريخ البريطاني القديم كتبه جيفري مونماوث في منتصف القرن الثاني عشر. سجل كتاب تاريخ ملوك بريطانيا حياة الملوك الأسطوريين للبريطانيين في سرد يمتد على مدى 2000 عام، بدءاً من تأسيس الطروادنيون للأمة البريطانية القديمة واستمرارها حتى أجبر الاستيطان الأنجلوسكسوني في بريطانيا في القرن السابع البريطانيين على النزوح غرباً، أي إلى ويلز وكورنوال وشمالاً، إي إلى كمبريا وستراثكلايد وشمال إسكتلندا. يُعرف هذا التاريخ الكلتي الأسطوري لبريطانيا العظمى باسم مسألة بريطانيا. وهي أسطورة وطنية أعيد سردها أو تفسيرها في أعمال جيرالد الويلزي، وهو مؤرخ كامبرو-نورماندي استخدم المصطلح البريطاني خلال القرنين الثاني عشر والثالث عشر للإشارة إلى الشعب الذي عُرف فيما بعد بالويلزيين.(3)

## تاريخ أصولهم

### جذور الأسلاف

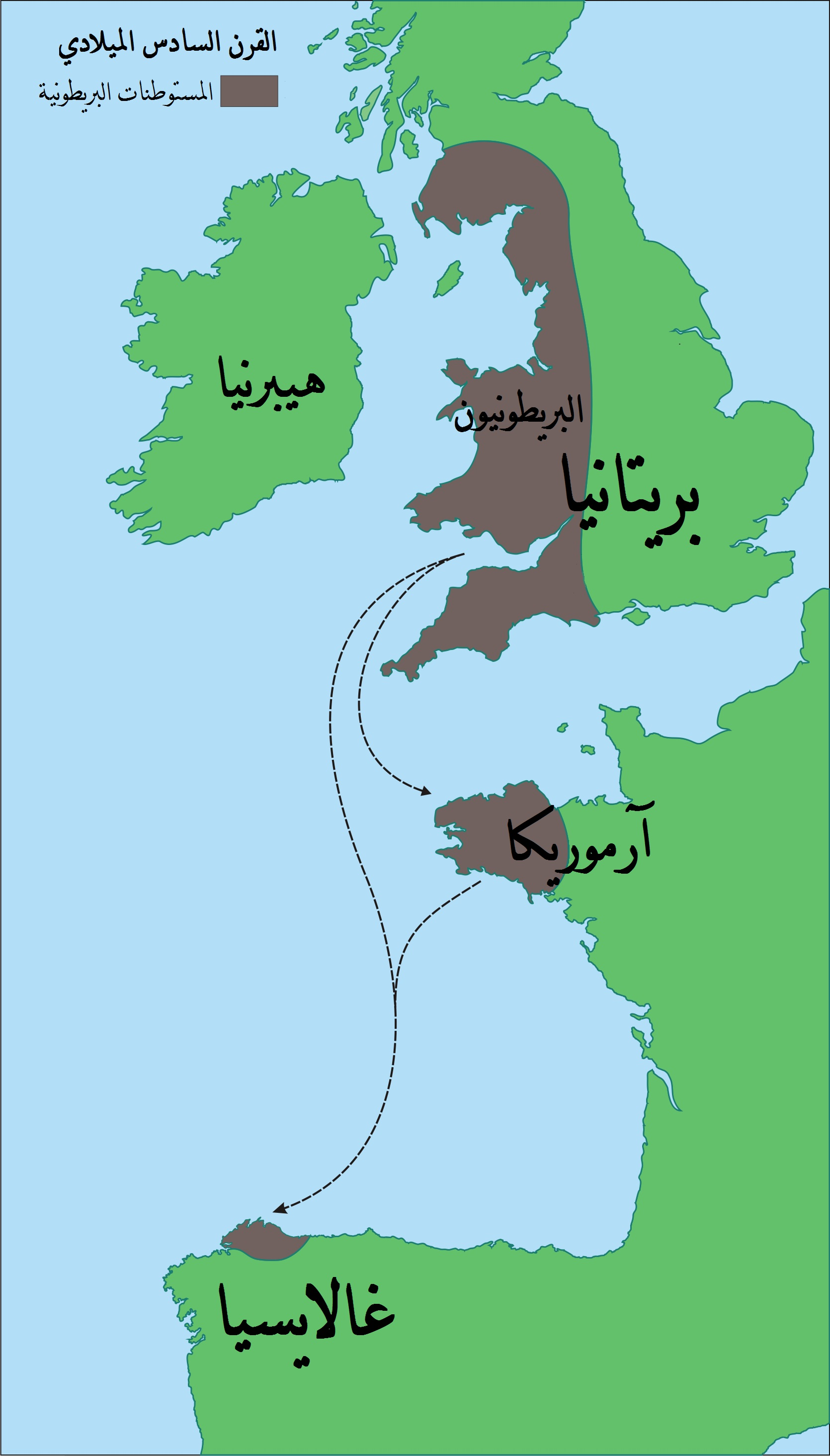
هجرة البريطونيون غرباً خلال القرن السادس الميلادي نتيجة توسع مستوطنات الأنجلو-ساكسون

السكان الأصليون للجزر البريطانية هم مزيج من أصول كلتية وأنجلو ساكسونية وإسكندنافية ونورمانية.(42)
خلال القرنين الثامن والحادي عشر، ظهرت ثلاث شُعب حضارية رئيسية في بريطانيا العظمى: الإنجليز، الإسكتلنديون والويلزيون، وقد استوعبت أنظمة الحكمة البريطونية الكلتية السابقة في ما يعرف اليوم بإنجلترا وإسكتلندا أخيراًً في إنجلترا الأنجلو ساكسونية وإسكتلندا الغيلية بحلول أوائل القرن الحادي عشر.(43) قبل ذلك، كان الإنجليز (المعروفين آنذاك في اللغة الإنجليزية القديمة باسم آنجل) تحت حكم الممالك الأنجلو ساكسونية الصغيرة المستقلة التي اندمجت تدريجياً في سبع ممالك قوية، كانت مرسيا ووسكس أقواهما. ذكر المؤرخ وعالم الآثار الإسكتلندي نيل أوليفر إن معركة برونانبوره حددت شكل بريطانيا في العصر الحديث وكانت مواجهة بين هويتين عرقيتين مختلفتين تماماً - تحالف نورماني كلتي ضد الأنجلو سكسونيون، وكان هدفها تسوية الأمر للجميع مرة واحدة عما إذا كانت بريطانيا ستسيطر عليها قوة إمبريالية واحدة أو ستبقى عدة ممالك مستقلة منفصلة وهو الانقسام في التصورات الذي لا يزال قائمًا إلى حد كبير اليوم.(44) ومع ذلك، اقترح المؤرخ سيمون شاما أن إدوارد الأول ملك إنجلترا هو المسؤول الوحيد عن إثارة شعوب بريطانيا لإدراك قوميتهم في القرن الثالث عشر.(45) افترض شاما أن الهوية الوطنية الإسكتلندية، مزيجاً معقداً من أصول غيلية وبريطونية وبيكتية وشمالية وأنجلو نورمانية، لم تتشكل نهائياً حتى وقوع حروب الاستقلال الإسكتلندية ضد مملكة إنجلترا في أواخر القرن الثالث عشر وأوائل القرن الرابع عشر.(46)

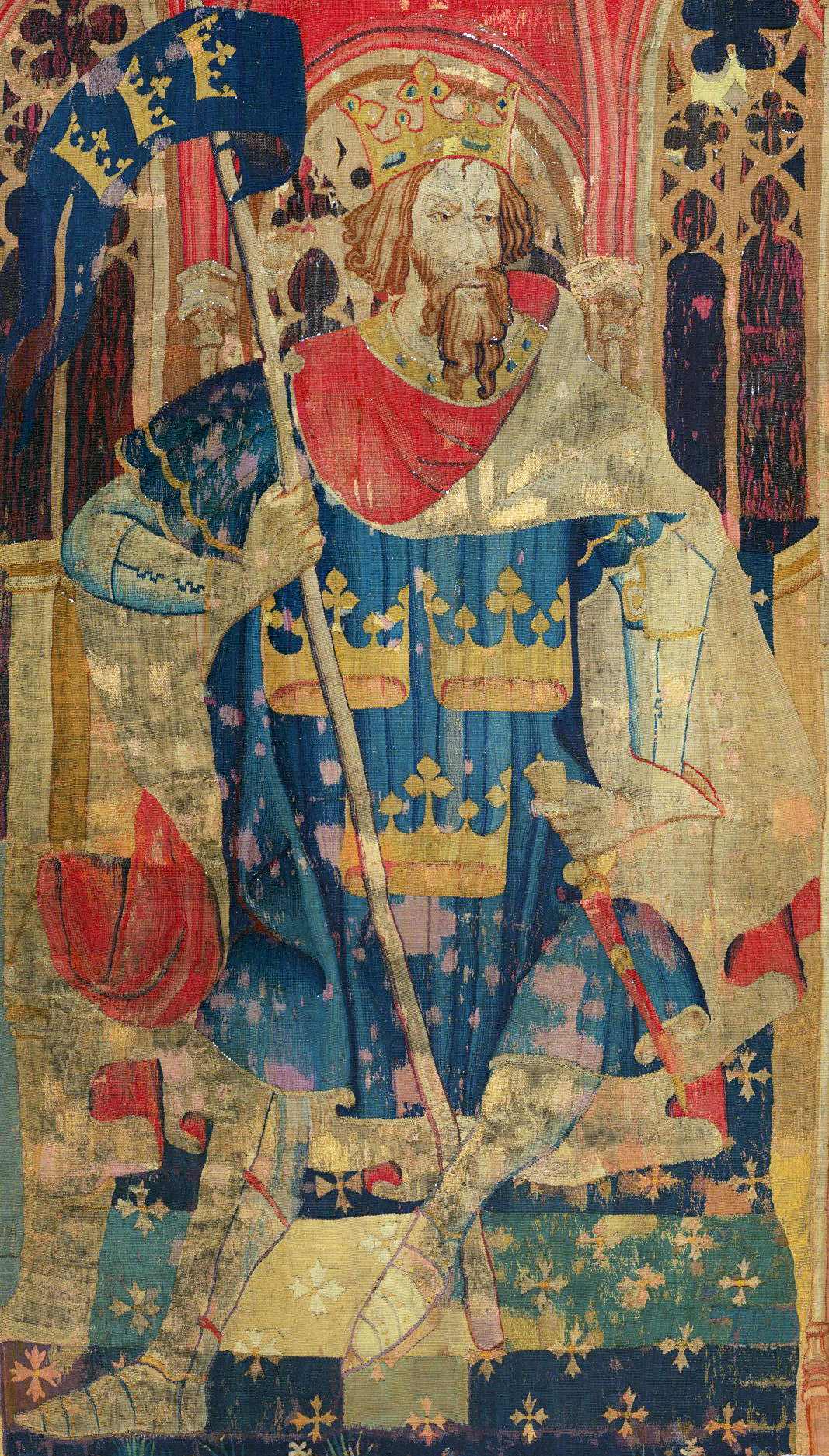
نسيج من العصور الوسطى يُظهر الملك آرثر، حاكم بريطاني أسطوري قديم كان له دور قيادي في مسألة بريطانيا وهي أسطورة قومية تستخدم كدعاية لجذور أسلاف العائلة البريطانية المالكة ورعاياها البريطانيين.

على الرغم من الغزو الإنجليزي لويلز واستبدال نظامها القانوني بنظام مملكة إنجلترا بموجب قوانين ويلز 1535-1542، فإن الويلزيين صمدوا كأمة متميزة عن الإنجليز، كذلك الكورنيون إلى حد ما، على الرغم من خضوعهم لإنجلترا بحلول القرن الحادي عشر، مع الاحتفاظ أيضاً بهوية ولغة بريطونية مميزة. لاحقاً وتماشياً مع الإصلاح الإنجليزي والإسكتلندي، دعا إدوارد السادس ملك إنجلترا، بُناءً على مشورة إدوارد سيمور، دوق سومرست الأول، إلى الاتحاد مع مملكة إسكتلندا، بانضمام إنجلترا وويلز وإسكتلندا إلى بريطانيا العظمى البروتستانتية الموحدة. أيد دوق سومرست توحيد الإنجليز والويلزيين والإسكتلنديين تحت الاسم القديم الحيادي للبريطونيين على أساس أن كلاً من ممالكهم مستمدة من نظام ملكي بريطاني يسبق الفترة الرومانية.
بعد وفاة إليزابيث الأولى ملكة إنجلترا في 1603، ورث جيمس السادس، ملك إسكتلندا عرش إنجلترا، بحيث اتحدت مملكتا إنجلترا وإسكتلندا في اتحاد شخصي تحت حكم جيمس السادس لإسكتلندا والأول لإنجلترا، هذا الحدث يشار إليه باسم اتحاد التيجان. دعا الملك جيمس إلى اتحاد سياسي كامل بين إنجلترا وإسكتلندا، وفي 20 أكتوبر 1604 أعلن تقلده لقب ملك بريطانيا العظمى، على الرغم من رفض كلاً من برلمان إنجلترا وبرلمان إسكتلندا لهذا اللقب، وهكذا لم يكن له أي أساس في القانون الإنجليزي أو القانون الإسكتلندي.

### الاتحاد وتطور الانتماء البريطاني

في 12 أبريل 1606، تحدد علم الاتحاد الذي يمثل الاتحاد الشخصي بين مملكتي إنجلترا وإسكتلندا بموجب مرسوم ملكي. دُمجّ صليب القديس جورج وصليب القديس أندرو «معاً... ليُعلن على رعايانا.»

على الرغم من قرون الصراع العسكري والديني، كانت مملكتا إنجلترا وإسكتلندا تتقاربان باطراد منذ الإصلاح البروتستانتي في القرن السادس عشر واتحاد التيجان في 1603. ساهمت اللغة والجزيرة والمَلِك والدين والإنجيل (نسخة الملك جيمس المعتمدة) المشترك في نمو أكبر للتحالف الثقافي بين المملكتين السياديتين وشعبيهما على نطاق واسع.(49) أسفرت الثورة المجيدة في 1688 عن زوج من قوانين الهيئات التشريعية الإنجليزية والإسكتلندية - وثيقة حقوق 1689 وقانون المطالبة بالحقوق 1689 على التوالي - واللذين ضمنا سيطرة البروتستانت وحدهم على الملكية الدستورية المشتركة لإنجلترا وإسكتلندا. مع ذلك، على الرغم من شعبيتها لدى النظام الملكي وكثير من الأرستقراطيين، فإن محاولات توحيد الدولتين بموجب القوانين البرلمانية في 1606، 1667، 1689 باءت بالفشل؛ أثارت الإدارة السياسية الإنجليزية المتزايدة للشؤون الإسكتلندية الكثير من الانتقادات ووترت العلاقات الأنجلو-إسكتلندية.(50)
بينما منحّت الاستكشافات البحرية الإنجليزية خلال عصر الاكتشاف قوة إمبراطورية جديدة وثروة للإنجليز والويلزيين في نهاية القرن السابع عشر، عانت إسكتلندا من ضعف اقتصادي طويل الأمد. إزاء ذلك، بدأت المملكة الإسكتلندية، في معارضة لويليام الثاني ملك إسكتلندا (الثالث ملك إنجلترا)، مشروع دارين وهو محاولة لتأسيس منفذ إمبراطوري إسكتلندي - مستعمرة كاليدونيا الجديدة - على برزخ بنما. ومع ذلك، أدى مزيج من الأمراض والعداء الإسباني وسوء الإدارة الإسكتلندية ومعارضة شركة الهند الشرقية والحكومة الإنجليزية اللتين لم ترغبا في استفزاز الإسبان إلى الحرب، إلى نهاية هذا المشروع الإمبراطوري بفشل كارثي مع خسارة 25% من إجمالي رأس المال السائل لإسكتلندا.
صَعَدّت أحداث مشروع دارين وتمرير البرلمان الإنجليزي مرسوم التولية في 1701 الذي يؤكد الحق في اختيار خط الخلافة للعروش الإنجليزية والإسكتلندية والإيرلندية، العداوات السياسية بين إنجلترا وإسكتلندا وقيدت الدعوات إلى شعب بريطاني موحد. رد برلمان إسكتلندا بإصدار قانون الأمن 1704، الذي يسمح له بتعيين ملك آخر لخلافة التاج الإسكتلندي بخلاف ملك إنجلترا، إذا رغب في ذلك. كان المنظور السياسي الإنجليزي يعتبر تعيين ملكية يعقوبية في إسكتلندا يُتيح إمكانية وقوع غزو عسكري فرنسي إسكتلندي لإنجلترا خلال حرب المئة عام الثانية وحرب الخلافة الإسبانية. أقر البرلمان الإنجليزي قانون الأجانب 1705، الذي نص على معاملة المواطنين الإسكتلنديين في إنجلترا كأجانب ومعاملة العقارات التي يملكها الإسكتلنديون كممتلكات أجنبية،(51) علاوة على تقييد استيراد المنتجات الإسكتلندية إلى إنجلترا ومستعمراتها (حوالي نصف تجارة إسكتلندا). ومع ذلك، شمل القانون بنداً بتعليقه إذا دخل برلمان إسكتلندا في مفاوضات بشأن إنشاء برلمان موحد لبريطانيا العظمى والذي بدوره سيسدد الخسائر المالية الإسكتلندية لمشروع دارين.

### اتحاد إسكتلندا وإنجلترا
على الرغم من المعارضة داخل كلا من إسكتلندا وإنجلترا، اُتِّفق على معاهدة الاتحاد في 1706 ثم صدق عليها برلمانا البلدين مع إقرار قانونا الاتحاد 1707. اعتباراً من 1 مايو 1707، أدى هذا إلى تأسيس دولة جديدة ذات سيادة تسمى مملكة بريطانيا العظمى. هذه المملكة بدأت كعملية اندماج عدائي، لكنها أدت إلى شراكة كاملة في أقوى مشروع قائم في العالم؛ صرح المؤرخ سيمون شاما أن ذلك «كان أحد أكثر التحولات المدهشة في التاريخ الأوروبي».(52)
عقب 1707، بدأت الهوية الوطنية البريطانية في التطور، على الرغم من مقاومتها في البداية، خاصة من قبل الإنجليز. بدأت شعوب بريطانيا العظمى بحلول الخمسينيات من القرن الثامن عشر في اتخاذ هوية متعددة الطبقات: بالتفكير في أنفسهم على أنهم بريطانيون وكذلك إسكتلنديون وإنجليز وويلزيون في نفس الوقت.

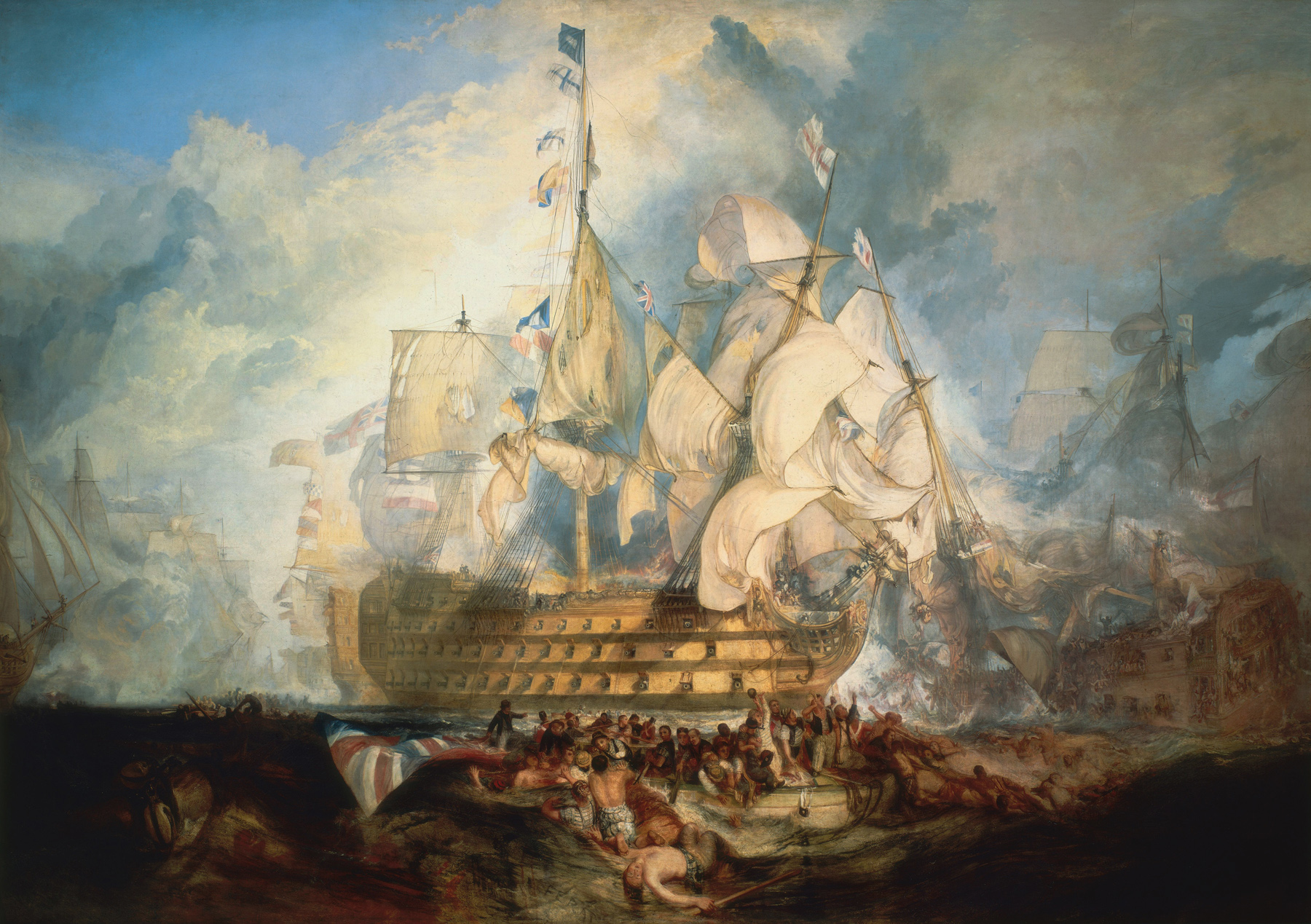
تدمج لوحة معركة الطرف الأغر التي رسمها جيه إم دبليو تيرنر (زيت على قماش، 1822-1824) أحداثاً لعدة مواقف جرت خلال معركة الطرف الأغر ضمن الحروب النابليونية وهي انتصار بحري بريطاني كبير تأثر بالهوية البريطانية.

وُضعّ مصطلحا بريطانيون شماليون وبريطانيون جنوبيون للإسكتلنديين والإنجليز على التوالي، مع اكتساب الأول بعض التفضيل في إسكتلندا، لا سيما لدى الاقتصاديين والفلاسفة في عصر التنوير الإسكتلندي. في الواقع، كان الإسكتلنديون هم من لعبوا أدواراً رئيسية في تشكيل ملامح الهوية البريطانية؛ إن شكوكهم بشأن الاتحاد سمحت للإسكتلنديين بالحيز المكاني والزماني للسيطرة على بناء الهوية البريطانية في بداية سنواتها الحاسمة، بالاعتماد على مفهوم «روح الحرية المشتركة بين الساكسون والكلت... ضد سطو كنيسة روما». كان جيمس طومسون شاعراً وكاتباً مسرحياً ولد لأحد قساوسة كنيسة إسكتلندا في الأراضي المنخفضة الإسكتلندية في 1700 وكان مهتماً بصياغة ثقافة بريطانية مشتركة وهوية وطنية بهذه الطريقة. فكتب بالتعاون مع توماس آرني، أوبرا ألفريد، عن انتصار ألفريد العظيم على الفايكنج وعُرضت على فريدريك أمير ويلز في 1740 للاحتفال بذكرى تنصيب جورج الأول وعيد ميلاد الأميرة أوغوستا. مَثَلّت مقطوعة «سودي يا بريتانيا!» أوج الأوبرا وسرعان ما أصبحت أغنية بريطانية وطنية جينغوية تمجد هيمنة بريطانيا الخارجية. ارتبطت الدولة الجزرية مع سلسلة من الانتصارات للبحرية الملكية بالإمبراطورية والحرب البحرية ارتباطاً وثيقاً مع المثل العليا للهوية البريطانية ومكانة بريطانيا في العالم.
تأسست بريتانيا، التجسيد الوطني الجديد لبريطانيا العظمى، في خمسينيات القرن الثامن عشر كونها تمثل أمة وإمبراطورية بدلاً من أي بطل قومي منفرد. كتبّ المؤرخ بيتر بورساي بخصوص بريتانيا والهوية البريطانية:
منذ اتحاد 1707 وحتى معركة واترلو في 1815، كانت بريطانيا العظمى منخرطة في حروب متتالية وخطيرة للغاية مع فرنسا الكاثوليكية، لكنها حققت جميعاً انتصارات عسكرية وبحرية بالقدر الكافي لإطراء الكبرياء البريطاني. مع تصاعد الحروب النابليونية مع الإمبراطورية الفرنسية الأولى، أدرك الإنجليز والإسكتلنديون ماهية أنفسهم كونهم متشابهون في المقام الأول بحكم أنهم ليسوا فرنسيين أو كاثوليك. وبالاقتران مع القوة البحرية والإمبراطورية، أصبح مفهوم الهوية البريطانية وثيق الصلة بالبروتستانتية، وهو قاسم ثقافي مشترك اندمج من خلاله الإنجليز والإسكتلنديون والويلزيون معاً وظلوا كذلك، على الرغم من اختلافاتهم الثقافية العديدة.
تُعتبر المعالم الكلاسيكية الجديدة التي انتشرت في نهاية القرن الثامن عشر وبداية القرن التاسع عشر، مثل الكيمن في مونموث، ضمن محاولات دمج مفاهيم الانتماء البريطاني مع الإمبراطوريات اليونانية الرومانية في العصور الكلاسيكية القديمة. قدمّت الإمبراطورية البريطانية الحديثة والمتوسعة فرصاً غير مسبوقة للحركة الصاعدة وتراكم الثروة وبالتالي كان السكان الإسكتلنديون والويلزيون والأيرلنديون مستعدين لكبح المسائل القومية على أسس براغماتية. كانت الإمبراطورية البريطانية حاسمة تجاه فكرة الهوية البريطانية والصورة الذاتية للانتماء البريطاني. في الواقع، رحبّ الإسكتلنديون بالانتماء البريطاني خلال القرن التاسع عشر لأنه قدمّ سياقاً يمكنهم من خلاله التمسك بهويتهم أثناء المشاركة والاستفادة من توسع الإمبراطورية البريطانية. وبالمثل، فإن التركيز الجديد على الانتماء البريطاني كان موضع ترحيب واسع من الويلزيين الذين اعتبروا أنفسهم من نسل سلالة البريطونيين القدماء - وهي كلمة لا تزال تستخدم للإشارة حصرياً إلى الويلزيين. أما بالنسبة للإنجليز، بحلول العصر الفيكتوري، فإن تبنيهم الحماسي للانتماء البريطاني كان يعني بالنسبة لهم، أن الانتماء البريطاني يعني نفس لفظ الانتماء الإنجليزي، لدرجة أن مصطلحات الانتماء البريطاني والانتماء الإنجليزي وإنجلترا وبريطانيا استُخدمّت كمترادفات في مجموعة متنوعة من السياقات". اقتبس الانتماء البريطاني كثيراً من التاريخ السياسي الإنجليزي لأن إنجلترا كانت دائماً العنصر المهيمن في الجزر البريطانية من حيث الحجم والسكان والقوة؛ فقد كانت الوثيقة العظمى والقانون العام والعداء لأوروبا القارية من العوامل الإنجليزية التي أثرت على الحساسيات البريطانية.(53)

### الاتحاد مع أيرلندا
أدى الاتحاد السياسي في 1800، بين مملكة أيرلندا ذات الغالبية الكاثوليكية مع بريطانيا العظمى، إلى جانب إقرار السلام مع فرنسا في أوائل القرن التاسع عشر، إلى تحدي مفهوم القرن السابق للانتماء البريطاني البروتستانتي المتشدد. كانت المملكة المتحدة الحديثة والموسعة لبريطانيا العظمى وأيرلندا تعني أن على الدولة إعادة تقييم موقفها من الحقوق المدنية للكاثوليك وتوسيع تعريفها للانتماء البريطاني ليشمل الشعب الأيرلندي. وعلى غرار المصطلحات التي اُبتكرّت خلال فترة قوانين الاتحاد لعام 1707، فقد مُنحّ مُصطلح بريطانيون غربيون للأيرلنديين بعد 1800. في 1832، صرح دانيال أوكونل وهو سياسي أيرلندي قاد حملة من أجل التحرر الكاثوليكي، في مجلس عموم المملكة المتحدة:
اتسمت أيرلندا، من عام 1801 إلى عام 1923، بتعاقب سوء الإدارة الاقتصادية والسياسية والتجاهل، مما أدى إلى تهميش الأيرلنديين، وتعزيز القومية الأيرلندية. خلال الأربعين عاماً التي أعقبت الاتحاد، جاهدت الحكومات البريطانية المتعاقبة مع مشاكل إدارة بلد كان يحكمه مثل بنجامين دزرائيلي، العضو القوي المناهض لأيرلندا والمعادي للكاثوليكية في حزب المحافظين مع تحيز عنصري وديني خبيث تجاه أيرلندا،(54) بحيث حولها في سنة 1844، إلى «أمة جائعة مع أرستقراطية غائبة وكنيسة غريبة، بالإضافة إلى جعلها أضعف سلطة تنفيذية في العالم». على الرغم من أن الغالبية العظمى من مناصري الاتحاد في أيرلندا أعلنوا أنهم «أيرلنديون وبريطانيون في نفس الوقت»، فقد كان هناك ضغوطاً على تبني فكرة الانتماء البريطاني عقب المجاعة الكبري.
كانت الحرب لا تزال عاملاً موحداً لشعب بريطانيا العظمى: عادت الجينغوية البريطانية للظهور خلال حروب البوير في جنوب إفريقيا. أدت تجربة القوة العسكرية والسياسية والاقتصادية منذ صعود الإمبراطورية البريطانية إلى توجه محدد للغاية في الأسلوب الفني والذوق والإحساس بالانتماء البريطاني.(55) في 1887، كتب فريدريك هاريسون:
عَكَسّ قانون الإغاثة الكاثوليكية في 1829 تغييراً ملحوظاً في مواقف بريطانيا العظمى تجاه الكاثوليك والكاثوليكية. ومن الأمثلة البارزة على ذلك التعاون بين أوغسطس ويلبي بوجن، الكاثوليكي الروماني المتحمّس وهو ابن رجل فرنسي والسير تشارلز باري، البروتستانتي المُعمّد بسر التثبيت، في إعادة تصميم قصر وستمنستر - "المبنى الأكثر تكريساً... للتوترات البريطانية الوطنية والإمبراطورية السابقة". أفسحت البروتستانتية الطريق للإمبريالية باعتبارها العنصر الرئيسي للهوية الوطنية البريطانية خلال العصرين الفيكتوري والإدواردي، وعلى هذا النحو، قُدمّت مجموعة من الاحتفالات الملكية والإمبريالية والوطنية للشعب البريطاني لتأكيد الثقافة البريطانية الإمبريالية ومنح أنفسهم شعور بالتفرد والتفوق والوعي القومي. فقد قُدمّ يوم الإمبراطورية واليوبيل الذهبي للملكة فيكتوريا إلى الطبقة الوسطى البريطانية، لكنهما سرعان ما اندمجا في تقليد وطني."

### العصر الحديث

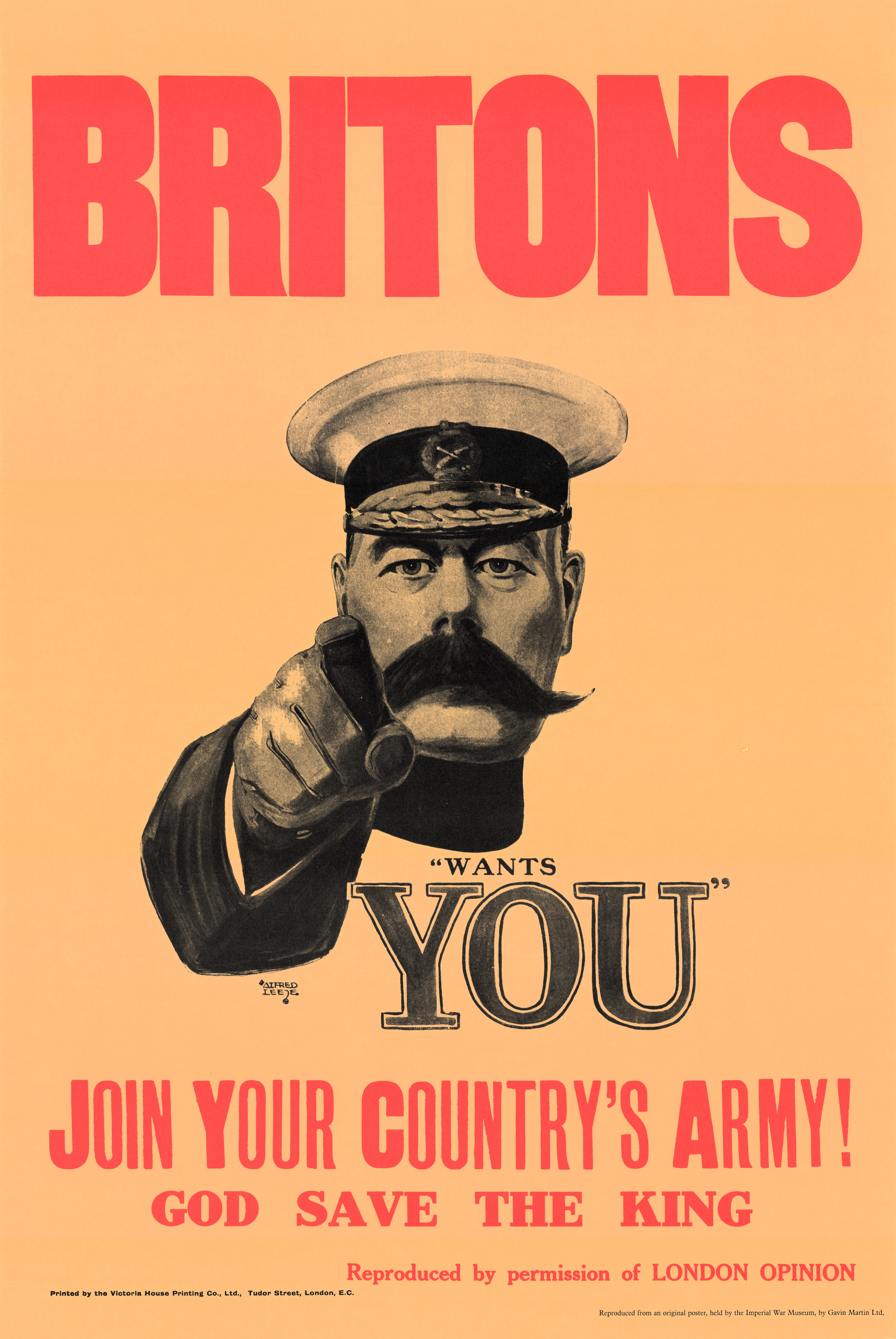
يؤكد مُلصق التجنيد الشهير من فترة الحرب العالمية الأولى، على مفهوم الهوية الوطنية البريطانية.

عَزَزّت الحرب العالمية الأولى حس الإنتماء البريطاني والوطنية في أوائل القرن العشرين. وذلك عبر الخدمة العسكرية، بما في ذلك التجنيد الإجباري في بريطانيا العظمى، حيث حارب الإنجليز والويلزيون والإسكتلنديون والأيرلنديون كبريطانيين. أدت تداعيات الحرب إلى إضفاء الطابع المؤسسي على إحياء الذكرى الوطنية البريطانية من خلال أحد الذكرى ويوم زهرة الخشخاش. كما كان للحرب العالمية الثانية تأثيراً موحداً مماثلاً على الشعب البريطاني، ومع ذلك، أدت نتيجتها إلى إعادة تكييف الهوية البريطانية على أساس القيم الديمقراطية مع تناقضها الملحوظ مع الهوية الأوروبية. عُززّت المفاهيم القائلة بأن البريطانيين شكلوا عرقًا جُذرياً دافعّ عن الديمقراطية خلال الحرب والتي عُممّت في البلاد من خلال خُطب ونستون تشرشل وكتب التاريخ والصحف.
وفي أوج ذروته العالمية، شاركّ مفهوم الانتماء البريطاني الشعوب في جميع أنحاء العالم في التقاليد المشتركة والانتماءات العامة التي جرى تأكيدها بشدة. لكن في أعقاب الحربين العالميتين، شهدت الإمبراطورية البريطانية إنهاءً سريعاً للاستعمار. كان انفصال الدولة الأيرلندية الحرة عن المملكة المتحدة يعني أن البريطانيين قد فقدوا بُعدهُم الأيرلندي في 1922، كما أدى تقلص الإمبراطورية التي حلت حركات الاستقلال محلها إلى تضاؤل جاذبية الانتماء البريطاني في دول الكومنولث خلال منتصف القرن العشرين.
منذ إقرار قانون الجنسية البريطانية لعام 1948 والهجرة الجماعية اللاحقة إلى المملكة المتحدة من دول الكومنولث وأماكن أخرى في العالم، أصبح التعبير عن الحياة الثقافية وتجربتها في بريطانيا أمراً مُجزئاً وأعيد تشكيله بتأثيرات الجنس والعرق والطبقة والمنطقة. علاوة على ذلك، أدت عضوية المملكة المتحدة في الجماعة الاقتصادية الأوروبية في 1973 إلى تآكل مفهوم الانتماء البريطاني باعتباره منفصلاً عن أوروبا القارية. على هذا النحو ومنذ سبعينيات القرن العشرين، كان هناك شعور بالأزمة حول ماهية أن تكون بريطانياً، تفاقمّ ذلك نتيجة المطالبات المتزايدة باستقلال سياسي أكبر لأيرلندا الشمالية وإسكتلندا وويلز.
شهدّ أواخر القرن العشرين تغييرات كبيرة في سياسات المملكة المتحدة مع إنشاء إدارات وطنية مفوضة لأيرلندا الشمالية وإسكتلندا وويلز بعد استفتاءات ما قبل التشريع.(7) كانت الدعوات إلى قدر أكبر من الحكم الذاتي لأربع بلدان في المملكة المتحدة موجودة منذ اتحادها الأصلي مع بعضها البعض، لكن وتيرتها ارتفعت في الستينيات والسبعينيات من القرن العشرين. أدى التفويض إلى تعاظم الهويات القومية الإسكتلندية والويلزية والأيرلندية على نحو متزايد، مما أدى إلى مزيد من التعبيرات الثقافية المختلفة عن الانتماء البريطاني، أو الرافضة له تماماً: رفض غواينفور إيفانز وهو سياسي قومي ويلزي نشط في أواخر القرن العشرين، الانتماء البريطاني باعتباره مرادفاً سياسياً للانتماء الإنجليزي الذي فرض الثقافة الإنجليزية على الإسكتلنديين والويلزيين والأيرلنديين.(56)

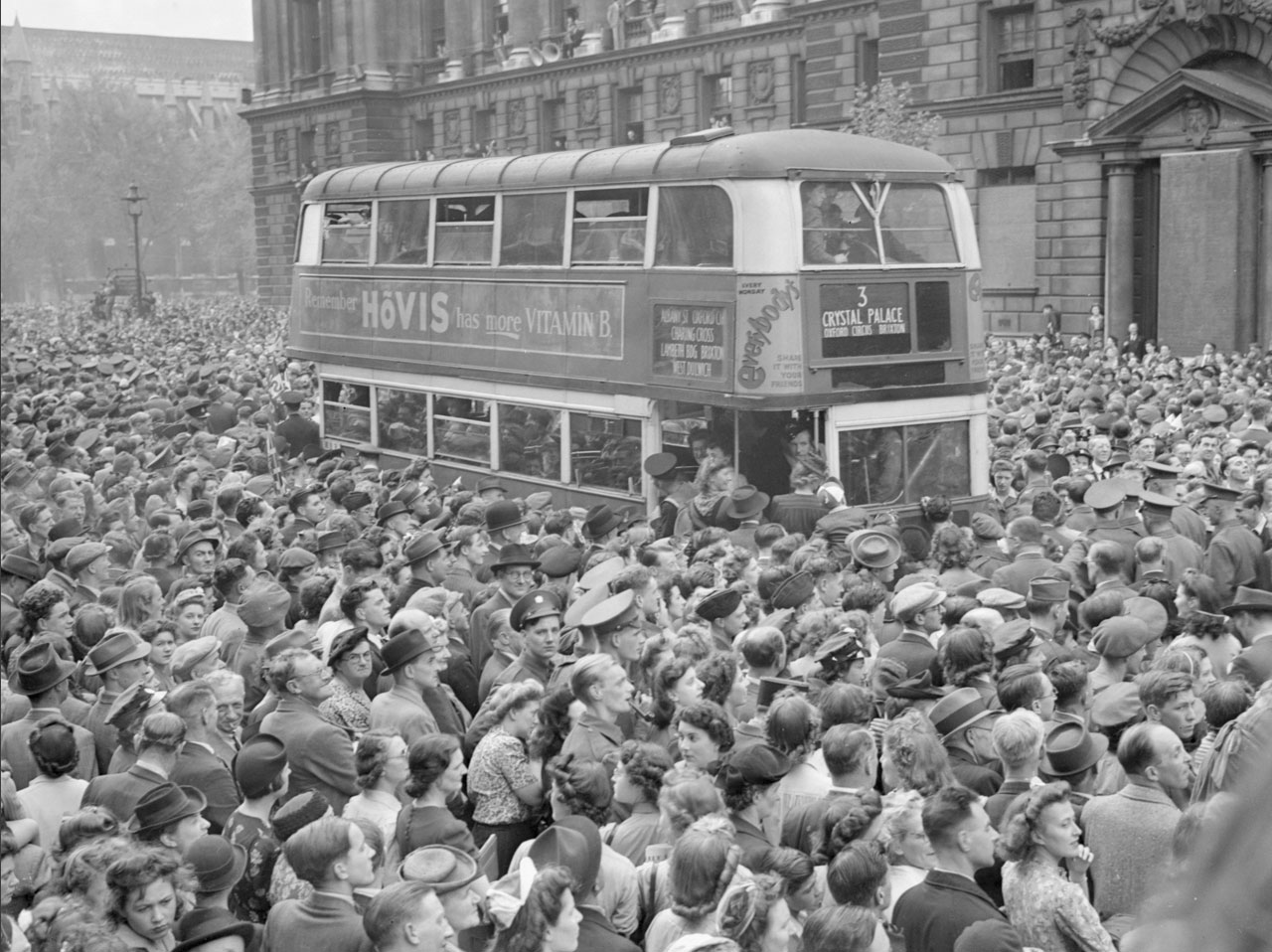
بريطانيون محتشدون في وايتهول للاستماع إلى خطاب النصر لونستون تشرشل في 8 مايو 1945.

في 2004، قال السير برنارد كريك، المنظر السياسي والاشتراكي الديمقراطي المكلف بتطوير اختبار الحياة في المملكة المتحدة:
شرعّ جوردون براون في مناقشة الهوية البريطانية في 2006.(58) اقترح خطاب براون في مؤتمر الانتماء البريطاني للجمعية الفابية أن القيم البريطانية بحاجة إلى تسوية دستورية جديدة ورموز تمثل الوطنية الحديثة، بما في ذلك مخطط خدمة مجتمعية جديدة للشباب ويوم بريطاني للاحتفال. كانت إحدى القضايا المركزية التي تحددت في مؤتمر الجمعية الفابية هي كيفية ملاءمة الهوية الإنجليزية مع إطار مفوضيات المملكة المتحدة. جاء اليوم الافتتاحي للمحاربين القدامى الذي أقيم لأول مرة في 27 يونيو 2006، تعبيراً عن مبادرة حكومة صاحبة الجلالة لتعزيز الانتماء البريطاني. بالإضافة إلى الاحتفال بإنجازات قدامى المحاربين في القوات المسلحة، قال براون في خطابه لأول حدث للاحتفال:
في 2018، بينّت فضيحة ويندراش التطورات المعقدة في الشعب البريطاني، عندما كُشفّ عن ترحيل مئات البريطانيين بالخطأ.(60) بجذوره التي ترجع لفترة تفكك الإمبراطورية وإعادة البناء بعد الحرب؛ وصل جيل ويندراش كمواطنين من رعايا المملكة المتحدة والمستعمرات في الخمسينيات والستينيات. وقد وُلِدوا في مستعمرات بريطانية سابقة واستقروا في المملكة المتحدة قبل عام 1973 حيث مُنحوا حق الإقامة بموجب قانون الهجرة لعام 1971. بعدما واجهوا الإبعاد أو الترحيل، عانى كثير من البريطانيين ذوي الأصول الأفريقية الكاريبية من التشرد وانعدام سبل العيش وسوء الخدمة الصحية. دفعت هذه الفضيحة السياسية، العديد من المؤسسات والسياسيين المنتخبين إلى التأكيد علانيةً أن هؤلاء الأفراد، رغم أنهم لا يحملون الجنسية البريطانية قانونياً، فهم في الواقع بريطانيون. وكان من بين هؤلاء السياسيين، رئيسة الوزراء البريطانية تيريزا ماي وعمدة لندن صادق خان،(61) كما أمرت مفتشة دائرة الادعاء الملكية لصاحبة الجلالة، ويندي ويليامز ومجلس العموم - بمراجعة الدروس المستفادة من فضيحة ويندراش،(62) بالإضافة إلى معهد تشارترد للإسكان ومنظمة العفو الدولية(63) وداني دورلينج، عالم الجغرافيا الاجتماعية بجامعة أكسفورد(64) وشخصيات عامة أخرى.(65)

## التوزيع الجغرافي
| أكثر من 55% 50–55% 45–50% 40–45% 35–40% 30–35% 25–30% 20–25% 15–20% 10–15% أقل من 10% |

خريطة للعالم تظهر توزيع الأشخاص من سلف بريطاني أو من شتات عرقي المُبلغ عنهم ذاتياً.
مفتاح الخريطة:
أكثر من 55%
50–55%
45–50%
40–45%
35–40%
30–35%
25–30%
20–25%
15–20%
10–15%
أقل من 10%

ترجع هجرات البريطانيين المبكرة إلى القرنين الخامس والسادس بعد الميلاد، عندما هاجر الكلت البريطونيون الفارون من غزوات الأنجلوساكسون إلى ما يعرف اليوم بشمال فرنسا وشمال غرب إسبانيا وشكلوا مستعمرتي بريتاني وبريتونيا. ظلت بريتاني مستقلة عن فرنسا حتى أوائل القرن السادس عشر وما زالت تحتفظ بثقافة ولغة بريطونية متميزة، في حين استوعبت غاليسيا الحديثة بريتونيا في البلدان الإسبانية بحلول نهاية القرن التاسع الميلادي.
يتمتع البريطونيون - الأشخاص الذين يحملون الجنسية البريطانية أو من أصل بريطاني - بتواجد كبير في عدد من البلدان من غير المملكة المتحدة وعلى وجه الخصوص في تلك التي تربطها صلات تاريخية بالإمبراطورية البريطانية. عقب عصر الاستكشاف، كان البريطانيون من أوائل وأكبر المجتمعات التي هاجرت خارج أوروبا وقد نجمّ عن توسع الإمبراطورية البريطانية خلال النصف الأول من القرن التاسع عشر انتشار استثنائي للشعب البريطاني، مما أدى إلى تجمعات خاصة في أسترالاسيا وأمريكا الشمالية.
بُنيّت الإمبراطورية البريطانية على موجات هجرة البريطانيين إلى الخارج، الذين غادروا المملكة المتحدة ووصلوا إلى جميع أنحاء العالم وأثروا دوماً على الهياكل السكانية في ثلاث قارات. نتيجة للاستعمار البريطاني للأمريكتين، كانت الولايات المتحدة ببساطة أكبر وجهة فردية للمهاجرين البريطانيين، لكن في أسترالاسيا شَهَدّ البريطانيون معدل مواليد أعلى من أي مثيل رأوه من قبل مما أدى إلى نزوح سكان أستراليا الأصليين.
في مستعمرات مثل روديسيا الجنوبية وشرق أفريقيا البريطانية ومستعمرة كيب، نشأت مجتمعات بريطانية مقيمة إقامة دائمة وفي حين أنهم لم يكونوا أكثر من أقلية عددية فقد مارس هؤلاء البريطانيين تأثيراً مهيمناً على ثقافة وسياسة تلك الأراضي. وفي أستراليا وكندا ونيوزيلندا، «أصبح الأشخاص من أصل بريطاني يشكلون غالبية السكان» مما ساهم في أن تصبح هذه الدول جزءاً لا يتجزأ من الأنجلوسفير.
قَدَرّ تعداد المملكة المتحدة في 1861 البريطانيين في الخارج بحوالي 2.5 مليون، لكنه خلص إلى أن معظم هؤلاء لم يكونوا مستوطنين تقليديين بل مسافرين وتجارًا ومهنيين وأفرادًا عسكريين. بحلول 1890، كان هناك أكثر من 1.5 مليون شخص ولدوا في المملكة المتحدة يعيشون في أستراليا وكندا ونيوزيلندا وجنوب إفريقيا. قَدَرّ منشور صدر في 2006 من معهد أبحاث السياسة العامة أن 5.6 مليون بريطاني يعيشون خارج المملكة المتحدة.(66)
توجد خارج المملكة المتحدة وأقاليم ما وراء البحار التابعة لها، أكبر نسب من الأشخاص المنحدرين من أصل بريطاني عرقي في العالم في نيوزيلندا (59٪) وأستراليا (46٪) وكندا (31 ٪)، تليها أقلية أصغر بكثير في الولايات المتحدة (10.7٪) وأجزاء من منطقة الكاريبي. بينما يوجد في هونغ كونغ أعلى نسبة من المواطنين البريطانيين خارج المملكة المتحدة وأقاليمها فيما وراء البحار، حيث يحمل 47% من سكان هونغ كونغ جنسية المواطنة البريطانية (فيما وراء البحار) أو الجنسية البريطانية.

### أستراليا

اعتمدت السلطات الأسترالية والبريطانية علم أستراليا، الذي يتميز بعلم الاتحاد - علم المملكة المتحدة - في الزاوية. تتمتع أستراليا بواحدة من أكبر تجمعات الأشخاص ذات الإرث بريطاني.

منذ بداية الفترة الاستعمارية لأستراليا حتى ما بعد الحرب العالمية الثانية، كان الأشخاص من المملكة المتحدة يشكلون الغالبية العظمى من الأشخاص الوافدين إلى أستراليا، مما يعني أن العديد من الأشخاص الذين ولدوا في أستراليا بإمكانهم تتبع أصولهم إلى بريطانيا.(67) كانت مستعمرة نيو ساوث ويلز، التي تأسست في 26 يناير 1788، جزءاً من النصف الشرقي من أستراليا التي طالبت بها مملكة بريطانيا العظمى في 1770، واستقر البريطانيون بها في البداية من خلال الترحيل الجزائي. جنباً إلى جنب مع خمس من مستعمرات التاج الأخرى المتمتعة بالحكم الذاتي إلى حد كبير، تحقق اتحاد أستراليا في 1 يناير 1901.
إن تاريخ الهيمنة البريطانية عليها عَنِيّ أن أستراليا كانت متأصلة في الثقافة البريطانية والتقاليد السياسية التي جُلبّت إلى المستعمرات الأسترالية في القرن التاسع عشر وأصبحت جزءاً من الثقافة والسياسة الاستعمارية. تحتفظ أستراليا بنظام وستمنستر للحكومة البرلمانية وبالملكة إليزابيث الثانية ملكة على أستراليا. حتى 1987، كان الوضع الوطني للمواطنين الأستراليين يُوصف رسمياً بأنه «رعية بريطاني: مواطن من أستراليا». يواصل البريطانيون تشكيل نسبة كبيرة من المهاجرين.
بحلول 1947، كانت أستراليا بريطانية من حيث الأصل أساساً حيث أَعلَنّ 7.524.129 أو 99.3% من السكان أنفسهم أنهم أوروبيون. في أحدث تعداد سكاني في 2016، حددت نسبة كبيرة من الأستراليين نفسها من أصول سلفية بريطانية، بما في ذلك 36.1% أو 7.852.224 إنجليز و9.3% (2.023.474) إسكتلنديون وحدهم. اختارت نسبة كبيرة - 33.5% - تعريف نفسها أسترالية وقد ذكر مكتب الإحصاء أن معظم هؤلاء هم من الأصول الاستعمارية الأنجلو-كلتية.(68)
تحتفظ جميع ولايات أستراليا الست بعلم الاتحاد في زوايا أعلامها.

### أقاليم ما وراء البحار البريطانية
يُعتبر نحو 250,000 شخص من أقاليم ما وراء البحار البريطانية بريطانيون بالمواطنة إما بالأصول أو التجنيس إلى جانب مظاهر الهوية البريطانية المشتركة، ولكل منهم هويته المميزة الخاصة التي تشكلت في الظروف الخاصة لكل من التاريخ السياسي والاقتصادي والعرقي والاجتماعي والثقافي. على سبيل المثال، في حالة سكان جزر فوكلاند يوضح لويس كليفتون المتحدث باسم المجلس التشريعي لجزر فوكلاند:
في المقابل بالنسبة لغالبية سكان جبل طارق الذين يعيشون في جبل طارق، هناك إصرار على انتمائهم البريطاني والذي يحمل ولاءً مفرطاً لبريطانيا.(69) كانت سيادة جبل طارق نقطة خلاف في العلاقات بين إسبانيا والمملكة المتحدة، لكن عدداً هائلاً من سكان جبل طارق اعتنقوا الانتماء البريطاني بقناعة قوية، في معارضة مباشرة للمطالبات الإقليمية الإسبانية.(70)

### كندا

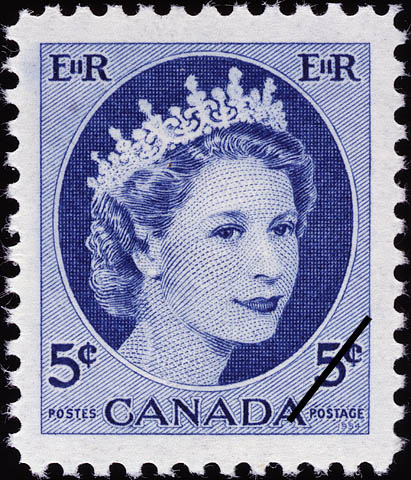
صورة الملكة إليزابيث الثانية على طابع بريد كندي، 1954.

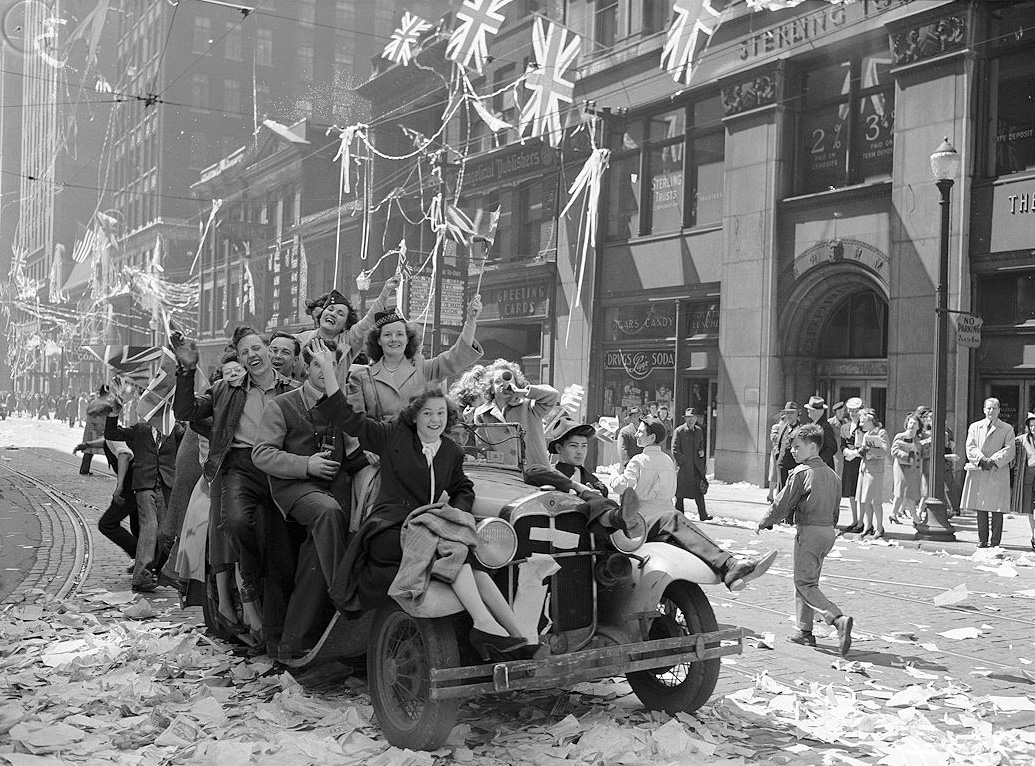
احتفالات يوم النصر في تورنتو، مايو 1945.

تعود جذور قيام دولة كندا إلى الحملات الفرنسية والإنجليزية والإسكتلندية لأمريكا الشمالية منذ أواخر القرن الخامس عشر. تنازلت فرنسا عن كامل فرنسا الجديدة تقريباً في 1763 بعد حرب السنوات السبع وهكذا بعد إعلان استقلال الولايات المتحدة في 1776، شكلت كيبك ونوفا سكوشا نواة المستعمرات التي مثلّت حصة بريطانيا المتبقية في قارة أمريكا الشمالية. اجتذبت أمريكا الشمالية البريطانية الموالين للإمبراطورية المتحدة والبريطانيين الذين هاجروا ممن اعتبروها الولايات المتحدة المتمردة، مما زاد من حجم الجاليات البريطانية فيما أصبح يعُرف باسم كندا.
في 1867، كان هناك اتحاد لثلاث مستعمرات مع أمريكا الشمالية البريطانية والتي شكلت معاً الاتحاد الكندي وهو دومينيون فيدرالي.(71) بدأ هذا في تراكم مقاطعات وأقاليم إضافية وعملية زيادة الاستقلالية عن المملكة المتحدة والتي أبرزها تشريع وستمنستر لعام 1931 وبلغت ذروتها في قانون كندا لعام 1982 الذي قطع بقايا التبعية القانونية لبرلمان المملكة المتحدة. ومع ذلك، فمن المسلم به أن هناك أهمية مستمرة لعلاقة كندا الطويلة والوثيقة مع بريطانيا؛ تدعي أجزاء كبيرة من سكان كندا المعاصرين أن لها «أصولاً بريطانية» بجانب عمق التأثير الثقافي البريطاني في المؤسسات الكندية.
لم يتوقف استخدام عبارة «المواطن الكندي هو مواطن بريطاني» في جوازات السفر الكندية إلا بحلول عام 1977. تتأثر السياسة الكندية بشدة بالثقافة السياسية البريطانية.(72) على الرغم من إجراء تعديلات هامة، حيث يحكم كندا إطار برلماني ديمقراطي مماثل لنظام وستمنستر يحتفظ بإليزابيث الثانية بصفتها ملكة كندا ورئيسة الدولة.(73) وتعد اللغة الإنجليزية اللغة الأكثر انتشاراً في كندا وهي لغة رسمية بها.(74)
لا تزال الأيقونات البريطانية حاضرة في تصميم العديد من الأعلام الكندية، حيث يتبنى 10 من 13 علماً كندياً للمقاطعات والأقاليم شكلاً من أشكال الرمزية البريطانية في تصميمه. علم المملكة المتحدة هو أيضاً علم احتفالي رسمي في كندا يُعرف باسم علم الاتحاد الملكي والذي يُرفع خارج المباني الفيدرالية ثلاثة أيام في السنة.(75)

### نيوزيلندا

يتميز علم نيوزيلندا بعلم الاتحاد - علم المملكة المتحدة - في الزاوية. أظهر استفتاء جرى في 2016 أن 57% من الناخبين النيوزيلنديين يريدون الاحتفاظ بالتصميم الحالي لعلم نيوزيلندا

من النتائج بعيدة المدى لرحلة جيمس كوك في 1768-1771، وجود عدد كبير من النيوزيلنديين من أصل بريطاني وقد ساهم الانتماء البريطاني في هويتهم.(76) في أواخر الخمسينيات من القرن العشرين، كان من الشائع أن يشير البريطانيون النيوزيلنديون إلى أنفسهم على أنهم بريطانيون، مثلما وصف رئيس الوزراء كيث هوليوك صعود السير إدموند هيلاري الناجح لجبل إفرست بأنه وضع «العرق البريطاني والنيوزيلندي فوق قمة العالم».(77) وحتى 1974 كانت جوازات السفر النيوزيلندية تصف المواطنين بأنهم «رعية بريطانية: مواطنون من نيوزيلندا»، عندما تغير ذلك إلى «مواطن نيوزيلندي».(78)
في مقابلة مع مجلة المستمع النيوزيلندي في 2006، قال دون براش، زعيم المعارضة آنذاك:
تتأثر السياسة النيوزيلندية بشدة بالثقافة السياسية البريطانية. على الرغم من إجراء تعديلات مهمة، تخضع نيوزيلندا لإطار برلماني ديمقراطي مماثل لنظام وستمنستر وتحتفظ بإليزابيث الثانية كرئيسة للنظام الملكي في نيوزيلندا. وتعد اللغة الإنجليزية اللغة الرسمية السائدة في نيوزيلندا.(80)

### هونغ كونغ
كان قانون الجنسية البريطاني فيما يتعلق بهونغ كونغ استثنائياً منذ أن أصبحت هونغ كونغ مستعمرة بريطانية في 1842. ومنذ نشأتها كميناء تجاري قليل السكان إلى دورها الحديث كمركز مالي عالمي يضم أكثر من سبعة ملايين شخص، اجتذب الإقليم اللاجئين والمهاجرين والمغتربين على حد سواء الباحثين عن حياة جديدة. كانت مسائل الجنسية معقدة بسبب حقيقة أن قانون الجنسية البريطاني يعامل المولودين في هونغ كونغ كرعايا بريطانيين، على الرغم من أنهم لم يتمتعوا بالحقوق الكاملة والمواطنة، في حين أن جمهورية الصين الشعبية لم تعترف بكون هونغ كونغ صينية على هذا النحو، والسبب الرئيسي لذلك هو أن الاعتراف بهؤلاء الأشخاص كبريطانيين كان يُنظر إليه على أنه قبول ضمني لسلسلة من المعاهدات التاريخية التي وصفتها جمهورية الصين الشعبية بأنها غير متكافئة، من ضمنها تلك التي تنازلت فيها عن جزيرة هونغ كونغ وشبه جزيرة كولون والأقاليم الجديدة إلى بريطانيا. ومع ذلك، فقد اعترفت الحكومة البريطانية بالوضع السياسي الفريد لهونغ كونغ ومنحت 3,4 مليون من سكان هونغ كونغ نوعاً جديداً من الجنسية يُعرف باسم الجنسية البريطانية (ما وراء البحار) والتي وُضعّت وفقاً لقانون هونغ كونغ لعام 1985. من بين هؤلاء 3,4 مليون شخص، هناك العديد من الرعايا البريطانيين (ما وراء البحار) المؤهلين للحصول على الجنسية البريطانية الكاملة. يعتبر كلاً من الرعايا البريطانيون (ما وراء البحار) والمواطنون البريطانيون رعايا بريطانيون ومواطنون من دول الكومنولث وفقاً لقانون الجنسية البريطاني، الذي يُمكنهم من التمتع بحقوق متعددة في المملكة المتحدة والاتحاد الأوروبي.

### الولايات المتحدة الأمريكية
بدأ الوجود الإنجليزي في أمريكا الشمالية مع مستعمرة روانوك ومستعمرة فرجينيا في أواخر القرن السادس عشر، لكن أول مستوطنة إنجليزية ناجحة تأسست في 1607، على نهر جيمس في جيمستاون. بحلول العقد الأول من القرن السابع عشر، رحلّ ما يُقدر بنحو 1.300 شخص إنجليزي إلى أمريكا الشمالية، كانوا الأوائل من بين عدة ملايين من الجزر البريطانية. في 1620 أسس الحجاج المشروع الإمبراطوري الإنجليزي لمستعمرة بليموث وبدأ «تسارعاً ملحوظاً للهجرة الدائمة من إنجلترا» حيث استقر أكثر من 60% من المهاجرين الإنجليز عبر المحيط الأطلنطي في مستعمرات نيو إنجلاند. خلال القرن السابع عشر، وصل ما يُقدر بنحو 350.000 مهاجر إنجليزي وويلزي إلى أمريكا الشمالية والذين تجاوزهم المهاجرون الإسكتلنديون والأيرلنديون في القرن التالي لقانوني الاتحاد 1707 من حيث المعدل والعدد.
هدفّت السياسة البريطانية المتمثلة في سياسة الإهمال المحمود لمستعمراتها في أمريكا الشمالية إلى تقليل القيود التجارية كوسيلة لضمان بقائها موالية للمصالح البريطانية. وقد سمح هذا بتطور الحلم الأمريكي وهو روح ثقافية متميزة عن روح مؤسسيه الأوروبيين.(81) بدأت المستعمرات البريطانية الأمريكية الثلاث عشرة تمرداً مسلحاً ضد الحكم البريطاني في 1775 عندما رفضت حق برلمان بريطانيا العظمى في حكمها دون تمثيل؛ بحيث أعلنت استقلالها في 1776 وشكلت أول ثلاث عشرة ولاية للولايات المتحدة الأمريكية، التي أصبحت دولة ذات سيادة في 1781 مع التصديق على وثائق الكونفدرالية. مَثَلّت معاهدة باريس في 1783 اعترافاً رسمياً من بريطانيا العظمى بسيادة الولايات المتحدة في نهاية الحرب الثورية الأمريكية.(82)
ومع ذلك، أدت الروابط الثقافية والتاريخية الطويلة، في الأزمنة الحديثة، إلى علاقة خاصة وتعاون سياسي ودبلوماسي وعسكري وثيق تاريخياً بين المملكة المتحدة والولايات المتحدة.(83) ارتأت ليندا كولي، أستاذة التاريخ في جامعة برينستون والمتخصصة في اللغة البريطانية، أنه نتيجة تأثيرهم الاستعماري على الولايات المتحدة، فإن البريطانيين يجدون الأمريكيين «أشخاصاً غامضين ومتناقضين، متباعدون جسدياً ولكن متقاربون ثقافياً، متشابهين بشكل جذاب ولكن مختلفين بشكل مزعج.»
لأكثر من قرنين (1789-1989) من تاريخ الولايات المتحدة المبكر، كان جميع الرؤساء باستثناء اثنين (فان بيورين وكينيدي) ينحدرون من أصول بريطانية استعمارية متنوعة، من الحجاج والتطهيريون إلى الإسكتلنديين الأيرلنديين والإنجليز الذين استقروا في أبالاشيا.(84)
عُثرّ على أكبر تركيزات من أصل عرقي بريطاني أُبلغّ عنها ذاتياً في الولايات المتحدة في يوتا (35٪)، مين (30٪)، نيوهامبشاير (25٪) وفيرمونت (25٪) في مسح المجتمع الأمريكي لعام 2015. إجمالاً، أفاد 10.7% من الأمريكيين أن أصلهم العرقي هو «بريطاني» نوعاً ما في مسح المجتمع الأمريكي بين 2013-17، وجاء خلف الأصول الألمانية والأفريقية وعلى قدم المساواة مع الأصول المكسيكية والأيرلندية.

### تشيلي

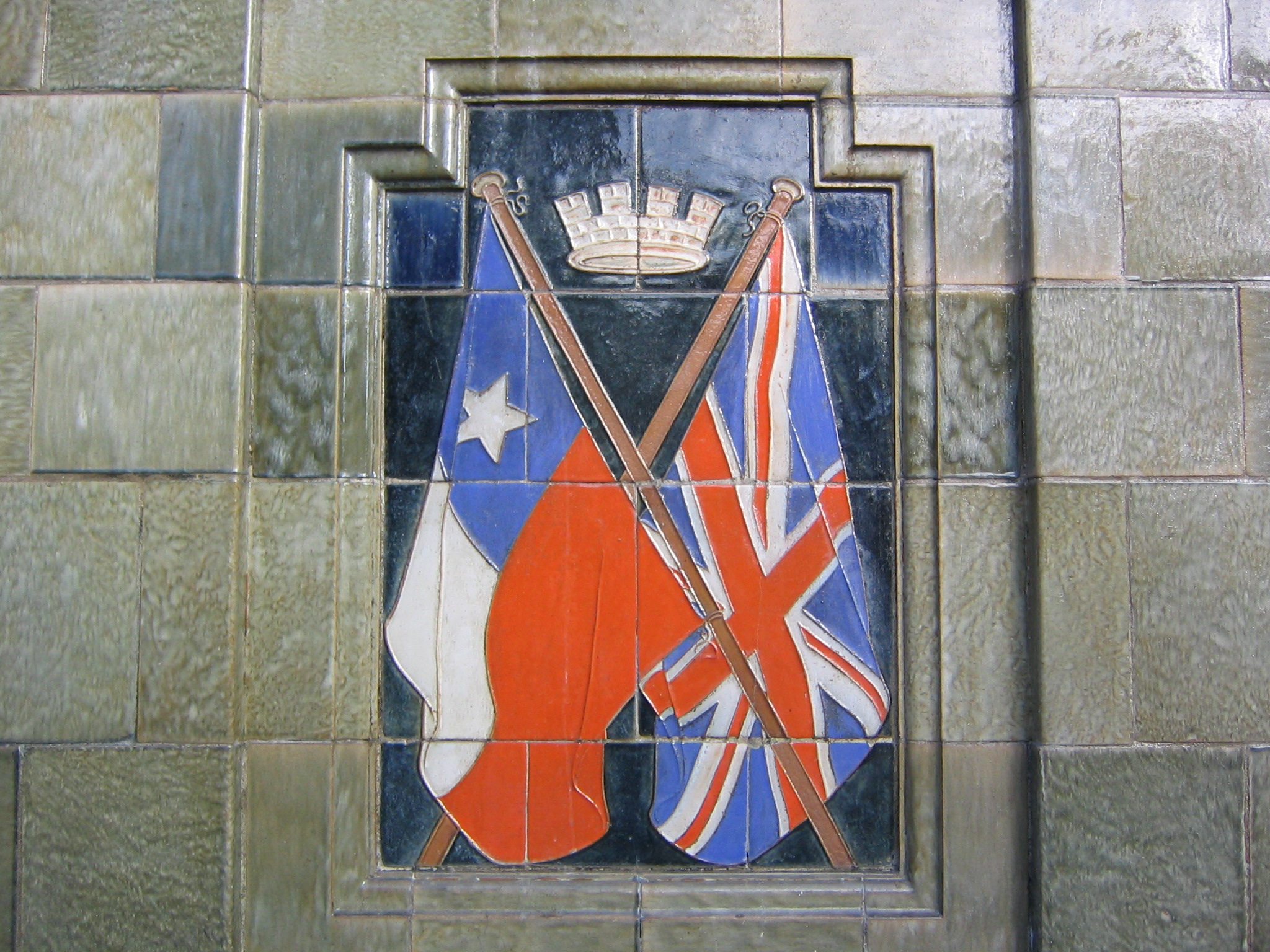
العلم البريطاني والتشيلي معًا فوق نصب تذكاري في مدينة أنتوفاغاستا

يضم شعار مدينة كوكيمبو علم الاتحاد ضمن تصميمه

يعتبر ما يقرب من 4% من سكان تشيلي من أصل بريطاني أو أيرلندي.(85) وقد استقر أكثر من 50.000 مهاجر بريطاني في تشيلي من 1840 إلى 1914.(86) وأقام عدد كبير منهم في مقاطعة ماغالانيس وخاصة في مدينة بونتا أريناس عندما ازدهرت كميناء عالمي رئيسي للسفن التي تعبر بين المحيطين الأطلنطي والهادئ عبر مضيق ماجلان. كما استقر حوالي 32.000 إنجليزي في فالبارايسو، مما أثر على المدينة الساحلية إلى حد جعلها مستعمرة بريطانية تقريباً خلال العقود الأخيرة من القرن التاسع عشر وبداية القرن العشرين.(87) ومع ذلك، أدى افتتاح قناة بنما في 1914 واندلاع الحرب العالمية الأولى إلى ابتعاد العديد منهم عن المدينة أو العودة إلى أوروبا.
في فالبارايسو، أقاموا أكبر مستعمراتهم وأهمها وجلبوا معهم أحياء ذات طابع بريطاني ومدارس ونوادي اجتماعية ونوادي رياضية ومنظمات تجارية ودوريات. حتى اليوم، يظهر تأثيرهم في مناطق محددة، مثل البنوك والبحرية وكذلك في بعض الأنشطة الاجتماعية، مثل كرة القدم وسباق الخيل وتقاليد شرب الشاي.
خلال الحركة من أجل الاستقلال (1818)، شَكَلّ البريطانيون أساساً البحرية التشيلية، تحت قيادة اللورد كوكرين.
ساعد الاستثمار البريطاني في أن تصبح تشيلي مزدهرة وساعد البحارة البريطانيون البحرية التشيلية لتصبح قوة قوية في جنوب المحيط الهادئ. بحيث انتصرت تشيلي في حربين، الأولى ضد الاتحاد البيروفي البوليفي والثانية حرب المحيط الهادئ في 1878-1879، ضد تحالف بين بيرو وبوليفيا. أدخلت ثورة 1891 الليبرالية الاشتراكية، إصلاحات سياسية على غرار الممارسة البرلمانية البريطانية وسن القوانين.
كان المهاجرون البريطانيون مهمين أيضاً في المنطقة الشمالية من البلاد خلال طفرة الملح الصخري، في موانئ إيكويكو وبيساغوا. كان ملك الملح الصخري، جون توماس نورث، الملياردير الرئيسي لتعدين النترات. ينعكس الإرث البريطاني في شوارع الحي التاريخي لمدينة إيكويكو، مع تأسيس مؤسسات مختلفة، مثل نادي هيبيكو (نادي سباق). ومع ذلك، انتهى الوجود البريطاني النشط مع أزمة الملح الصخري خلال الثلاثينيات.
استقر بعض الإسكتلنديين في المناطق الأكثر اعتدالاً في البلاد، حيث قد يكون المناخ والمناظر الطبيعية الحرجية مع الأنهار الجليدية والجزر قد ذكّرهم بوطنهم (المرتفعات وشمال إسكتلندا) بينما شكلت الإنجليزية والويلزية الباقي. وصل المهاجرون الأيرلنديون، الذين خُلطّ بينهم كثيراً مع البريطانيين، كتجار وصُناع وبحارة واستقروا مع البريطانيين في المدن التجارية والموانئ الرئيسية.
وصلت مجموعة هامة من المهاجرين البريطانيين (الويلزيين أساساً) بين عامي 1914 و1950 واستقروا في إقليم ماجلان الحالي. تشكلت العائلات البريطانية في مناطق أخرى من البلاد، مثل سانتياغو وكوكيمبو وأراوكانيا وشيلوي.
يبدو الإرث الثقافي للبريطانيين في تشيلي ملحوظاً وقد انتشر خارج المجتمع التشيلي البريطاني في المجتمع ككل. تشمل العادات المأخوذة من البريطانيين شاي ما بعد الظهيرة (يسميها التشيليون التصبيرة) وكرة القدم واتحاد الرغبي وسباق الخيل. إرث آخر هو استخدام التشيليون الواسع النطاق للأسماء الشخصية البريطانية.
لدى تشيلي أكبر عدد من أحفاد المستوطنين البريطانيين في أمريكا اللاتينية. ربما يصل لأكثر من 700.000 تشيلي من أصل بريطاني (إنجليزي وإسكتلندي وويلزي) وهو ما يمثل 4.5% من سكان تشيلي.(88)

### جنوب إفريقيا

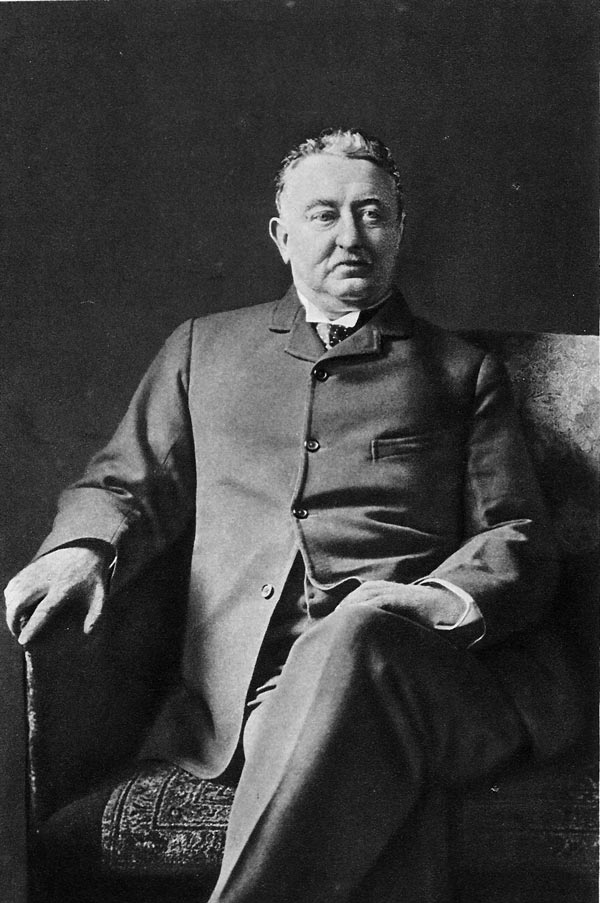
سيسيل جون رودس، رئيس الوزراء السادس لمستعمرة كيب (المقسمة بين مقاطعتين في جنوب إفريقيا الحالية) ومؤسس شركة دي بيرز للماس.

وصل البريطانيون إلى المنطقة التي ستصبح جنوب إفريقيا الحديثة خلال أوائل القرن الثامن عشر، لكن الاستيطان الكبير لم يبدأ إلا في نهاية القرن الثامن عشر، في رأس الرجاء الصالح؛ اكتشف البريطانيون أولاً المنطقة من أجل الفتوحات الخاصة بتجارة الرقيق أو المرتبطة بها. في أواخر القرن التاسع عشر، شجع اكتشاف الذهب والماس استعمار البريطانيين لجنوب إفريقيا وارتفع عدد سكان جنوب إفريقيا البريطانيين بشكل كبير، على الرغم من وجود منافسة شرسة بين البريطانيين والأفريقانيين (أحفاد المستعمرين الهولنديين) في الفترة المعروفة باسم حروب البوير. عندما بدأ الفصل العنصري لأول مرة، كان معظم البريطانيين والجنوب أفريقيين حريصين في الغالب على الحفاظ على علاقاتهم مع المملكة المتحدة وتعزيزها. أظهر آخر تعداد سكاني في جنوب إفريقيا أن هناك ما يقرب من 2 مليون بريطاني - جنوب إفريقي؛ يشكلون حوالي 40% من إجمالي السكان البيض في جنوب إفريقيا وأكبر السكان من أصل بريطاني من البيض في جنوب إفريقيا يتواجدون في مقاطعة كوازولو ناتال وفي مدن كيب تاون وديربان وبورت إليزابيث.

### أيرلندا

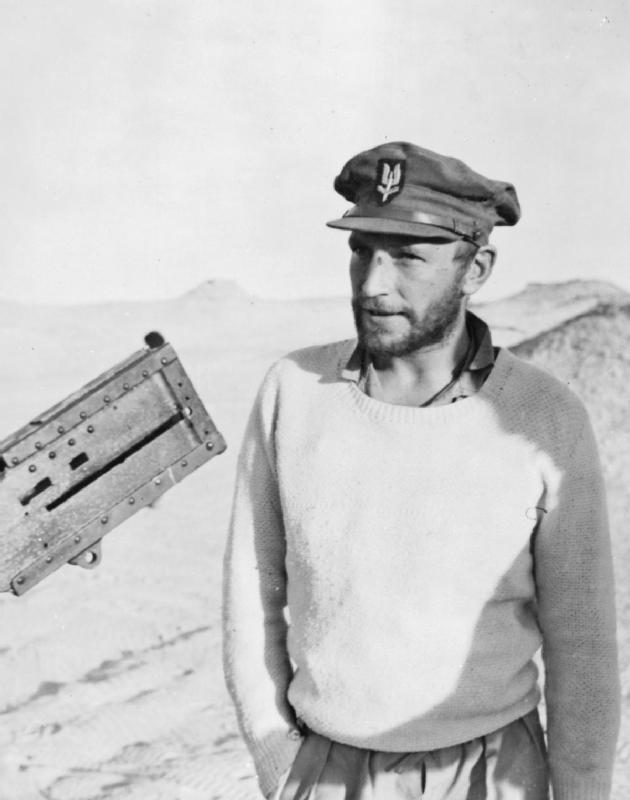
كان بادي ماين من مقاطعة داون؛ عضو مؤسس في القوة الجوية الخاصة؛ أحد أكثر الجنود البريطانيين الحاصلين على أوسمة في الحرب العالمية الثانية. كما لعب الرغبي لصالح أيرلندا.

أدخلت مزارع أيرلندا أعداداً كبيرة من الناس من بريطانيا العظمى إلى أيرلندا خلال العصور الوسطى وأوائل العصر الحديث. عرفّت البروتستانتية المهيمنة الناشئة والطبقة الأرستقراطية لسيادة أيرلندا نفسها على نطاق واسع أنها أنجلو أيرلندية. في القرنين السادس عشر والسابع عشر، أخضع المستوطنون البريطانيون البروتستانت السكان الكاثوليك والغيليين في شمال أيرلندا عبر مزرعة أولستر والحرب الويليامية في أيرلندا؛ التي كانت محاولة صريحة للسيطرة على أيرلندا استراتيجياً عن طريق إدخال عناصر عرقية ودينية موالية للمصالح البريطانية في أيرلندا.
ينحدر شعب أولستر الإسكتلندي وهم مجموعة عرقية من أصل بريطاني في أيرلندا على نطاق واسع من الأراضي المنخفضة الإسكتلندية والذين استقروا بأعداد كبيرة في مقاطعة أولستر خلال عملية الاستعمار المخطط لها في أيرلندا، والتي حدثت في عهد الملك جيمس السادس والأول (ملك إسكتلندا وإنجلترا) . جنباً إلى جنب مع المستوطنين الإنجليز والويلزيين، قدم هؤلاء الإسكتلنديون البروتستانتية ولا سيما المشيخية لكنيسة إسكتلندا واللهجة الأولسترية الإسكتلندية واللغات الإنجليزية إلى شمال شرق أيرلندا أساساً. ومع تقسيم أيرلندا واستقلال ما يعرف حالياً بجمهورية أيرلندا، وجد بعض هؤلاء الأشخاص أنهم لم يعودوا يعيشون داخل المملكة المتحدة.
كانت أيرلندا الشمالية نفسها لسنوات عديدة مسرحاً لصراع عرقي طائفي عنيف ومرير يُعرف بالمشاكل بين أولئك الذين يدعون تمثيل القومية الأيرلندية وهم في الغالب من الروم الكاثوليك وأولئك الذين يدعون تمثيل النقابات البريطانية وأغلبيتهم من البروتستانت.(89) أراد مناصرو الاتحاد بقاء أيرلندا الشمالية جزءاً من المملكة المتحدة،(90) بينما يرغب القوميون في أيرلندا الموحدة.(91)
منذ توقيع اتفاق الجمعة العظيمة في 1998، أوقفت معظم الجماعات شبه العسكرية المنخرطة في الاضطرابات حملاتها المسلحة، واُعتُرفّ دستورياً بشعب أيرلندا الشمالية على أنهم «جميع الأشخاص المولودين في أيرلندا الشمالية وكان لديهم، وقت ولادتهم، أحد الوالدين على الأقل بريطاني أو أيرلندي بالمواطنة أو يحق لهم بخلاف ذلك الإقامة في أيرلندا الشمالية دون أي قيود على فترة إقامتهم».(92) يتضمن اتفاق الجمعة العظيمة الاعتراف بالحق الشرعي لجميع سكان أيرلندا الشمالية في التعريف بأنفسهم والقبول على أنهم أيرلنديون أو بريطانيون أو كلاهما حسبما يختارون.

## الثقافة
نتيجة لتوسع الإمبراطورية البريطانية، يمكن ملاحظة التأثير الثقافي البريطاني في لغة وثقافة مجموعة واسعة جغرافياً من البلدان مثل كندا وأستراليا ونيوزيلندا وجنوب إفريقيا والهند وباكستان والولايات المتحدة وأقاليم ما وراء البحار البريطانية. تُعرف هذه الدول مجتمعة أحياناً باسم الأنجلوسفير. بالإضافة إلى التأثير البريطاني على إمبراطوريتها، أثرت الإمبراطورية أيضاً على الثقافة البريطانية وخاصة في المطبخ البريطاني. كما غيرت الابتكارات والحركات داخل ثقافة أوروبا الأوسع المملكة المتحدة؛ بحيث تطورت النزعة الإنسانية والبروتستانتية والديمقراطية التمثيلية من الثقافة الغربية الأوسع.
نتيجة لتاريخ تشكيل المملكة المتحدة، فقد تنوعت ثقافات إنجلترا وإسكتلندا وويلز بالإضافة إلى ثقافة أيرلندا الشمالية وأصبح لديها درجات متفاوتة من التداخل والتميز.

### المطبخ

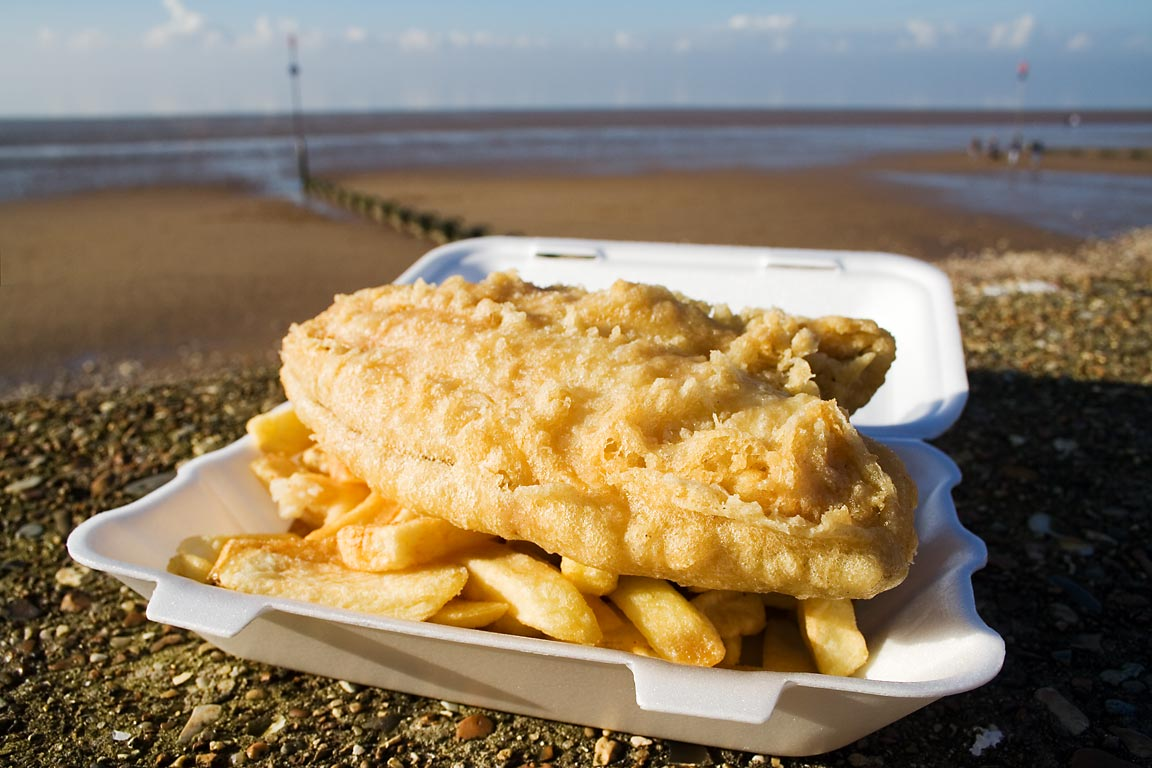
يوصف طبق السمك ورقائق البطاطا من أطعمة الوجبات السريعة الشائعة في جميع أنحاء المملكة المتحدة بأنه الطبق البريطاني المثالي.

تاريخياً، كان المطبخ البريطاني يُمثل أطباقاً غير منمقة مصنوعة من أصناف المكونات المحلية، تُقدم معها صلصات بسيطة لمنحها نكهة، بدلاً من إخفاءها.(93) ولقد شُهرّ بها باعتبارها دسمة وغير إبداعية وتقليدياً لاقت قبولاً دولياً محدوداً كوجبة إفطار كاملة وعشاء عيد الميلاد. هذا على الرغم من أن المطبخ البريطاني قد استوعب تأثيرات الطهي لأولئك الذين استقروا في بريطانيا، مما نتج عنه أطباق هجينة مثل الدجاج الآسيوي البريطاني تيكا ماسالا، الذي وصفه البعض بأنه الطبق الوطني البريطاني بحق.(94)
أنتجت الزراعة الكلتية وتربية الحيوانات مجموعة متنوعة من المواد الغذائية للكلت والبريطونيين. طور الأنجلو ساكسون تقنيات طهي اللحوم والأعشاب المالحة قبل أن تصبح هذه الممارسة شائعة في أوروبا. أدخل غزو النورمان لإنجلترا توابل غريبة إلى بريطانيا في العصور الوسطى. سهلت الإمبراطورية البريطانية معرفة تقاليد الطعام في الهند المتمثلة في التوابل والأعشاب القوية والنفاذة. يقال إن سياسات تقنين الطعام، التي فرضتها الحكومة البريطانية خلال فترات الحرب في القرن العشرين، كانت بمثابة الباعث لسمعة المطبخ البريطاني السيئة دولياً.
تشمل الأطباق البريطانية السمك ورقائق البطاطا وشواء الأحد والسجق مع البطاطس المهروسة. كما يحتوي المطبخ البريطاني على العديد من الأصناف الوطنية والإقليمية، بما في ذلك المطابخ الإنجليزية والإسكتلندية والويلزية وقد طور كل منها أطباقه الإقليمية أو المحلية الخاصة به والعديد منها عبارة عن أطعمة محددة جغرافياً مثل جبن الشيدر وجبن تشيشاير وبودينغ يوركشاير وأربروث سموكي والفطائر الكورنية والكيك الويلزي.
يُعد البريطانيون ثاني أكبر مستهلك للشاي بالنسبة للفرد في العالم، حيث يستهلكوا ما معدله 2.1 كيلوجرام (4.6 رطل) للفرد كل عام.(95) تعود ثقافة الشاي البريطانية إلى القرن التاسع عشر، عندما كانت الهند جزءاً من الإمبراطورية البريطانية وكانت المصالح البريطانية تسيطر على إنتاج الشاي في شبه القارة الهندية.

### اللغات
ليس هناك لغة بريطانية موحدة، على الرغم من أن اللغة الإنجليزية هي اللغة الرئيسية التي يتحدث بها المواطنون البريطانيون، حيث يتحدث بها أكثر من 70% من سكان المملكة المتحدة كلغة أُحادية. وبالتالي فإن اللغة الإنجليزية هي بحكم الواقع اللغة الرسمية للمملكة المتحدة.(96) ومع ذلك، بموجب الميثاق الأوروبي للغات الإقليمية أو لغات الأقليات، اعترفت حكومة المملكة المتحدة رسمياً باللغات الويلزية والغيلية الإسكتلندية والكورنية والغيلية الأيرلندية والأولسترية الإسكتلندية والمنكية والإسكتلندية ولغات الأراضي المنخفضة الإسكتلندية كلغات إقليمية أو لغات أقليات.(97) تعتبر فروع النورمندية الجُزُرية لغات معترف بها في إقليمي في جيرسي وغيرنزي، على الرغم من أنها في طريقها للاندثار.(98) وتعد الفصحى الفرنسية لغة رسمية لكلا الإقليمين.(99) وبالنسبة للغات الأصلية التي لا يزال السكان الأصليون يتحدثون بها كلغة أولى، تتمتع الويلزية والإسكتلندية الغيلية بوضع قانوني مختلف عن لغات الأقليات الأخرى. ففي بعض أجزاء المملكة المتحدة، تُتداول عموماً بعض هذه اللغات كلغة أولى؛ في مناطق أوسع، يُدعم استخدامها أحياناً في سياق ثنائي اللغة أو تروج له سياسة الحكومة المركزية أو المحلية. ولأغراض التجنيس، ومعيار الكفاءة في اللغة الإنجليزية أو الغيلية الإسكتلندية أو الويلزية مطلوب لاجتياز اختبار العيش في المملكة المتحدة.(100) ومع أن اللغة الإنجليزية تُستخدم بانتظام، فإن اللغة الغيلية الإسكتلندية والويلزية أقل استخداماً، على الرغم من اعتبارهما مهمتين ثقافياً.
يوجد في جميع أنحاء المملكة المتحدة تعبيرات منطوقة مميزة ولهجات إقليمية للغة الإنجليزية، التي تُعتبر من دلائل ثقافة المنطقة وهويتها. يمكن للوعي والمعرفة باللهجات في المملكة المتحدة «أن يُحدد، على بعد أميال قليلة، المنطقة التي نشأ فيها الرجل أو المرأة».

### الأدب

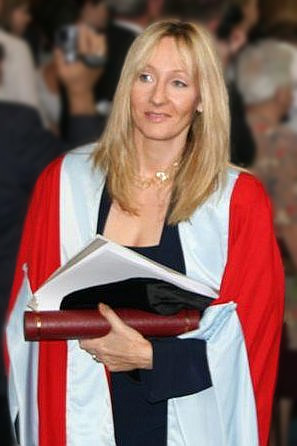
ج. ك. رولينغ واحدة من أفضل الكتاب البريطانيين مبيعاً في العالم. حيث بيعت من سلسلة كتبها لهاري بوتر أكثر من 400 مليون نسخة حول العالم.

يُعد الأدب البريطاني أحد الآداب الرائدة في العالم. وبالرغم من أن معظمه مكتوب باللغة الإنجليزية، فهناك أيضاً قطع أدبية مكتوبة باللغات الإسكتلندية والغيلية الإسكتلندية والأولستر إسكتلندية والكورنية والويلزية. لبريطانيا تاريخ طويل من المؤلفين المشهورين والمؤثرين. يضم بعضاً من أقدم الأعمال الأدبية في العالم الغربي، مثل قصيدة بيوولف الملحمية، واحدة من أقدم الأعمال الخطية المتبقية في اللغة الإنجليزية.(102)
من بين المؤلفين المشهورين بعض الكتاب الأكثر دراسة وإشادة في العالم. عَرَّف ويليام شكسبير وكريستوفر مارلو العصر الإليزابيثي لإنجلترا.(103) كانت الحركة الرومانسية البريطانية واحدة من أقوى الحركة وأكثرها شهرة في أوروبا. كان الشعراء ويليام بليك ووردزورث وكولريدج من بين رواد الرومانسية في الأدب.(104) عززّ الكتاب الرومانسيون الآخرون الذين تلوا هذه الشخصيات صورة الرومانسية في أوروبا، أمثال جون كيتس، بيرسي بيش شيلي واللورد بايرون.(105) شهدت فترات لاحقة مثل العصر الفيكتوري ازدهاراً إضافياً للكتابة البريطانية، بما في ذلك تشارلز ديكنز وويليام ثاكيراي.(106)
كان لأدب المرأة في بريطانيا تاريخ طويل ومضطرب في كثير من الأحيان، حيث أنتجت العديد من الكاتبات أعمالاً تحت اسم مستعار، مثل جورج إليوت.(107) من ضمن الروائيات العظماء الأخريات اللاتي ساهمن في الأدب العالمي فرانسيس بيرني وفرانسيس هودسون برنيت وفيرجينيا وولف وجين أوستن والأخوات برونتي إميلي وتشارلوت وآن.(108)
لعبت الكتب الواقعية أيضاً دوراً هاماً في تاريخ الحروف البريطانية، حيث أصدر وجمع صمويل جونسون خريج جامعة أكسفورد والمقيم في لندن، أول قاموس في اللغة الإنجليزية.(109)

### الإعلام والموسيقى

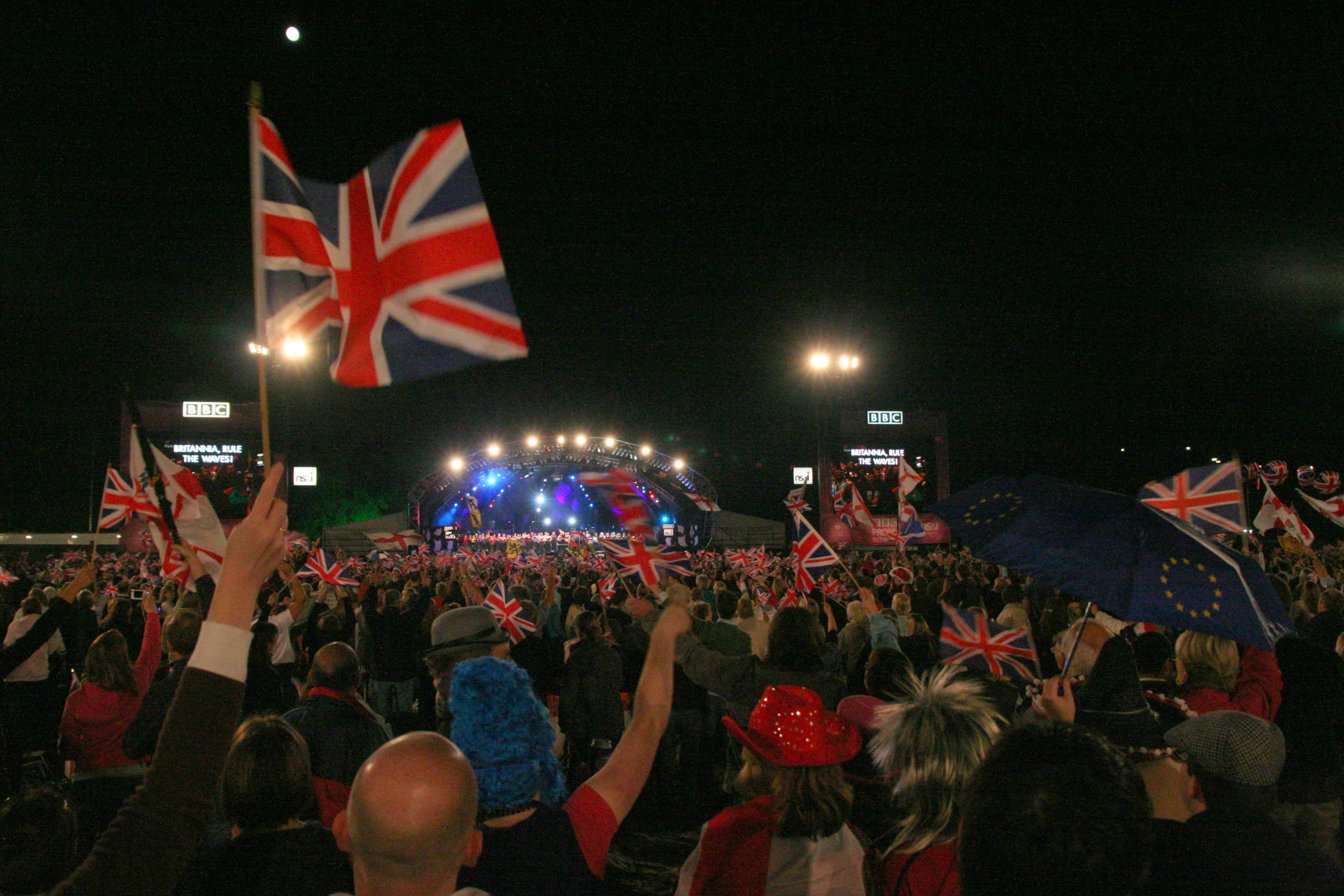
ذا برومس هو موسم صيفي مدته ثمانية أسابيع من حفلات الموسيقى الكلاسيكية الأوركسترالية التي تقام في جميع أنحاء المملكة المتحدة. تحتفل آخر ليلة من الموسم بالتقاليد البريطانية عبر الموسيقى الكلاسيكية الوطنية للمملكة المتحدة

على الرغم من أن السينما والمسرح والرقص والموسيقى الحية تحظى بشعبية، فإن التسلية المفضلة لدى البريطانيين هي مشاهدة التلفزيون. بدأ البث التلفزيوني العام في المملكة المتحدة في 1936، مع إطلاق خدمة تلفزيون بي بي سي (بي بي سي 1 حالياً) داخل المملكة المتحدة وتوابع التاج، ويجب على المواطن البريطاني أن يحصل على ترخيص تلفزيوني لتلقي أي خدمة بث تلفزيوني قانونياً من أي مصدر، ويشمل ذلك القنوات التجارية والبث الكبلي والأقمار الصناعية والإنترنت. تُستخدم الإيرادات المتأتية من ترخيص التلفزيون لتوفير محتوى إذاعي وتلفزيوني وإنترنت لهيئة الإذاعة البريطانية وبرامج تلفزيونية باللغة الويلزية لقناة إس 4 سي. تُعد البي بي سي (الاختصار الشائع لهيئة الإذاعة البريطانية)(111) وهي على عكس الإذاعات الأخرى في المملكة المتحدة، تعتبر مؤسسة قانونية قائمة على الخدمة العامة وشبه المستقلة، يديرها الصندوق الاستئماني لهيئة الإذاعة البريطانية. القنوات التلفزيونية الأرضية المجانية المتوفرة على أساس وطني هي بي بي سي 1 وبي بي سي 2 وآي تي في والقناة الرابعة (إس 4 سي في ويلز) والخامسة.
في عام 2000؛ جمع معهد الفيلم البريطاني قائمة بأعظم 100 برنامج تلفزيوني بريطاني، وقع اختيار هذه البرامج كنتيجة لاستطلاع أجراه المتخصصون في هذا المجال، لتحديد أعظم البرامج التلفزيونية البريطانية من أي نوع عُرضت على الإطلاق.(112) كان فولتي تاورز على رأس القائمة وهو مسلسل هزلي بريطاني من بطولة جون كليز تدور أحداثه في فندق توركاي الخيالي.
تهيمن الموسيقى الإنجليزية والثقافة الجرمانية على التقاليد الموسيقية البريطانية الصاخبة أساساً، والمتأثرة بشكل كبير بالترانيم وموسيقى الكنيسة الأنجليكانية. ومع ذلك، فإن الموسيقى التقليدية المحددة لويلز وإسكتلندا تبدو متميزة وهي من تراث الموسيقى الكلتية. في المملكة المتحدة، يحضر المزيد من الأشخاص عروض الموسيقى الحية أكثر من مباريات كرة القدم. نشأت موسيقى الروك البريطانية في منتصف القرن العشرين نتيجة لتأثير موسيقى الروك أند رول والريذم أند بلوز من الولايات المتحدة. كانت أهم الإصدارات المبكرة؛ فرق البيتلز وذا رولينج ستونز وذا هو وكينكس، والتي شكلّت إلى جانب فرق أخرى من المملكة المتحدة ما يعرف باسم (الغزو البريطاني) وهو تعميم لموسيقى البوب والروك البريطانية في الولايات المتحدة. وبالنسبة لموسيقى الميتال في سبعينيات القرن العشرين، ظهرت الموجة الجديدة وتو تون. تعتبر البريت بوب نوع فرعي من الروك البديل التي انبثقت من مشهد الموسيقي البريطانية المستقلة في أوائل تسعينيات القرن العشرين وتميزت بفرق تعيد إحياء موسيقى البوب على الغيتار البريطاني في الستينيات والسبعينيات، وكان دُعاتها الرواد؛ فرق بلور وأويسس وبالب. كما انتشرت في المملكة المتحدة خلال التسعينيات عدة أنواع من الموسيقى الإلكترونية الراقصة المنتجة محلياً؛ أسيد هاوس وهارد هاوس وجانغل ويو كيه غراج والتي أثرت بدورها في موسيقى الغريم والهيب هوب البريطاني في القرن الحادي والعشرين. تعد جوائز بريت الجوائز السنوية التي تُمنحها صناعة التسجيلات البريطانية لكلاً من الموسيقى العالمية والموسيقى الشعبية البريطانية.

### الدين

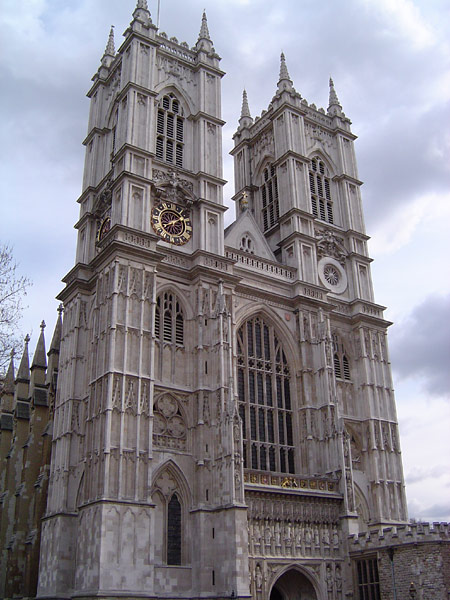
يُستخدم دير وستمنستر لتتويج الملوك البريطانيين، الذين سيصبحوا أيضاً حُكاماً لكنيسة إنجلترا.

تاريخياً، كانت المسيحية الديانة الأكثر نفوذاً وأهمية في بريطانيا، كما لا تزال الديانة المعلنة لغالبية الشعب البريطاني. كان تأثير المسيحية على الثقافة البريطانية واسع الانتشار وامتد إلى ما وراء نواحي الصلاة والعبادة. حيث قدمت الكنائس والكاتدرائيات مساهمة كبيرة للمشهد المعماري لمدن وبلدات الدولة بينما أسس الرجال والنساء اللذين تأثروا بشدة بدوافع مسيحية العديد من المدارس والمستشفيات. وفي جميع أنحاء المملكة المتحدة، يعتبر عيد الفصح وعيد الميلاد، أهم حدثين في التقويم المسيحي، كعطلتين رسميتين.
لا تزال المسيحية الدين الرئيسي لسكان المملكة المتحدة في القرن الحادي والعشرين، يليها الإسلام والهندوسية والسيخية ثم اليهودية من حيث عدد المعتنقين. كشف مسح تيرفند في 2007 أن 53% عرّفوا أنفسهم على أنهم مسيحيون وهو ما يماثل المسح البريطاني للمواقف الاجتماعية في 2004،(113) وتعداد المملكة المتحدة في 2001 حيث قال 71.6% أن المسيحية هي ديانتهم،(114) ومع ذلك، أظهر مسح تيرفند أن واحداً فقط من كل عشرة بريطانيين يحضر الكنيسة أسبوعياً.(115) تقدمت العلمانية في بريطانيا خلال عصر التنوير وتقدم المنظمات البريطانية الحديثة مثل الجمعية الإنسانية البريطانية والجمعية العلمانية الوطنية الفرصة لأعضائها لمناقشة واستكشاف القضايا الأخلاقية والفلسفية في بيئة غير دينية.
ضمنت معاهدة الاتحاد التي أدت إلى تشكيل مملكة بريطانيا العظمى أنه سيكون هناك خلافة بروتستانتية وكذلك صلة بين الكنيسة والدولة والتي لا تزال قائمة. يُعترف بكنيسة إنجلترا الأنجليكانية قانوناً على أنها الكنيسة الرسمية وبالتالي تحتفظ بتمثيلها في برلمان المملكة المتحدة من خلال اللوردات الروحانيين، في حين أن الملك البريطاني هو عضو في الكنيسة وكذلك حاكمها الأعلى.(116) تحتفظ كنيسة إنجلترا أيضاً بالحق في صياغة إجراءات تشريعية (تتعلق بالإدارة الدينية) من خلال المجمع الكنسي العام والتي يمكن بعد ذلك تحويلها إلى قانون من قبل البرلمان. تعد الكنيسة الرومانية الكاثوليكية في إنجلترا وويلز ثاني أكبر كنيسة مسيحية تضم حوالي خمسة ملايين عضو، معظمهم في إنجلترا.(117) هناك أيضاً عدد متزايد من الكنائس الأرثوذكسية والإنجيلية والخمسينية، حيث أصبحت الكنائس الخمسينية في إنجلترا حالياً في المرتبة الثالثة بعد كنيسة إنجلترا والكنيسة الرومانية الكاثوليكية من حيث حضور الكنيسة.(118) تشمل المجموعات المسيحية الكبيرة الأخرى الميثوديون والمعمدانيون.
يُعترف بالكنيسة المشيخية في إسكتلندا (المعروفة بشكل غير رسمي باسم الكيرك)، ككنيسة وطنية إسكتلندية لا تخضع لسيطرة الدولة. وينظر إلى الملك/الملكة كعضو عادي، يُطلب منه أداء اليمين للدفاع عن أمن الكنيسة عند انضمامه أو انضمامها. تعد الكنيسة الرومانية الكاثوليكية في إسكتلندا ثاني أكبر كنيسة مسيحية في إسكتلندا ويمثل أتباعها سدس سكان إسكتلندا.(119) يعود تاريخ الكنيسة الأسقفية الإسكتلندية وهي جزء من الطائفة الأنجليكانية، إلى التأسيس النهائي للمذهب المشيخي في إسكتلندا في 1690، عندما انفصلت عن كنيسة إسكتلندا بسبب مسائل اللاهوت والطقوس. أدت الانقسامات الإضافية في كنيسة إسكتلندا، خاصة في القرن التاسع عشر، إلى إنشاء كنائس أخرى للمشيخية في إسكتلندا، بما في ذلك كنيسة إسكتلندا الحرة. في العشرينات من القرن الماضي، أصبحت الكنيسة في ويلز مستقلة عن الكنيسة الإنجليزية وغير معترف بها، لكنها ظلت في الاتحاد الأنجليكاني. كان للكنيسة الميثودية والكنائس البروتستانتية الأخرى حضور كبير في ويلز. تُنظّم الجماعات الدينية الرئيسية في أيرلندا الشمالية على أساس أيرلندا بالكامل. على الرغم من أن البروتستانت يشكلون الأغلبية الإجمالية،(120) فإن الكنيسة الرومانية الكاثوليكية في أيرلندا هي أكبر كنيسة منفردة. وتعد الكنيسة المشيخية في أيرلندا، المرتبطة ارتباطاً وثيقاً بكنيسة إسكتلندا لاهوتياً وتاريخياً، ثاني أكبر كنيسة، تليها الكنيسة الأيرلندية الأنجليكانية، التي انحلت في القرن التاسع عشر.

### الرياضة

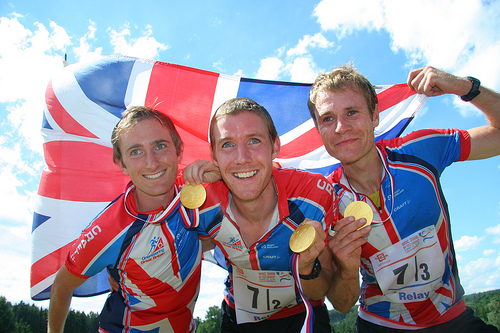
الفريق البريطاني الحاصل على الميدالية الذهبية في بطولة العالم لرياضة الاسترشاد لعام 2008.

تعتبر الرياضة عنصراً هاماً في الثقافة البريطانية وهي واحدة من أكثر الأنشطة الترفيهية شعبية لدى البريطانيين. يشارك ما يقرب من نصف البالغين في نشاط رياضي واحد أو أكثر كل أسبوع داخل المملكة المتحدة. بعض الرياضات الرئيسية في المملكة المتحدة اخترعها البريطانيون، بما في ذلك كرة القدم واتحاد الرغبي ودوري الرغبي والكريكيت، وصدروا العديد من الألعاب الأخرى بما في ذلك التنس وكرة الريشة والملاكمة والغولف والسنوكر والاسكواش.
في معظم الألعاب الرياضية، تُمثّل المنظمات والفرق والنوادي المنفصلة للدول المنفردة من المملكة المتحدة على المستوى الدولي، على الرغم من أنه في بعض الألعاب الرياضية (مثل اتحاد الرغبي) يُمثل فريق أيرلندا الشمالية كلاً من أيرلندا الشمالية وجمهورية أيرلندا، كذلك يُمثل فريق الأسود الأيرلندية أيرلندا وبريطانيا ككل، في حين يُمثل فريق واحد المملكة المتحدة في الألعاب الأولمبية، وفي دورة الألعاب الأولمبية الصيفية 2012 فاز فريق بريطانيا العظمى بعدد 65 ميدالية: 29 ذهبية (أكبر عدد منذ دورة الألعاب الأولمبية الصيفية 1908) و17 فضية و19 برونزية، مما جعله في المرتبة الثالثة. يحمل رياضيون ورياضيات المملكة المتحدة إجمالاً أكثر من 50 لقباً عالمياً في مجموعة متنوعة من الألعاب الرياضية مثل الملاكمة المحترفين والتجديف والسنوكر والاسكواش ورياضات الدراجات النارية.
ظهرّ في استطلاع لعام 2006 أن كرة القدم كانت الرياضة الأكثر شعبية في المملكة المتحدة.(121) وفي إنجلترا، ينتسب 320 نادي كرة قدم إلى اتحاد كرة القدم وأكثر من 42,000 نادي ينتمون إلى اتحادات إقليمية أو محلية. كان كلاً من اتحاد كرة القدم الذي تأسس في 1863 ودوري كرة القدم الذي تأسس في 1888 من أوائل الأندية من نوعهما في العالم. يوجد في إسكتلندا 78 نادياً كاملاً ومنتسباً وما يقرب من 6,000 نادي مسجل تحت سلطة الاتحاد الإسكتلندي لكرة القدم. يلعب اثنان من الأندية الويلزية في دوري كرة القدم في إنجلترا، أحدهما في الدوري الإنجليزي والآخر على مستوى خارج الدوري، بينما يضم دوري كرة القدم الويلزي 20 نادياً شبه محترف. وفي أيرلندا الشمالية يلعب 12 نادياً شبه محترف في دوري أيرلندا الشمالية الممتاز وهو ثاني أقدم دوري في العالم.
يعتبر الصيد الترفيهي وخاصة الصيد بالصنارة أحد أكثر أنشطة المشاركة شعبية في المملكة المتحدة، حيث يُقدر عدد الصيادين في البلاد بحوالي 3-4 ملايين.(122) يعتبر الصيد بالصنارة الأكثر شيوعاً في إنجلترا وويلز لصيد السمك الخشن بينما في إسكتلندا عادة ما يكون لصيد سمك السلمون والسلمون المرقط.

### الفن البصري والعمارة
لعدة قرون، تأثر الفنانون والمهندسون المعماريون في بريطانيا غالباً بتاريخ الفن الغربي. من بين أوائل الفنانين التشكيليين الذين يُنسب إليهم الفضل في تطوير أسلوب جمالي وفني بريطاني مميز هو ويليام هوغارث. أدت تجربة القوة العسكرية والسياسية والاقتصادية منذ صعود الإمبراطورية البريطانية إلى دافع محدد للغاية في التقنية الفنية والذوق والإحساس في المملكة المتحدة. استخدم البريطانيون فنهم لتوضيح معرفتهم وقيادتهم للعالم الطبيعي، في حين أن المستوطنين الدائمين في أمريكا الشمالية البريطانية وأستراليا وجنوب إفريقيا شرعوا في البحث عن تعبير فني مميز يتناسب مع شعورهم بالهوية الوطنية. كانت الإمبراطورية في صدارة تاريخ الفن البريطاني لا هوامشه وكانت الفنون البصرية الإمبراطورية البريطانية أساسية للبناء والاحتفال والتعبير عن الهوية البريطانية.
كانت المواقف البريطانية تجاه الفن الحديث مستقطبة في نهاية القرن التاسع عشر. كانت الحركات الحداثية موضع اعتزاز أو ذم من قبل الفنانين والنقاد. في البداية كان ينظر العديد من النقاد المحافظين إلى الانطباعية على أنها تأثير أجنبي تخريبي، لكنها أصبحت منصهرة تماماً في الفن البريطاني خلال أوائل القرن العشرين. وصف هربرت ريد الفن التمثيلي خلال فترة ما بين الحربين بأنه «ثوري... بالضرورة» وقد دُرسّ وأُنتِج إلى حد أنه بحلول الخمسينيات من القرن الماضي، كانت الكلاسيكية مهجورة فعلياً في الفن البصري البريطاني. كان الفن البريطاني المعاصر ما بعد الحداثي، ولا سيما فن الفنانين البريطانيين الشباب، أكثر انشغالاً بما بعد الاستعمارية و«تميز باهتمام أساسي بالثقافة المادية... بحيث يُنظر إليه على أنه قلق ثقافي لما بعد الإمبريالية».
تتنوع الهندسة المعمارية في المملكة المتحدة؛ بحيث وقعت معظم التطورات المؤثرة عادة في إنجلترا، لكن أيرلندا وإسكتلندا وويلز لعبت في أوقات مختلفة أدواراً رائدة في تاريخ الهندسة المعمارية.(123) على الرغم من وجود مبان خلال عصور ما قبل التاريخ والفترة الكلاسيكية في الجزر البريطانية، فإن الهندسة المعمارية البريطانية بدأت فعلياً مع أول كنائس مسيحية أنجلو سكسونية، بُنيَت بعد وقت قصير من وصول أوغسطين كانتربيري إلى بريطانيا العظمى في 597. تشكلت العمارة النورمانية على نطاق واسع خلال القرن الحادي عشر وما تلاه في شكل قلاع وكنائس للمساعدة في فرض السلطة النورمانية لسيادتها. استوردت العمارة القوطية الإنجليزية، التي ازدهرت بين 1180 حتى حوالي 1520، في البداية من فرنسا، لكنها سرعان ما طورت خصائصها الفريدة. تركت العمارة العلمانية في العصور الوسطى في جميع أنحاء بريطانيا إرثاً من القلاع الحجرية الكبيرة، حيث وُجدت أفضل الأمثلة لذلك على جانبي الحدود الأنجلو-إسكتلندية والتي يرجع تاريخها إلى حروب الاستقلال الإسكتلندية في القرن الرابع عشر.(124) جعل اختراع البارود والمدافع القلاع بلا قيمة وسهّل عصر النهضة الإنجليزي الذي تلا ذلك تطوير أنماط فنية جديدة للعمارة المحلية: الطراز التيودوري والباروك الإنجليزي وطراز الملكة آن والطراز البالادي. تقدمت العمارة الجورجية والكلاسيكية الحديثة بعد عصر التنوير الإسكتلندي. خارج المملكة المتحدة، كان تأثير العمارة البريطانية قوياً خاصة في جنوب الهند، كنتيجة للحكم البريطاني في الهند في القرن التاسع عشر. حيث يوجد في كل من المدن الهندية في بنغالور وتشيناي ومومباي ملاعب وفنادق ومحطات قطار مصممة وفقاً للأساليب المعمارية البريطانية من النهضة القوطية والكلاسيكية الحديثة.

### الثقافة السياسية

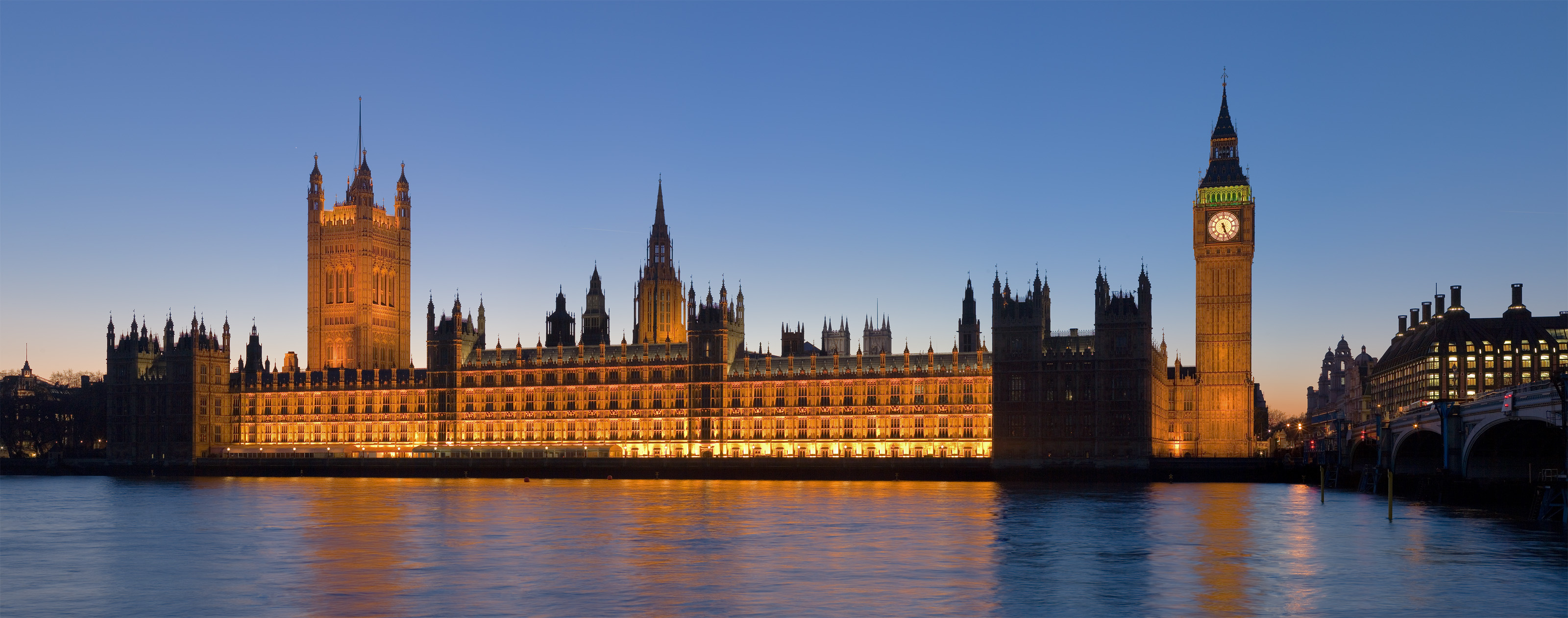
يعتبر قصر وستمنستر أحد مواقع التراث العالمي لليونسكو ويضم برلمان المملكة المتحدة.

ترتبط الثقافة السياسية البريطانية ارتباطاً وثيقاً بمؤسساتها ومبادئها المدنية والاندماج الدقيق للقيم الجديدة والقديمة. أصبح مبدأ الملكية الدستورية، بمفاهيمه عن الحكومة البرلمانية المستقرة والليبرالية السياسية، مهيمناً على الثقافة البريطانية. وقد عزز السير برنارد كريك هذه الآراء حيث قال:
تشمل المؤسسات السياسية البريطانية نظام وستمنستر ودول الكومنولث والمجلس الخاص للمملكة المتحدة. وعلى الرغم من أن مجلس المملكة الخاص هو في الأساس مؤسسة بريطانية، يُعين أيضاً مسؤولين من دول الكومنولث الأخرى فيه. وأبرز مثال مستمر هو رئيس وزراء نيوزيلندا وكبار سياسييها وكبير القضاة وقضاة محكمة الاستئناف هم تقليدياً مستشارون خاصون،(125) كما كان رؤساء الوزراء وكبار القضاة في كندا وأستراليا.(126) يستمر رؤساء وزراء دول الكومنولث التي تحتفظ بالملك البريطاني بصفته صاحب السيادة في أداء القسم كمستشارين خاصين.
مُنحّ حق الاقتراع العام لجميع الذكور الذين تزيد أعمارهم عن 21 عاماً في 1918 وللنساء البالغات في 1928 بعد حركة حق النساء في التصويت. تتعدد الأحزاب السياسية في المملكة المتحدة، مع ثلاثة أحزاب سياسية مهيمنة: حزب المحافظين وحزب العمال والحزب الوطني الإسكتلندي. لطالما كانت البنية الاجتماعية لبريطانيا وتحديداً الطبقة الاجتماعية، من أبرز العوامل المستخدمة لتفسير ولاء الحزب وما زالت قائمة على أنها الأساس المهيمن للولاء السياسي للحزب بالنسبة للبريطانيين. ينحدر حزب المحافظين من حزب المحافظين التاريخي (تأسس في إنجلترا في 1678) وهو حزب سياسي محافظ من يمين الوسط،(127) والذي يستمد دعمه تقليدياً من الطبقات الوسطى. نشأ حزب العمال، الذي أسسه الإسكتلندي كير هاردي، من الحركة النقابية والأحزاب السياسية الاشتراكية في القرن التاسع عشر ولا يزال يصف نفسه بأنه حزب اشتراكي ديمقراطي.(128) يذكر حزب العمل أنه يؤيد تمثيل الطبقة العاملة منخفضة الأجر والذي تكون تقليدياً من أعضاءها وناخبيها. يعتبر الحزب الوطني الإسكتلندي ثالث أكبر حزب سياسي في المملكة المتحدة من حيث عضوية الحزب والتمثيل في البرلمان، بعد أن فاز بعدد 56 من أصل 59 مقعداً إسكتلندياً في الانتخابات العامة لعام 2015. أما الديمقراطيون الليبراليون فهو حزب سياسي ليبرالي ورابع أكبر حزب في إنجلترا من حيث العضوية والنواب المنتخبين. ينحدر من الحزب الليبرالي وهو حزب رئيسي حاكم في المملكة المتحدة في القرن التاسع عشر حتى الحرب العالمية الأولى، عندما حل محله حزب العمال. لقد حصل الديمقراطيون الليبراليون تاريخياً على دعم من خلفيات اجتماعية مختلفة. وهناك أكثر من 300 حزب سياسي أصغر في المملكة المتحدة مسجلة لدى لجنة الانتخابات.(129)

## التصنيف
وفقاً لمسح الاتجاهات الاجتماعية البريطاني، هناك تفسيران واسعان للهوية البريطانية بأبعاد عرقية ومدنية:
من منظورين للهوية البريطانية، أصبح التعريف المدني «الفكرة السائدة... إلى حد بعيد»، وبهذه الصفة، تُعتبر البريطانية أحيانًا هوية مؤسسية أو شاملة للدولة. استُخدمّ هذا التعريف لشرح سبب ميل المهاجرين من الجيل الأول والثاني والثالث إلى وصف أنفسهم على أنهم بريطانيون أكثر من كونهم إنجليز، لأنها هوية مؤسسية وشاملة يمكن اكتسابها من خلال التجنيس وقانون الجنسية البريطانية؛ حيث يشعر الغالبية العظمى من الأشخاص المنحدرين من أقلية عرقية في المملكة المتحدة أنهم بريطانيون.(130)
ومع ذلك، فإن هذا الموقف أكثر شيوعاً في إنجلترا منه في إسكتلندا أو ويلز. كان الإنجليز البيض ينظرون إلى أنفسهم على أنهم إنجليز أولاً وبريطانيون ثانياً وكان معظم الأشخاص من خلفيات الأقليات العرقية ينظرون إلى أنفسهم على أنهم بريطانيون، لكن لم يُحدد أي منهم على أنه إنجليزي وهي تسمية ربطوها حصرياً مع البيض. على النقيض من ذلك، في إسكتلندا وويلز، كان كلاً من البريطانيين البيض والأقليات العرقية أكثر ميلاً إلى إسكتلندا وويلز من بريطانيا.
أفادت الدراسات والاستطلاعات أن غالبية الإسكتلنديين والويلزيين يروا أنفسهم إسكتلنديين/ويلزيين على حد سواء وبريطانيين على الرغم من وجود بعض الاختلافات في التركيز. وجدت لجنة المساواة العرقية أنه فيما يتعلق بمفاهيم الجنسية في بريطانيا، فإن المفهوم الأساسي والموضوعي وغير الخلافي للشعب البريطاني هو المفهوم الذي يشمل الإنجليز والإسكتلنديين والويلزيين. ومع ذلك، كان المشاركون الإنجليز يميلون إلى التفكير في أنفسهم على أنهم إنجليز أو بريطانيون لا يمكن تمييزهم، بينما عرّف كل من المشاركين الإسكتلنديين والويلزيين أنفسهم بسهولة على أنهم إسكتلنديون أو ويلزيون أكثر من كونهم بريطانيين.
اختار بعض الأشخاص الجمع بين الهويتين لأنهم شعروا بأنهم إسكتلنديين أو ويلزيين، لكنهم يحملون جواز سفر بريطاني وبالتالي كانوا بريطانيين، في حين رأى آخرون أنفسهم على أنهم إسكتلنديون حصراً أو ويلزيون حصراً وشعروا بأنهم انفصلوا تماماً عن البريطانيين، الذين اعتبروهم كالإنجليز. وصفّ المعلقون هذه الظاهرة الأخيرة بأنها قومية ورفضاً للهوية البريطانية لأن بعض الإسكتلنديين والويلزيين يفسرونها على أنها إمبريالية ثقافية مفروضة على المملكة المتحدة من قبل النخب الإنجليزية الحاكمة، أو رداً على الرأي التاريخي باختلاس مساواة كلمة إنجليزي بكلمة بريطاني،(131) الأمر الذي أدى إلى رغبة بين الإسكتلنديين والويلزيين والأيرلنديين في معرفة المزيد عن تراثهم وتمييز أنفسهم عن الهوية البريطانية الأوسع.(132)

## الهوامش
1. الولايات المتحدة 678,000 - 34,275,567.
2. أستراليا	1,300,000 - 10,764,870.
3. يعتمد هذا التقدير العددي على النسبة المئوية الإجمالية للسكان الذين يحددون أسلافهم الرئيسية كونها إسكتلندية أو إنجليزية أو ويلزية.
4. كندا 609,000 - 10,753,945
5. نيوزيلندا 217,000 - 2,425,278.
6. جنوب إفريقيا 750,000 - 1,603,575
7. البرازيل 840,000.
8. تشيلي 700,000.
9. فرنسا 400,000.
10. الأرجنتين	250,000.
11. الإمارات العربية المتحدة 240,000.
12. إسبانيا 236,669.
13. ألمانيا 115,000.
14. ذكر وزير الداخلية الباكستاني، شودري نثار علي خان، في مجلس النواب «أن 79447 مواطناً بريطانياً يُقيمون في البلاد».
15. تايلاند 51,000.
16. سويسرا 45,000.
17. إسرائيل 44,000.
18. إيطاليا 26,000 - 39,177.
19. النرويج 34,279.
20. الهند 32,000.
21. كينيا 29,000.
22. باربادوس	27,000.
23. الرقم المعطى هو تقدير مركزي. انظر المصدر لمجالات ثقة بمقدار 95 في المائة.
24. هونغ كونغ 3,400,000.
25. فنلندا 16,732.
1. الولايات المتحدة 678,000 - 34,275,567.
2. أستراليا	1,300,000 - 10,764,870.
3. يعتمد هذا التقدير العددي على النسبة المئوية الإجمالية للسكان الذين يحددون أسلافهم الرئيسية كونها إسكتلندية أو إنجليزية أو ويلزية.
4. كندا 609,000 - 10,753,945
5. نيوزيلندا 217,000 - 2,425,278.
6. جنوب أفريقيا 750,000 - 1,603,575
7. البرازيل 840,000.
8. تشيلي 700,000.
9. فرنسا 400,000.
10. الأرجنتين	250,000.
11. الإمارات العربية المتحدة 240,000.
12. إسبانيا 236,669.
13. ألمانيا 115,000.
14 .ذكر وزير الداخلية الباكستاني، شودري نثار علي خان، في مجلس النواب «أن 79447 مواطناً بريطانياً يُقيمون في البلاد».
15. تايلاند 51,000.
16. سويسرا 45,000.
17. إسرائيل 44,000.
18. إيطاليا 26,000 - 39,177.
19. النرويج 34,279.
20. الهند 32,000.
21. كينيا 29,000.
22. باربادوس	27,000.
23. الرقم المعطى هو تقدير مركزي. انظر المصدر لمجالات ثقة بمقدار 95 في المائة.
24. هونغ كونغ 3,400,000.
25. فنلندا 16,732.
26. (بالإنجليزية: Britons) وتختصر بالعامية إلى (Brits)،
27. قانون التفسير لعام 1978، بموجب قانون الجنسية البريطانية لعام 1981، القسم. 50 (1)، تضم المملكة المتحدة جزر القنال وجزيرة مان لأغراض قانون الجنسية.
28. كانوا من مجموعة من البريطانيين الذين يحملون ما أصبح يعرف بجنسية (مواطنو المملكة المتحدة والمستعمرات)، وأطفالهم، الذين قدموا إلى المملكة المتحدة بين عامي 1948 و1973، ومعظمهم من دول الكاريبي... معهد تشارترد للإسكان: «غالباً ما كان لدى البريطانيين من جيل ويندراش أدلة دامغة وغيرها من الإثباتات التي تؤكد إقامتهم الطويلة في المملكة المتحدة».
29. أثار اتحاد التيجان في 1603 وتأسيس مملكة بريطانيا العظمى في 1707 شعور الهوية الوطنية البريطانية.
30. تعتبر الهوية البريطانية في إيرلندا الشمالية مسألة خلافية، لكنها تحظى بقناعة قوية من قبل مناصري الاتحاد.
31. ينحدر البريطانيون المعاصرون في الأصل من المجموعات العرقية المتنوعة التي استقرت في بريطانيا العظمى في القرن الحادي عشر وقبله: شعوب ما قبل التاريخ، البريطونيون، الرومان، الأنجلو سكسونيون، الشماليون والنورمان.
32. وهذا يشمل جماعات البريطانيين السود والآسيويين، التي تشكل حوالي 10% من السكان البريطانيين.
33. «بلهجات وتعبيرات وهويات إقليمية متينة».(33)
34. يبلغ تعداد سكان المملكة المتحدة حوالي 66 مليون نسمة.
35. «جزيرة الألبيون».
36. سلف السلتيين الذين يحملون نفس الاسم.
37. يقدم الفصل الأول، ص 20، من «تعليقات على الحرب الغالية» ترجمة تصف الغزو الأول ليوليوس قيصر، باستخدام مصطلحات باللاتينية مثل (لا يزال في بريطانيا: تامين إن بريتانيام)، ويشير إلى السكان باسم (بريتانوس)، وفي الصفحة 30، تُترجم (برينسبس بريتانياي) إلى «زعماء بريطانيا».
38. يعتمد هذا التقدير العددي على النسبة المئوية الإجمالية للسكان الذين يحددون أسلافهم الرئيسية كونها إسكتلندية أو إنجليزية أو ويلزية.
39. لتأسيس ممالك غيلية مثل دالريادا وألبا واللتان استوعبتا في النهاية الممالك البريثونية والبكتيونية الأصلية لتصبح إسكتلندا.
40. (ستراثكلايد)
41. وهي أسطورة وطنية، أعيد سردها أو أعيد تفسيرها في أعمال جيرالد الويلزي وهو مؤرخ كامبرو-نورماندي استخدم المصطلح البريطاني خلال القرنين الثاني عشر والثالث عشر  للإشارة إلى الشعب الذي عُرف فيما بعد بالويلزي.
42. السكان الأصليون للجزر البريطانية هم مزيج من أصول كلتية وأنجلو ساكسونية وإسكندنافية ونورمانية.
43 بحلول أوائل القرن الحادي عشر. توحدت اللغة الإنجليزية في ظل دولة قومية واحدة في عام 937 على يد أثيلستان ملك وسكس بعد معركة برونانبوره.
44. وهو الانقسام في التصورات الذي لا يزال معنا إلى حد كبير اليوم".
45. اقترح المؤرخ سيمون شاما أن إدوارد الأول ملك إنجلترا هو المسؤول الوحيد «عن إثارة شعوب بريطانيا لإدراك قوميتهم» في القرن الثالث عشر.
46. افترض شاما أن الهوية الوطنية الإسكتلندية، «مزيجاً معقداً» من أصول غيلية وبريطونية وبيكتية وشمالية وأنجلو نورمانية، لم تتشكل نهائياً حتى وقوع حروب الاستقلال الإسكتلندية ضد مملكة إنجلترا في أواخر القرن الثالث عشر وأوائل القرن الرابع عشر.
47. شهدّ أواخر القرن العشرين تغييرات كبيرة في سياسات المملكة المتحدة مع إنشاء إدارات وطنية مفوضة لأيرلندا الشمالية وإسكتلندا وويلز بعد استفتاءات ما قبل التشريع.
48. في 12 أبريل 1606، تحدد علم الاتحاد الذي يمثل الاتحاد الشخصي بين مملكتي إنجلترا وإسكتلندا بموجب مرسوم ملكي. دُمجّ صليب القديس جورج وصليب القديس أندرو «معاً... ليُعلن على رعايانا.»
49. ساهمت اللغة والجزيرة والمَلِك والدين والإنجيل (نسخة الملك جيمس المعتمدة) المشترك في نمو أكبر للتحالف الثقافي بين المملكتين السياديتين وشعبيهما على نطاق واسع.(49)
50. أثارت الإدارة السياسية الإنجليزية المتزايدة للشؤون الإسكتلندية «الانتقادات» ووترت العلاقات الأنجلو-إسكتلندية.(49)
51. الذي نص على معاملة المواطنين الإسكتلنديين في إنجلترا كأجانب ومعاملة العقارات التي يملكها الإسكتلنديون كممتلكات أجنبية،(51)
52. صرح المؤرخ سيمون شاما أن ذلك «كان أحد أكثر التحولات المدهشة في التاريخ الأوروبي».
53. كانت الوثيقة العظمى والقانون العام والعداء لأوروبا القارية من العوامل الإنجليزية التي أثرت على الحساسيات البريطانية.
54. جاهدت الحكومات البريطانية المتعاقبة مع مشاكل إدارة بلد كان يحكمه مثل بنجامين دزرائيلي، العضو القوي المناهض لأيرلندا والمعادي للكاثوليكية في حزب المحافظين مع تحيز عنصري وديني خبيث تجاه أيرلندا،
55. أدت تجربة القوة العسكرية والسياسية والاقتصادية منذ صعود الإمبراطورية البريطانية إلى توجه محدد للغاية في الأسلوب الفني والذوق والإحساس بالانتماء البريطاني.
56. رفض غواينفور إيفانز وهو سياسي قومي ويلزي نشط في أواخر القرن العشرين، الانتماء البريطاني باعتباره «مرادفاً سياسياً للانتماء الإنجليزي الذي فرض الثقافة الإنجليزية على الإسكتلنديين والويلزيين والأيرلنديين.»
57. «بالنسبة لي، الانتماء البريطاني مفهوم سياسي وقانوني شامل: فهو يُمثل الولاء للقوانين والحكومة والمفاهيم الأخلاقية والسياسية الواسعة - مثل التسامح وحرية التعبير - التي تربط المملكة المتحدة معاً.» السير برنارد كريك، المنظر السياسي والاشتراكي الديمقراطي المكلف بتطوير اختبار الحياة في المملكة المتحدة، 2004.
58. شرعّ جوردون براون في مناقشة الهوية البريطانية في 2006.
59. «يشترك الإسكتلنديون وباقي شعوب المملكة المتحدة في الهدف المتمثل في أن بريطانيا لديها ما تقوله لبقية العالم حول قيم الحرية والديمقراطية وكرامة الأشخاص التي تدافعون عنها. لذلك في الوقت الذي يمكن فيه للناس التحدث عن كرة القدم وانتقال السلطة والمال، من المهم أن نتذكر أيضاً القيم التي نتشاركها معاً.»، جوردون براون.
60. قالت تيريزا ماي لقادة منطقة البحر الكاريبي وجهاً لوجه يوم الثلاثاء إنها «آسفة للغاية» بشأن إزعاج ما يصل إلى 50000 بريطاني من أصل كاريبي، طُلب منهم إثبات أن لديهم الحق في البقاء في المملكة المتحدة.
61. وكانت رئيسة الوزراء قد بدأ الجلسة باعتذار جديد لمهاجري ويندراش قائلةً: «هؤلاء الأشخاص بريطانيون. إنهم جزء منا».
62. قالت ويندي ويليامز "على الوزراء أن يعتذروا ويعترفوا بأن "أذى جسيم" لحق بالشعب البريطاني.
63. بالإضافة إلى معهد تشارترد للإسكان ومنظمة العفو الدولية.
64. وداني دورلينج، عالم الجغرافيا الاجتماعية بجامعة أكسفورد.
65. وشخصيات عامة أخرى.
66. قَدَرّ منشور صدر في 2006 من معهد أبحاث السياسة العامة أن 5.6 مليون بريطاني يعيشون خارج المملكة المتحدة.
67. مما يعني أن العديد من الأشخاص الذين ولدوا في أستراليا بإمكانهم تتبع أصولهم إلى بريطانيا.
68. صرح مكتب الإحصاء الأسترالي أن معظم الذين يدرجون «الأستراليين» كأصلهم هم جزء من المجموعة «الأنجلو-كلتية».
69. والذي «يحمل ولاءً مفرطاً» لبريطانيا.
70. لكن عدداً هائلاً من سكان جبل طارق اعتنقوا الانتماء البريطاني بقناعة قوية، في معارضة مباشرة للمطالبات الإقليمية الإسبانية.
71. في 1867، كان هناك اتحاد لثلاث مستعمرات مع أمريكا الشمالية البريطانية والتي شكلت معاً الاتحاد الكندي وهو دومينيون فيدرالي.
72. تتأثر السياسة الكندية بشدة بالثقافة السياسية البريطانية.
73. يحكم كندا إطار برلماني ديمقراطي مماثل لنظام وستمنستر يحتفظ بإليزابيث الثانية بصفتها ملكة كندا ورئيسة الدولة.
74. تعد اللغة الإنجليزية اللغة الأكثر انتشاراً في كندا وهي لغة رسمية بها.
75. علم المملكة المتحدة هو أيضاً علم احتفالي رسمي في كندا يُعرف باسم علم الاتحاد الملكي والذي يُرفع خارج المباني الفيدرالية ثلاثة أيام في السنة.
76. وقد ساهم الانتماء البريطاني في هويتهم.(76)
77. مثلما وصف رئيس الوزراء كيث هوليوك صعود السير إدموند هيلاري الناجح لجبل إفرست بأنه وضع «العرق البريطاني والنيوزيلندي فوق قمة العالم».
78. حتى 1974 كانت جوازات السفر النيوزيلندية تصف المواطنين بأنهم «رعية بريطانية: مواطنون من نيوزيلندا»، عندما تغير ذلك إلى «مواطن نيوزيلندي».
79. «ينسجم المهاجرون البريطانيون هنا جيداً. جميع أسلافي بريطانيين. إن القيم النيوزيلندية هي قيم بريطانية مستمدة من قرون من النضال منذ الوثيقة العظمى. هذه الأشياء تجعل نيوزيلندا المجتمع الذي هي عليه.(78)»، دون براش، زعيم المعارضة، 2006.
80. تعد اللغة الإنجليزية اللغة الرسمية السائدة في نيوزيلندا.
81. وقد سمح هذا بتطور الحلم الأمريكي وهو روح ثقافية متميزة عن روح مؤسسيه الأوروبيين.
82. مَثَلّت معاهدة باريس في 1783 اعترافاً رسمياً من بريطانيا العظمى بسيادة الولايات المتحدة في نهاية الحرب الثورية الأمريكية.
83. أدت الروابط الثقافية والتاريخية الطويلة، في الأزمنة الحديثة، إلى علاقة خاصة وتعاون سياسي ودبلوماسي وعسكري وثيق تاريخياً بين المملكة المتحدة والولايات المتحدة.
84. لأكثر من قرنين (1789-1989) من تاريخ الولايات المتحدة المبكر، كان جميع الرؤساء باستثناء اثنين (فان بيورين وكينيدي) ينحدرون من أصول بريطانية استعمارية متنوعة، من الحجاج والتطهيريون إلى الإسكتلنديين الأيرلنديين والإنجليز الذين استقروا في أبالاشيا.
85. يعتبر ما يقرب من 4% من سكان تشيلي من أصل بريطاني أو أيرلندي.
86. استقر أكثر من 50.000 مهاجر بريطاني في تشيلي من 1840 إلى 1914.
87. مما أثر على المدينة الساحلية إلى حد جعلها  مستعمرة بريطانية تقريباً خلال العقود الأخيرة من القرن التاسع عشر وبداية القرن العشرين.
88. وهو ما يمثل 4.5% من سكان تشيلي.
89. بين أولئك الذين يدعون تمثيل القومية الأيرلندية وهم في الغالب من الروم الكاثوليك وأولئك الذين يدعون تمثيل النقابات البريطانية وأغلبيتهم من البروتستانت.
90. يريد مناصرو الاتحاد بقاء أيرلندا الشمالية جزءاً من المملكة المتحدة،
91. بينما يرغب القوميون في أيرلندا الموحدة.
92. «جميع الأشخاص المولودين في أيرلندا الشمالية وكان لديهم، وقت ولادتهم، أحد الوالدين على الأقل بريطاني أو أيرلندي بالمواطنة أو يحق لهم بخلاف ذلك الإقامة في أيرلندا الشمالية دون أي قيود على فترة إقامتهم».
93. تاريخياً، كان المطبخ البريطاني يُمثل «أطباقاً غير منمقة مصنوعة من أصناف المكونات المحلية، تُقدم معها صلصات بسيطة لمنحها نكهة، بدلاً من إخفاءها».
94. الذي وصفه البعض بأنه «الطبق الوطني البريطاني بحق».
95. حيث يستهلكوا ما معدله 2.1 كيلوجرام (4.6 رطل) للفرد كل عام.
96. اللغة الإنجليزية هي بحكم الواقع اللغة الرسمية للمملكة المتحدة.
97. اعترفت حكومة المملكة المتحدة رسمياً باللغات الويلزية والغيلية الإسكتلندية والكورنية والغيلية الأيرلندية والأولسترية الإسكتلندية والمنكية والإسكتلندية ولغات الأراضي المنخفضة الإسكتلندية كلغات إقليمية أو لغات أقليات.
98. تعتبر فروع النورمندية الجُزُرية لغات معترف بها في إقليمي في جيرسي وغيرنزي، على الرغم من أنها في طريقها للاندثار.
99. تعد الفصحى الفرنسية لغة رسمية لكلا الإقليمين.
100. معيار الكفاءة في اللغة الإنجليزية أو الغيلية الإسكتلندية أو الويلزية مطلوب لاجتياز اختبار العيش في المملكة المتحدة.
101. بيع من سلسلة كتب هاري بوتر أكثر من 400 مليون نسخة حول العالم.
102. تعد قصيدة بيوولف الملحمية، واحدة من أقدم الأعمال الخطية المتبقية في اللغة الإنجليزية.
103. عَرَّف ويليام شكسبير وكريستوفر مارلو العصر الإليزابيثي لإنجلترا.
104. كان الشعراء ويليام بليك ووردزورث وكولريدج من بين رواد الرومانسية في الأدب.
105. عززّ الكتاب الرومانسيون الآخرون الذين تلوا هذه الشخصيات صورة الرومانسية في أوروبا، أمثال جون كيتس، بيرسي بيش شيلي واللورد بايرون.
106. شهدت فترات لاحقة مثل العصر الفيكتوري ازدهاراً إضافياً للكتابة البريطانية، بما في ذلك تشارلز ديكنز وويليام ثاكيراي.
107. كان لأدب المرأة في بريطانيا تاريخ طويل ومضطرب في كثير من الأحيان، حيث أنتجت العديد من الكاتبات أعمالاً تحت اسم مستعار، مثل جورج إليوت.
108. من ضمن الروائيات العظماء الأخريات اللاتي ساهمن في الأدب العالمي فرانسيس بيرني وفرانسيس هودسون برنيت وفيرجينيا وولف وجين أوستن والأخوات برونتي إميلي وتشارلوت وآن.
109. أصدر وجمع صمويل جونسون خريج جامعة أكسفورد والمقيم في لندن، أول قاموس في اللغة الإنجليزية.
110. ذا برومس هو موسم صيفي مدته ثمانية أسابيع من حفلات الموسيقى الكلاسيكية الأوركسترالية التي تقام في جميع أنحاء المملكة المتحدة. تحتفل آخر ليلة من الموسم بالتقاليد البريطانية عبر الموسيقى الكلاسيكية الوطنية للمملكة المتحدة
111. تُستخدم الإيرادات المتأتية من ترخيص التلفزيون لتوفير محتوى إذاعي وتلفزيوني وإنترنت لهيئة الإذاعة البريطانية وبرامج تلفزيونية باللغة الويلزية لقناة إس 4 سي. تُعد البي بي سي، الاختصار الشائع لهيئة الإذاعة البريطانية، أكبر هيئة بث في العالم.
112. لتحديد أعظم البرامج التلفزيونية البريطانية من أي نوع عُرضت على الإطلاق.
113. كشف مسح تيرفند في 2007 أن 53% عرّفوا أنفسهم على أنهم مسيحيون وهو ما يماثل المسح البريطاني للمواقف الاجتماعية في 2004،
114. في 2001 قال 71.6% أن المسيحية هي ديانتهم،
115. أظهر مسح تيرفند أن واحداً فقط من كل عشرة بريطانيين يحضر الكنيسة أسبوعياً.
116. الملك البريطاني هو عضو في الكنيسة وكذلك حاكمها الأعلى.
117. تعد الكنيسة الرومانية الكاثوليكية في إنجلترا وويلز ثاني أكبر كنيسة مسيحية تضم حوالي خمسة ملايين عضو، معظمهم في إنجلترا.
118. أصبحت الكنائس الخمسينية في إنجلترا حالياً في المرتبة الثالثة بعد كنيسة إنجلترا والكنيسة الرومانية الكاثوليكية من حيث حضور الكنيسة.
119. تعد الكنيسة الرومانية الكاثوليكية في إسكتلندا ثاني أكبر كنيسة مسيحية في إسكتلندا ويمثل أتباعها سدس سكان إسكتلندا.
120. تُنظّم الجماعات الدينية الرئيسية في أيرلندا الشمالية على أساس أيرلندا بالكامل. على الرغم من أن البروتستانت يشكلون الأغلبية الإجمالية،
121. ظهرّ في استطلاع لعام 2006 أن كرة القدم كانت الرياضة الأكثر شعبية في المملكة المتحدة.
122. يُقدر عدد الصيادين في البلاد بحوالي 3-4 ملايين.
123. تتنوع الهندسة المعمارية في المملكة المتحدة؛ بحيث وقعت معظم التطورات المؤثرة عادة في إنجلترا، لكن أيرلندا وإسكتلندا وويلز لعبت في أوقات مختلفة أدواراً رائدة في تاريخ الهندسة المعمارية.
124. وجدت «أفضل الأمثلة» لذلك على جانبي الحدود الأنجلو-إسكتلندية والتي يرجع تاريخها إلى حروب الاستقلال الإسكتلندية في القرن الرابع عشر.
125. وأبرز مثال مستمر هو رئيس وزراء نيوزيلندا وكبار سياسييها وكبير القضاة وقضاة محكمة الاستئناف هم تقليدياً مستشارون خاصون،
126. كما كان رؤساء الوزراء وكبار القضاة في كندا وأستراليا.
127. حزب سياسي محافظ من يمين الوسط،
128. ولا يزال يصف نفسه بأنه «حزب اشتراكي ديمقراطي».
129. هناك أكثر من 300 حزب سياسي أصغر في المملكة المتحدة مسجلة لدى لجنة الانتخابات.
130. يشعر الغالبية العظمى من الأشخاص المنحدرين من أقلية عرقية في المملكة المتحدة أنهم بريطانيون.
131. أو رداً على الرأي التاريخي باختلاس مساواة كلمة «إنجليزي» بكلمة «بريطاني»،
132. الأمر الذي «أدى إلى رغبة بين الإسكتلنديين والويلزيين والأيرلنديين في معرفة المزيد عن تراثهم وتمييز أنفسهم عن الهوية البريطانية الأوسع».

### فهرس المراجع
1. ↑  Richards 2004، صفحة 255.
2. ↑  Population By Country of Birth and Nationality tables January 2013 to December 2013. Retrieved 04_11_2014 نسخة محفوظة 2015-09-24 على موقع واي باك مشين.
3. 1 2 3 4 5  "Brits Abroad"، بي بي سي نيوز، 11 ديسمبر 2006، مؤرشف من الأصل في 2020-11-30، اطلع عليه بتاريخ 2009-04-13
4. ↑  See the article entitled أقاليم ما وراء البحار البريطانية.
5. 1 2 3  The most popular British emigration destinations، local.live.com، 13 أبريل 2007، مؤرشف من الأصل في 2006-07-14، اطلع عليه بتاريخ 2009-05-24
6. 1 2 3  "Brits Abroad: Asia-Pacific"، بي بي سي نيوز، 11 ديسمبر 2006، مؤرشف من الأصل في 2009-03-26، اطلع عليه بتاريخ 2009-05-24
7. 1 2 3 4 5 6  "Brits Abroad: Europe"، بي بي سي نيوز، 11 ديسمبر 2006، مؤرشف من الأصل في 2007-12-15، اطلع عليه بتاريخ 2009-05-24
8. 1 2 3 4  "Brits Abroad: Country-by-country"، بي بي سي نيوز، 11 ديسمبر 2006، مؤرشف من الأصل في 2020-11-27، اطلع عليه بتاريخ 2009-05-24
9. 1 2 3  "Brits Abroad: Caribbean"، بي بي سي نيوز، 11 ديسمبر 2006، مؤرشف من الأصل في 2009-03-26، اطلع عليه بتاريخ 2009-05-24
10. 1 2  Interactive Data Dissemination Service, Hong Kong Census, 2011 "نسخة مؤرشفة". مؤرشف من الأصل في 2017-11-13. اطلع عليه بتاريخ 2020-12-12.{{استشهاد ويب}}:  صيانة الاستشهاد: BOT: original URL status unknown (link)
11. 1 2 3  Colley 1992، صفحة 1.
12. ↑  Colley 1992، صفحة 5.
13. ↑  Colley 1992، صفحة 6.
14. ↑  Trudgill 1984، صفحة 519.
15. ↑  Richardson & Ashford 1993، صفحة 531.
16. ↑  Ward 2004، صفحات 113–115.
17. ↑  Gordon Brown: We must defend the Union The Daily Telegraph, 25 March 2008 نسخة محفوظة 17 أكتوبر 2020 على موقع واي باك مشين.
18. ↑  DIVERSITY AND CITIZENSHIP CURRICULUM REVIEW www.devon.gov.uk. Retrieved 13 August 2010. نسخة محفوظة 15 June 2011 على موقع واي باك مشين.
19. 1 2 3 4 5 6  Ember et al. 2004، صفحة 47.
20. 1 2  Donnchadh Ó Corráin (1 نوفمبر 2001). Foster، R. F. (المحرر). The Oxford History of Ireland. Oxford University Press. ISBN:0-19-280202-X. مؤرشف من الأصل في 2020-08-01.
21. ↑  Snyder 2003، صفحات 12, 68
22. ↑  Cunliffe 2002، صفحة 95
23. ↑  O'Rahilly 1946
24. ↑  Foster, Sally M. (2014). Picts, Scots and Gaels — Early Historic Scotland. Edinburgh: Birlinn. (ردمك 9781780271910).
25. 1 2 3 4  Bradshaw & Roberts 2003، صفحة 1.
26. 1 2  سيمون شاما (presenter) (21 أكتوبر 2000). "Nations". A History of Britain. حلقة 4.  3 دقيقة. بي بي سي الأولى.
27. ↑  Bradshaw & Roberts 2003، صفحة 11.
28. 1 2  Ryrie 2006، صفحة 82.
29. ↑  Ross 2002، صفحة 56
30. ↑  Robbins 1998، صفحة 53.
31. ↑  Croft 2003، صفحة 67
32. ↑  Willson 1963، صفحات 249–252.
33. 1 2  Colley 1992، صفحة 12.
34. 1 2  Parliament of the United Kingdom، The Future of Scotland: Union?، Parliament of the United Kingdom، مؤرشف من الأصل في 2008-06-15، اطلع عليه بتاريخ 2009-12-22
35. 1 2 3 4 5 6 7 8  Scotland in the Early Eighteenth Century، BBC، مؤرشف من الأصل في 2009-06-26، اطلع عليه بتاريخ 2009-05-14
36. 1 2  Birnie 2006، صفحات 206–208.
37. ↑  Lynch 1992، صفحات 311–314.
38. 1 2 3  Colley 1992، صفحات 12–13.
39. ↑  Acts of Union 1707 Parliament of the United Kingdom. Retrieved 9 January 2011 نسخة محفوظة 2020-12-19 على موقع واي باك مشين.
40. ↑  Uniting the kingdom? nationalarchives.gov.uk. Retrieved 9 January 2011 نسخة محفوظة 2020-11-28 على موقع واي باك مشين.
41. ↑  Making the Act of Union 1707 نسخة محفوظة 11 May 2011 على موقع واي باك مشين. Parliament of the United Kingdom. Retrieved 9 January 2011
42. ↑  Campbell & Skinner 1985، صفحة 39.
43. ↑  Broadie 2003، صفحة 14.
44. ↑  Gottlieb 2007، صفحة 15.
45. ↑  O'Neill 2004، صفحة 353.
46. 1 2  Bradley 2007، صفحات 119–120.
47. ↑  Scholes 1970، صفحة 897.
48. ↑  Colley 1992، صفحة 10.
49. ↑  Lincoln 2002، صفحة 73
50. ↑  Colley 1992، صفحات 132–133.
51. ↑  Whale & Copley 1992، صفحة 81.
52. ↑  Peter Borsay, New approaches to social history. Myth, memory, and place: Monmouth and Bath 1750–1900. Journal of Social History March 22, 2006
53. ↑  Colley 1992، صفحة 18.
54. ↑  Colley 1992، صفحة 52.
55. ↑  Allan 2008، صفحة 17.
56. ↑  Colley 1992، صفحة 8.
57. ↑  Colley 1992، صفحة 368.
58. ↑  Rojek 2008، صفحة 8.
59. ↑  Powell 2002، صفحة xi
60. 1 2  Williams 2006، صفحة 17.
61. ↑  Hilton 2006، صفحة 714.
62. ↑  Caunce et al. 2004، صفحة 92.
63. 1 2  Anderson 2006، صفحة 34.
64. ↑  Colley 1992، صفحة 322.
65. 1 2 3 4 5 6  Ichijo & Spohn 2005، صفحة 22
66. 1 2  Howe 2002، صفحة 40.
67. ↑  Hall & Rose 2006، صفحة 93.
68. ↑  James 1978، صفحة 40.
69. ↑  Howe 2002، صفحة 41.
70. 1 2  Ward 2004، صفحة 96
71. 1 2 3  Ward 2004، صفحة 16
72. 1 2  Colley 1992، صفحات 324–325.
73. ↑  Bush 2006، صفحة 177.
74. ↑  MacKenzie 1989، صفحة 135.
75. 1 2 3 4  Ichijo & Spohn 2005، صفحة 23
76. ↑  Darian-Smith et al. 2007، صفحة 1.
77. ↑  Darian-Smith et al. 2007، صفحة 236.
78. ↑  Christopher 1999، صفحة xi.
79. ↑  Darian-Smith et al. 2007، صفحة 3.
80. ↑  Powell 2002، صفحة 240.
81. ↑  Ward 2004، صفحة 1.
82. 1 2  Ichijo & Spohn 2005، صفحة 25
83. ↑  Ward 2004، صفحة 180.
84. ↑  Christopher 1999، صفحات xi–xii.
85. 1 2 3  "Brown speech promotes Britishness"، BBC News، 14 يناير 2006، مؤرشف من الأصل في 2017-08-31، اطلع عليه بتاريخ 2009-05-17
86. ↑  Wendy Williams, HMCPSI (مارس 2020). "Windrush Lessons Learned Review" (PDF). وزارة الداخلية. مؤرشف من الأصل (PDF) في 2020-12-14. .
87. 1 2 3 4  Wendy Williams, HMCPSI (مارس 2020). "Windrush Lessons Learned Review" (PDF). وزارة الداخلية. مؤرشف من الأصل (PDF) في 2020-11-01.
88. 1 2 3  Marshall 2001، صفحة 254.
89. 1 2 3  Statistics New Zealand (4 فبراير 2009)، QuickStats About Culture and Identity، stats.govt.nz، مؤرشف من الأصل في 2008-02-19، اطلع عليه بتاريخ 2009-05-18
90. 1 2 3 4  "CULTURAL DIVERSITY IN AUSTRALIA, 2016". المكتب الأسترالي للإحصاء. مؤرشف من الأصل في 2017-08-12. اطلع عليه بتاريخ 2018-12-02.
91. 1 2 3  "Census Profile, 2016 Census". إحصائيات كندا[الإنجليزية]. مؤرشف من الأصل في 2020-12-10. اطلع عليه بتاريخ 2018-12-02.
92. 1 2 3 4  "Selected social characteristics in the United States: 2013–2017 American Community Survey 5-Year Estimates". US Census Bureau. مؤرشف من الأصل في 2020-02-13. اطلع عليه بتاريخ 2019-08-26.
93. 1 2 3  The Committee Office, House of Commons. "House of Commons – Foreign Affairs – Fifth Report". Parliament of the United Kingdom. مؤرشف من الأصل في 2020-07-27. اطلع عليه بتاريخ 2014-02-26.
94. ↑  Galligan et al. 2001، صفحة 113.
95. 1 2  Australian Bureau of Statistics (3 يونيو 2003)، Population characteristics: Ancestry of Australia's population، abs.gov.au، مؤرشف من الأصل في 2020-09-25، اطلع عليه بتاريخ 2009-05-27
96. ↑  Official Year Book of the Commonwealth of Australia No. 37 – 1946 and 1947 نسخة محفوظة 27 أكتوبر 2020 على موقع واي باك مشين.
97. ↑  THE ANCESTRIES OF AUSTRALIANS – Census of Population and Housing: Reflecting Australia – Stories from the Census, 2016 نسخة محفوظة 2022-01-20 على موقع واي باك مشين.
98. ↑  Census of Population and Housing: Reflecting Australia – Ancestry 2016 نسخة محفوظة 2022-01-20 على موقع واي باك مشين.
99. ↑  Clifton 1999، صفحات 16–19.
100. 1 2  Marshall 2001، صفحة 34
101. ↑  Buckner 2008، صفحة 1.
102. ↑  Buckner 2008، صفحة 160.
103. ↑  Mein Smith 2005، صفحة 23.
104. ↑  Mulgan & Aimer 2004، صفحة 62.
105. 1 2  Ember et al. 2004، صفحة 48.
106. ↑  Ember et al. 2004، صفحة 49.
107. 1 2  Henretta، James A. (2007)، "History of Colonial America"، Encarta Online Encyclopedia، مؤرشف من الأصل في 2009-09-23
108. ↑  Colley, Linda (1992), Britons: Forging the Nation, 1701–1837, Yale University Press, p=134
109. ↑  https://statisticalatlas.com/United-States/Overview 'Overview of the United States' نسخة محفوظة 2021-01-25 على موقع واي باك مشين.
110. ↑  Finnegan & McCarron 2000، صفحة 14.
111. 1 2  Craith 2002، صفحة 169.
112. 1 2  Agreement reached in the multi-party negotiations، cain.ulst.ac.uk/، 10 أبريل 1998، مؤرشف من الأصل في 2020-09-19، اطلع عليه بتاريخ 2008-05-13
113. ↑  Bennett 2004، صفحة 80.
114. ↑  Walton 2000، صفحة 1.
115. 1 2 3 4  Spencer 2003، صفحات 7–10.
116. 1 2  Rosen 2003، صفحة 3.
117. ↑  Hardill, Graham & Kofman 2001، صفحة 139.
118. ↑  Rose 1958، صفحة 54.
119. ↑  Broich & Bassnett 2001، صفحة 27.
120. ↑  Gallagher 2006، صفحة 36.
121. 1 2  "The bfi TV 100"، British Film Institute، bfi.org.uk، 4 سبتمبر 2006، مؤرشف من الأصل في 2009-05-24، اطلع عليه بتاريخ 2009-06-02
122. ↑  Harewood 1962، صفحة 224.
123. ↑  Cosman 1957، صفحة 22.
124. ↑  Crowest 1896، صفحات 172–174.
125. ↑  Office for National Statistics 2000، صفحة 253
126. ↑  Office for National Statistics 2000، صفحة 252
127. 1 2  Else et al. 2007، صفحة 74.
128. 1 2  Bartsch-Parker, O'Maolalaigh & Burger 1999، صفحة 119
129. 1 2 3 4  Office for National Statistics 2000، صفحة 234
130. 1 2  Office for National Statistics 2000، صفحة 235
131. 1 2  Office for National Statistics 2000، صفحة 282
132. 1 2 3  Office for National Statistics 2000، صفحة 293
133. ↑  O'Meara 2007، صفحات 164–166.
134. ↑  See the articles entitled جدول ميداليات الألعاب الأولمبية التاريخي الكلي and بريطانيا العظمى في الألعاب الأولمبية.
135. 1 2 3  Office for National Statistics 2000، صفحات 297–298
136. 1 2  Else et al. 2007، صفحة 78.
137. 1 2 3  McKenzie، John، Art and Empire، britishempire.co.uk، مؤرشف من الأصل في 2020-11-27، اطلع عليه بتاريخ 2008-10-24
138. ↑  Barringer et al. 2007، صفحة 3.
139. 1 2 3  Whittle et al. 2005، صفحة 5.
140. ↑  Barringer et al. 2007، صفحة 17.
141. 1 2 3 4  "British Architecture > page 1"، إنكارتا، MSN، مؤرشف من الأصل في 2009-10-31، اطلع عليه بتاريخ 2009-06-18
142. 1 2  "British Architecture > page 2"، إنكارتا، MSN، مؤرشف من الأصل في 2009-10-31، اطلع عليه بتاريخ 2009-06-18
143. 1 2  Singh et al. 2007، صفحة 69.
144. ↑  Burch & Moran 1987، صفحة 69.
145. ↑  Goldman 1993، صفحة 87.
146. 1 2 3  Bradley 2007، صفحة 34.
147. ↑  Harrison 1996، صفحة 380.
148. 1 2  Gay & Rees 2005، صفحة 3.
149. ↑  Power & Rae 2006، صفحة 22.
150. ↑  Dearlove & Saunders 2000، صفحة 120.
151. ↑  Dearlove & Saunders 2000، صفحة 90.
152. 1 2  Labour's policies، labour.org.uk، مؤرشف من الأصل في 2007-07-11، اطلع عليه بتاريخ 2007-07-21
153. 1 2  Dearlove & Saunders 2000، صفحة 102.
154. ↑  Park 2005، صفحة 153.
155. 1 2 3  Ichijo & Spohn 2005، صفحة 26
156. 1 2  Langlands، Rebecca (1999)، "Britishness or Englishness? The Historical Problem of National Identity in Britain"، Nations and Nationalism، ج. 5، ص. 53–69، DOI:10.1111/j.1354-5078.1999.00053.x
157. 1 2  Ichijo & Spohn 2005، صفحة 27
158. ↑  Commission for Racial Equality 2005، صفحة 35
159. 1 2 3  Commission for Racial Equality 2005، صفحة 22
160. ↑  Ward 2004، صفحات 2–3.
161. 1 2  Census 2011: Census in brief (PDF). Pretoria: Statistics South Africa. 2012. ص. 26. ISBN:9780621413885. مؤرشف (PDF) من الأصل في 2015-05-13.
162. 1 2  FREYRE, G. Ingleses no Brasil
163. 1 2  Gilberto Freyre. "Ingleses no Brasil". مؤرشف من الأصل في 2020-12-12.
164. 1 2  A chegada dos britânicos ao Paraná – Revista Ideias نسخة محفوظة 28 أكتوبر 2020 على موقع واي باك مشين.
165. 1 2  Historia de Chile, Británicos y Anglosajones en Chile durante el siglo XIX، biografiadechile.cl، مؤرشف من الأصل في 2020-11-12، اطلع عليه بتاريخ 2009-09-15
166. 1 2  Erwin Dopf. "Présentation du Royaume-Uni". diplomatie.gouv.fr. مؤرشف من الأصل في 2020-11-12. اطلع عليه بتاريخ 2014-04-08.
167. 1 2  Chavez، Lydia (23 يونيو 1985)، "Fare of the country: A bit of Britain in Argentina"، The New York Times، مؤرشف من الأصل في 2020-12-12، اطلع عليه بتاريخ 2009-05-21
168. 1 2  "The other special relationship: the UAE and the UK". The National. Abu Dhabi. 21 نوفمبر 2010. مؤرشف من الأصل في 2017-06-28. اطلع عليه بتاريخ 2014-02-26.
169. 1 2  "TablaPx". www.ine.es. مؤرشف من الأصل في 2020-09-21.
170. 1 2  Govan، Fiona (22 أبريل 2014). "End to Mediterranean dream for 90,000 Britons who left Spain last year". Telegraph.co.uk. مؤرشف من الأصل في 2020-11-28.
171. 1 2  Gishkori، Zahid (30 يوليو 2015). "Karachi has witnessed 43% decrease in target killing: Nisar". The Express Tribune. مؤرشف من الأصل في 2020-11-19. اطلع عليه بتاريخ 2017-08-03.
172. 1 2  "Brits Abroad: Middle East"، بي بي سي نيوز، 11 ديسمبر 2006، مؤرشف من الأصل في 2007-08-24، اطلع عليه بتاريخ 2009-05-24
173. 1 2  "Britannici in Italia - statistiche e distribuzione per regione". مؤرشف من الأصل في 2020-08-11.
174. 1 2  "Persons with immigrant background by immigration category, country background and sex". Statistics Norway. ssb.no. 1 يناير 2009. مؤرشف من الأصل في 2011-11-15. اطلع عليه بتاريخ 2011-12-16.
175. 1 2  "Brits Abroad: Asia"، بي بي سي نيوز، 11 ديسمبر 2006، مؤرشف من الأصل في 2009-03-27، اطلع عليه بتاريخ 2009-05-24
176. 1 2  "Brits Abroad: Africa"، بي بي سي نيوز، 11 ديسمبر 2006، مؤرشف من الأصل في 2009-03-27، اطلع عليه بتاريخ 2009-05-24
177. 1 2  "Estimated overseas-born population resident in the United Kingdom by sex, by country of birth (Table 1.4)". مكتب الاحصاءات الوطنية[الإنجليزية]. 28 أغسطس 2014. مؤرشف من الأصل في 2015-09-24. اطلع عليه بتاريخ 2015-04-27.{{استشهاد ويب}}:  صيانة الاستشهاد: BOT: original URL status unknown (link)
178. 1 2  "Ethnic Groups And Nationalities In Finland". Worldatlas.com. مؤرشف من الأصل في 2020-11-12.
179. ↑  "BRIT | Meaning & Definition for UK English | Lexico.com". Lexico Dictionaries | English (بالإنجليزية). Archived from the original on 2022-01-06. Retrieved 2022-01-06.
180. ↑  Macdonald 1969، صفحة 62:(British, brit'ish, adj. of Britain or the Commonwealth. Briton, brit'ὁn, n. one of the early inhabitants of Britain: a native of Great Britain.)
181. ↑  The American Heritage Dictionary of the English Language (2004)، British (ط. Fourth)، dictionary.reference.com، مؤرشف من الأصل في 2016-03-04، اطلع عليه بتاريخ 2009-02-19
182. ↑  Uniting the kingdom?، nationalarchives.gov.uk، مؤرشف من الأصل في 2020-11-27، اطلع عليه بتاريخ 2011-01-04
183. ↑  Acts of Union 1707، Parliament of the United Kingdom، مؤرشف من الأصل في 2020-11-26، اطلع عليه بتاريخ 2011-01-04
184. ↑  Making the Act of Union 1707 (PDF)، Parliament of the United Kingdom، مؤرشف من الأصل (PDF) في 2011-05-11، اطلع عليه بتاريخ 2011-01-04
185. ↑  The Union of the Parliaments 1707، Learning and Teaching Scotland، مؤرشف من الأصل في 2012-01-02، اطلع عليه بتاريخ 2011-01-28
186. ↑  "THE TREATY or Act of the Union". scotshistoryonline.co.uk. مؤرشف من الأصل في 2020-11-26. اطلع عليه بتاريخ 2009-12-12.
187. ↑  CAIN Web Service، British? Irish? Or what?، cain.ulst.ac.uk، مؤرشف من الأصل في 2020-09-19، اطلع عليه بتاريخ 2009-02-19
188. ↑  United States Department of State (يوليو 2008)، United Kingdom - People، state.gov، مؤرشف من الأصل في 2020-10-28، اطلع عليه بتاريخ 2009-02-19
189. ↑  "2011 Census: Ethnic group, local authorities in the United Kingdom". Office for National Statistics. 11 أكتوبر 2013. مؤرشف من الأصل في 2013-10-21. اطلع عليه بتاريخ 2015-02-28.{{استشهاد ويب}}:  صيانة الاستشهاد: BOT: original URL status unknown (link)
190. ↑  UK dialects 'strong and varied'، BBC، 15 أغسطس 2005، مؤرشف من الأصل في 2009-06-08، اطلع عليه بتاريخ 2009-02-19
191. ↑  "Population estimates for UK, England and Wales, Scotland and Northern Ireland: mid-2017". www.ons.gov.uk. مؤرشف من الأصل في 2020-11-27.
192. ↑  Snyder، Christopher A. (2003). The Britons. Blackwell Publishing. ISBN:0-631-22260-X. مؤرشف من الأصل في 2020-11-06.
193. ↑  Patrhenius, Love Stories 2 ; XXX. The Story of Celtine، theoi.com، مؤرشف من الأصل في 2020-09-25، اطلع عليه بتاريخ 2009-05-26
194. ↑  Cunliffe 2002، صفحات 94–95
195. ↑  "Anglo-Saxons". BBC News. مؤرشف من الأصل في 2020-11-23. اطلع عليه بتاريخ 2009-09-05.
196. 1 2  (المقدم) دان سنو (7 يونيو 2009). "A New Civilization". How the Celts Saved Britain. حلقة 1.  36—40 دقيقة. بي بي سي فور.
197. ↑  Great Britain Historical GIS، Book 1, Ch. 6: The pleasantness and fertility of Wales، visionofbritain.org.uk، مؤرشف من الأصل في 2020-10-20، اطلع عليه بتاريخ 2009-05-13
198. ↑  "Cornish Stannary Parliament Archives – Documents – UNITED NATIONS RECOGNISES CORNISH IDENTITY". Cornish Stannary Parliament website. Cornish Stannary Parliament. 6 يوليو 2008. مؤرشف من الأصل في 2009-02-26. اطلع عليه بتاريخ 2009-05-15.
199. ↑  "Mebyon Kernow – The Party for Cornwall – BETA". Mebyon Kernow website. Mebyon Kernow. 2007. مؤرشف من الأصل في 2020-09-28. اطلع عليه بتاريخ 2009-05-15.
200. ↑  "About RTÉ- RTÉ Awards". Raidió Teilifís Éireann. 13 يناير 2009. مؤرشف من الأصل في 2009-02-20. اطلع عليه بتاريخ 2009-05-15.
201. ↑  "Welsh Assembly Government – Celtic countries connect with contemporary Cymru". Welsh Assembly Government website. Welsh Assembly Government. 13 مايو 2008. مؤرشف من الأصل في 2020-07-29. اطلع عليه بتاريخ 2009-05-15.
202. ↑  Wade، Nicholas (6 مارس 2007)، "A United Kingdom? Maybe"، The New York Times، مؤرشف من الأصل في 2020-11-23، اطلع عليه بتاريخ 2009-05-16
203. ↑  Oppenheimer، Stephen (أكتوبر 2006)، Myths of British Ancestry، prospect-magazine.co.uk، مؤرشف من الأصل في 2011-10-15، اطلع عليه بتاريخ 2009-05-16
204. ↑  Smyth 1998، صفحات 24–25
205. ↑  Athelstan (c.895 – 939)، BBC، مؤرشف من الأصل في 2020-11-14، اطلع عليه بتاريخ 2009-05-18
206. ↑  نيل أوليفر (presenter) (9 نوفمبر 2008). "The Last of the Free". A History of Scotland. حلقة 1. بي بي سي الأولى.
207. ↑  Smyth 1998، صفحة xii
208. ↑  نيل أوليفر (presenter) (16 نوفمبر 2008). "Hammers of the Scots". A History of Scotland. حلقة 2. بي بي سي الأولى.
209. ↑  Keating, Michael (1 يناير 1998)، "Reforging the Union: Devolution and Constitutional Change in the United Kingdom"، Publius: The Journal of Federalism، ج. 28، ص. 217، DOI:10.1093/oxfordjournals.pubjof.a029948، مؤرشف من الأصل في 2009-06-17، اطلع عليه بتاريخ 2009-02-04
210. ↑  "British Flags"، معهد الرايات، flaginstitute.org، مؤرشف من الأصل في 2012-11-14، اطلع عليه بتاريخ 2009-05-14
211. ↑  Whatley 2006، صفحة 91
212. ↑  Parliament of the United Kingdom، Westminster passes the 'Alien Act', 1705، Parliament of the United Kingdom، مؤرشف من الأصل في 2008-10-17، اطلع عليه بتاريخ 2009-02-08
213. ↑  سيمون شاما (presenter) (22 مايو 2001). "Britannia Incorporated". A History of Britain. حلقة 10.  3 دقيقة. بي بي سي الأولى.
214. ↑  Robert Blake (19 أبريل 2012). Disraeli. Faber & Faber. ص. 153–. ISBN:978-0-571-28755-0. مؤرشف من الأصل في 2020-07-27.
215. ↑  "South East Wales Public Life – Dr Gwynfor Evans". BBC. مؤرشف من الأصل في 2011-06-29. اطلع عليه بتاريخ 2010-04-13.
216. ↑  Crick، Bernard (12 أبريل 2004)، "All this talk of Britain is so ... English"، The Guardian، London، مؤرشف من الأصل في 2020-07-27، اطلع عليه بتاريخ 2009-05-19
217. ↑  "Brown pinning his hopes on a new regiment"، The Herald  [لغات أخرى]‏، 27 يونيو 2006، مؤرشف من الأصل في 17 سبتمبر 2012، اطلع عليه بتاريخ 15 أكتوبر 2006{{استشهاد}}:  صيانة الاستشهاد: علامات ترقيم زائدة (link)
218. ↑  Robert Wright (17 أبريل 2018). "May says sorry to Caribbean leaders over Windrush scandal". فاينانشال تايمز. مؤرشف من الأصل في 2020-12-20.
219. ↑  "Windrush: Theresa May hits back at Labour over landing cards". بي بي سي. 18 أبريل 2018. مؤرشف من الأصل في 2020-12-18.
220. ↑  "Sadiq Khan: Government must act to avoid second Windrush-style scandal". هيئة لندن التشريعية. 14 مايو 2018. مؤرشف من الأصل في 2020-04-03.
221. ↑  Joe Gammie (19 مارس 2020). "Windrush Review: Key findings". بلفاست تيليغراف. مؤرشف من الأصل في 2020-07-28.
222. ↑  "Windrush scandal 'foreseeable and avoidable' and victims let down by 'systematic operational failings'". ITV News. 19 مارس 2020. مؤرشف من الأصل في 2020-10-13.
223. ↑  "Windrush one year on: Scandal 'far from over'". منظمة العفو الدولية. 15 أبريل 2019. مؤرشف من الأصل في 2020-11-23.
224. ↑  Danny Dorling؛ Sally Tomlinson (2016). "The Windrush Scandal". Rule Britannia: Brexit and the End of Empire. Biteback Publishing. ISBN:978-1785904530.
225. ↑  Brendan O'Neill (17 أبريل 2018). "Why Theresa May is to blame for the Windrush scandal". ذا سبيكتاتور  [لغات أخرى]‏. مؤرشف من الأصل في 2020-11-09.{{استشهاد بخبر}}:  صيانة الاستشهاد: علامات ترقيم زائدة (link)
226. ↑  Nick Timothy (18 أبريل 2018). "The Windrush scandal is heartbreaking, but it should not be used as an excuse to stop sensible migration controls". ديلي تلغراف. مؤرشف من الأصل في 2020-11-30.
227. ↑  "Brits Abroad"، بي بي سي نيوز، 11 ديسمبر 2006، مؤرشف من الأصل في 2020-11-10، اطلع عليه بتاريخ 2009-04-13
228. ↑  Sriskandarajah، Dhananjayan؛ Drew, Catherine (11 ديسمبر 2006)، Brits Abroad: Mapping the scale and nature of British emigration، ippr.org.uk، مؤرشف من الأصل في 2008-05-24، اطلع عليه بتاريخ 2009-04-13
229. ↑  "Feature Article – Ethnic and Cultural Diversity in Australia (Feature Article)". يناير 1995. مؤرشف من الأصل في 2016-04-20. اطلع عليه بتاريخ 2008-06-24.
230. 1 2  "Gibraltar's people ought to accept this sensible deal"، The Independent، London، 4 فبراير 2002، مؤرشف من الأصل في 2012-01-26، اطلع عليه بتاريخ 2009-05-28
231. ↑  "Regions and territories: Gibraltar"، بي بي سي نيوز، 18 يوليو 2007، مؤرشف من الأصل في 2021-01-04، اطلع عليه بتاريخ 2007-12-20
232. ↑  Mark Oliver؛ Sally Bolton؛ Jon Dennis؛ Matthew Tempest (4 أغسطس 2004)، "Gibraltar"، The Guardian، London، مؤرشف من الأصل في 2020-07-29، اطلع عليه بتاريخ 2007-12-20
233. ↑  "Territorial evolution"، Atlas of Canada، Natural Resources Canada، مؤرشف من الأصل في 2007-08-09، اطلع عليه بتاريخ 2007-10-09، In 1867, the colonies of Canada, Nova Scotia and New Brunswick are united in a federal state, the Dominion of Canada....
234. ↑  Commonwealth Secretariat، "Canada: History"، Country Profiles، thecommonwealth.org، مؤرشف من الأصل في 2007-10-12، اطلع عليه بتاريخ 2007-10-09، The British North America Act of 1867 brought together four British colonies ... in one federal Dominion under the name of Canada.
235. ↑  Norman Hillmer; W. David MacIntyre. "Commonwealth". الموسوعة الكندية. مؤرشف من الأصل في 2021-01-03. اطلع عليه بتاريخ 2019-08-25. With "Confederation" in 1867, Canada became the first federation in the British Empire{{استشهاد بموسوعة}}:  صيانة الاستشهاد: أسماء متعددة: قائمة المؤلفين (link)
236. ↑  Victoria (29 مارس 1867)، Constitution Act, 1867، III.15، Westminster: Queen's Printer، مؤرشف من الأصل في 2021-01-25، اطلع عليه بتاريخ 2009-01-15
237. ↑  MacLeod، Kevin S. (2008)، A Crown of Maples (ط. 1)، Ottawa: Queen's Printer for Canada، ص. 17، ISBN:978-0-662-46012-1، مؤرشف من الأصل (PDF) في 2020-10-18
238. ↑  Department of Canadian Heritage، Ceremonial and Canadian Symbols Promotion > The Canadian Monarchy، Queen's Printer for Canada، مؤرشف من الأصل في 2020-08-25، اطلع عليه بتاريخ 2009-05-14
239. ↑  The Royal Household، The Queen and the Commonwealth > Queen and Canada، Queen's Printer، مؤرشف من الأصل في 2020-11-19، اطلع عليه بتاريخ 2009-05-14
240. ↑  Commonwealth Secretariat، Canada; Key Facts، thecommonwealth.org، مؤرشف من الأصل في 2020-05-14، اطلع عليه بتاريخ 2009-05-28
241. ↑  Department of National Defence (5 يناير 2001). "The Honours, Flags and Heritage Structure of the Canadian Forces" (PDF). Queen's Printer for Canada. ص. 337. مؤرشف من الأصل (PDF) في 25 مارس 2009.
242. ↑  Canadian Heritage (10 مارس 2008). "Statement by the Hon. Jason Kenney, PC, MP, Secretary of State (Multiculturalism and Canadian Identity) on Commonwealth Day". Queen's Printer for Canada. مؤرشف من الأصل في 2011-11-11.
243. ↑  Phillips، Jock (1 أكتوبر 2007)، "Britons"، Te Ara: The Encyclopedia of New Zealand، teara.govt.nz، مؤرشف من الأصل في 2017-05-25، اطلع عليه بتاريخ 2009-05-28
244. ↑  Gibson، Phillip (2000)، "Panel Discussion 3c – Population Change And International Linkages"، Population Conference 1997, New Zealand، executive.govt.nz، مؤرشف من الأصل في 2009-04-11، اطلع عليه بتاريخ 2009-05-22
245. ↑  Walrond، Carl (13 أبريل 2007)، "Kiwis overseas – Staying in Britain"، Te Ara – the Encyclopedia of New Zealand، teara.govt.nz، مؤرشف من الأصل في 2017-05-25، اطلع عليه بتاريخ 2009-05-22
246. ↑  Ansley، Bruce (2 سبتمبر 2006)، So who do we keep out?، listener.co.nz، مؤرشف من الأصل في 2009-05-23، اطلع عليه بتاريخ 2009-05-22
247. ↑  Commonwealth Secretariat، New Zealand; Key Facts، thecommonwealth.org، مؤرشف من الأصل في 2017-06-17، اطلع عليه بتاريخ 2009-05-28
248. ↑  "Chapter 3: The Road to Independence"، Outline of U.S. History، usinfo.state.gov، نوفمبر 2005، مؤرشف من الأصل في 2008-04-09، اطلع عليه بتاريخ 2008-04-21
249. ↑  James، Wither (مارس 2006)، "An Endangered Partnership: The Anglo-American Defence Relationship in the Early Twenty-first Century"، European Security، ج. 15، ص. 47–65، DOI:10.1080/09662830600776694، ISSN:0966-2839، S2CID:154879821
250. ↑  Hackett Fischer، David (1989). Albion's Seed: Four British Folkways in America. ص. 839. ISBN:9780195069051. مؤرشف من الأصل في 2021-01-29. اطلع عليه بتاريخ 2020-07-25.
251. ↑  "Inmigrantes británicos" (PDF). مؤرشف من الأصل في 2020-05-31. اطلع عليه بتاريخ 2014-02-26.{{استشهاد ويب}}:  صيانة الاستشهاد: BOT: original URL status unknown (link)
252. ↑  Frank Keelderwald. "Noticias La Emigración De Chilenos Al Exterior E Inmigración A Chile". Galeon.com. مؤرشف من الأصل في 2020-07-27. اطلع عليه بتاريخ 2014-02-26.
253. ↑  "Inmigración britanica en Chile". مؤرشف من الأصل في 2009-08-22. اطلع عليه بتاريخ 2009-01-25.
254. ↑  Historia de Chile, Británicos y Anglosajones en Chile durante el siglo XIX، biografiadechile.cl، مؤرشف من الأصل في 2020-11-25، اطلع عليه بتاريخ 2009-09-15
255. ↑  Northern Ireland LIFE & TIMES survey. Question: Generally speaking, do you think of yourself as a unionist, nationalist or neither?، ARK Research، 2005، مؤرشف من الأصل في 2020-09-21، اطلع عليه بتاريخ 2009-05-18
256. ↑  Ulster Unionist Party، Standing up for Northern Ireland، uup.org، مؤرشف من الأصل في 2008-06-08، اطلع عليه بتاريخ 2008-09-02
257. ↑  Sinn Féin، Strategy Framework Document: Reunification through Planned Integration: Sinn Féin's All Ireland Agenda، sinnfein.ie، مؤرشف من الأصل في 2008-06-19، اطلع عليه بتاريخ 2008-09-02
258. ↑  Social Democratic and Labour Party، Policy Summaries: Constitutional Issues، sdlp.ie، مؤرشف من الأصل في 2007-10-24، اطلع عليه بتاريخ 2008-09-02
259. ↑  "British cuisine"، UKTV، uktv.co.uk، مؤرشف من الأصل في 2019-09-09، اطلع عليه بتاريخ 2008-05-23
260. ↑  BBC E-Cyclopedia (20 أبريل 2001)، "Chicken tikka masala: Spice and easy does it"، بي بي سي نيوز، مؤرشف من الأصل في 2009-02-04، اطلع عليه بتاريخ 2007-09-28
261. ↑  Britons have less time for tea، foodanddrinkeurope.com، 16 يونيو 2003، مؤرشف من الأصل في 2007-12-15، اطلع عليه بتاريخ 2003-06-16
262. ↑  Commonwealth Secretariat، United Kingdom; Key Facts، thecommonwealth.org، مؤرشف من الأصل في 2013-05-12، اطلع عليه بتاريخ 2009-05-27
263. ↑  Scottish Executive (13 يونيو 2006)، European Charter for Regional or Minority Languages، scotland.gov.uk، مؤرشف من الأصل في 2020-08-02، اطلع عليه بتاريخ 2007-08-23
264. ↑  "The Jersey Language". members.societe-jersiaise.org. مؤرشف من الأصل في 2021-09-26. اطلع عليه بتاريخ 2022-01-06.
265. ↑  Express, Bailiwick. "Guernésiais and French to be made official languages". Bailiwick Express (بالإنجليزية). Archived from the original on 2022-01-06. Retrieved 2022-01-06.
266. ↑  Hanson، Timothy (يونيو 2005). "The Language of the Law: The Importance of French" (PDF). Jersey Law Review. مؤرشف من الأصل (PDF) في 2022-01-06.
267. ↑  UK Border Agency، "Background to the test"، إختبار الحياة في المملكة المتحدة  [لغات أخرى]‏، lifeintheuktest.gov.uk، مؤرشف من الأصل في 2020-07-29، اطلع عليه بتاريخ 2009-05-28{{استشهاد}}:  صيانة الاستشهاد: علامات ترقيم زائدة (link)
268. ↑  "Harry Potter – History of the Books • Hypable". Hypable.com. مؤرشف من الأصل في 2020-10-05. اطلع عليه بتاريخ 2014-02-26.
269. ↑  J. M. Cohen (2008). A History of Western Literature: From Medieval Epic to Modern Poetry. Transaction Publishers. ص. 39. ISBN:978-0-202-36641-8. مؤرشف من الأصل في 2020-07-27. اطلع عليه بتاريخ 2013-06-29.
270. ↑  John Wagner (2013). Historical Dictionary of the Elizabethan World: Britain, Ireland, Europe and America. Routledge. ص. 194. ISBN:978-1-136-59761-9. مؤرشف من الأصل في 2020-07-27.
271. ↑  Christopher John Murray (2013). Encyclopedia of the Romantic Era, 1760–1850. Taylor & Francis. ص. 116. ISBN:978-1-135-45579-8. مؤرشف من الأصل في 2020-07-27.
272. ↑  Mary Ellen Snodgrass (2009). Encyclopedia of Gothic Literature. Infobase Publishing. ص. 420. ISBN:978-1-4381-0911-4. مؤرشف من الأصل في 2020-07-27.
273. ↑  Bhim S. Dahiya (1992). Major Trends in English Literature ( 1837–1945 ). Academic Foundation. ص. 31. ISBN:978-81-7188-039-3. مؤرشف من الأصل في 2020-07-27.
274. ↑  George Levine (2001). The Cambridge Companion to George Eliot. Cambridge University Press. ص. 20. ISBN:978-0-521-66473-8. مؤرشف من الأصل في 2020-07-27.
275. ↑  B. A. Sheen؛ Matthew Kozlowski (2004). English Writers: A Bibliography With Vignettes. Nova Publishers. ص. 110. ISBN:978-1-59033-260-3. مؤرشف من الأصل في 2020-07-27.
276. ↑  Allen Reddick (1996). The Making of Johnson's Dictionary 1746–1773. Cambridge University Press. ص. 2. ISBN:978-0-521-56838-8. مؤرشف من الأصل في 2020-07-27.
277. ↑  The Last Night، BBC، 2008، مؤرشف من الأصل في 2020-11-24، اطلع عليه بتاريخ 2008-10-22
278. ↑  Hamilton، James، Last Night of the Proms brought to a rousing finale with patriotic splendour، sundayherald.com، مؤرشف من الأصل في 2008-09-18، اطلع عليه بتاريخ 2008-10-22
279. ↑  About the BBC، مؤرشف من الأصل في 2010-02-19، اطلع عليه بتاريخ 2008-12-30
280. ↑  About the BBC – What is the BBC، BBC، مؤرشف من الأصل في 2010-01-16، اطلع عليه بتاريخ 2008-06-14
281. ↑  Tearfund Survey 2007 (PDF)، 2007، مؤرشف من الأصل (PDF) في 2007-06-14، اطلع عليه بتاريخ 2007-05-05
282. ↑  National Centre for Social Research (2004)، British Social Attitudes Survey، data-archive.ac.uk (نُشِر في 20 فبراير 2006)، مؤرشف من الأصل في 2007-11-12، اطلع عليه بتاريخ 2008-02-25
283. ↑  UK Census 2001، مؤرشف من الأصل في 2007-03-12، اطلع عليه بتاريخ 2007-04-22
284. ↑  Tearfund (11 نوفمبر 2007)، Prayer in the UK (PDF)، methodist.org.uk، مؤرشف من الأصل (PDF) في 2020-09-23، اطلع عليه بتاريخ 2009-05-19
285. ↑  Church of England، The History of the Church of England، cofe.anglican.org، مؤرشف من الأصل في 2010-02-21، اطلع عليه بتاريخ 2008-11-23
286. ↑  The Church in England and Wales، catholic-ew.org.uk، مؤرشف من الأصل في 2010-06-17، اطلع عليه بتاريخ 2008-11-27
287. ↑  Gledhill، Ruth (19 ديسمبر 2006)، "'Fringe' Church winning the believers"، ذا تايمز، London، مؤرشف من الأصل في 2011-08-14، اطلع عليه بتاريخ 2009-05-26
288. ↑  Analysis of Religion in the 2001 Census: Summary Report، scotland.gov.uk، 2005، مؤرشف من الأصل في 2021-01-31، اطلع عليه بتاريخ 2008-12-06
289. ↑  Office for National Statistics، Communities in Northern Ireland، statistics.gov.uk، مؤرشف من الأصل في 2008-03-15، اطلع عليه بتاريخ 2008-10-29
290. ↑  Crowded Summer of Sport، Ipsos Mori، مؤرشف من الأصل في 2009-06-18، اطلع عليه بتاريخ 2008-10-17
291. ↑  Sport Fishing، safewatersports.co.uk، مؤرشف من الأصل في 2020-10-24، اطلع عليه بتاريخ 2009-06-03
292. ↑  "The title 'The Honourable' and the Privy Council"، New Zealand Honours، Department of the Prime Minister and Cabinet، مؤرشف من الأصل في 2008-07-03، اطلع عليه بتاريخ 2008-08-03
293. ↑  Order Paper and Notice Paper, 20 October 2000، Senate of Canada، 2000، مؤرشف من الأصل في 2020-07-27، اطلع عليه بتاريخ 2008-09-12
294. ↑  "Commonwealth Judges"، Forms of address، Ministry of Justice، 2008، مؤرشف من الأصل في 2008-08-29، اطلع عليه بتاريخ 2008-09-12
295. ↑  "Tories secure centre-right deal"، بي بي سي نيوز، 30 يونيو 1999، مؤرشف من الأصل في 2020-07-29، اطلع عليه بتاريخ 2010-01-02
296. ↑  Electoral Commission (14 مايو 2009)، Register of political parties، electoralcommission.org.uk، مؤرشف من الأصل في 18 يونيو 2009، اطلع عليه بتاريخ 13 مايو 2009
297. ↑  Electoral Commission (14 مايو 2009)، Register of political parties (Northern Ireland)، electoralcommission.org.uk، مؤرشف من الأصل في 18 يونيو 2009، اطلع عليه بتاريخ 13 مايو 2009
298. ↑  Frith، Maxine (8 يناير 2004)، "Ethnic minorities feel strong sense of identity with Britain, report reveals"، ذي إندبندنت، London، مؤرشف من الأصل في 2011-09-06، اطلع عليه بتاريخ 2009-07-07
299. ↑  Kumar، Krishan (2003)، The Making of English National Identity (PDF)، assets.cambridge.org، مؤرشف من الأصل (PDF) في 2020-11-06، اطلع عليه بتاريخ 2009-06-05
300. ↑  "The English: Europe's lost tribe"، بي بي سي نيوز، 14 يناير 1999، مؤرشف من الأصل في 2020-07-29، اطلع عليه بتاريخ 2009-06-05

### بيانات المراجع
- Anderson, Monica (2006), Women and the Politics of Travel, 1870–1914, Fairleigh Dickinson University Press, ISBN 978-0-8386-4091-3
- Allan, David (2008), Making British Culture: English Readers and the Scottish Enlightenment, 1740–1830, Routledge, ISBN 978-0-415-96286-5
- Barringer, T. J.; Quilley, Geoff; Fordham, Douglas (2007), Art and the British Empire, Manchester University Press, ISBN 978-0-7190-7392-2
- Bartsch-Parker, Elizabeth; O'Maolalaigh, Roibeard; Burger, Stephen (1999), British phrasebook, Lonely Planet, ISBN 978-0-86442-484-6
- Bennett, James C. (2004). The anglosphere challenge: why the English-speaking nations will lead the way in the twenty-first century. Rowman & Littlefield. ISBN 0-7425-3332-8.
- Birnie, Arthur (2006), An Economic History of the British Isles, Taylor & Francis, ISBN 978-0-415-37872-7
- Bradley, Ian C. (2007), Believing in Britain: The Spiritual Identity of 'Britishness', I.B.Tauris, ISBN 978-1-84511-326-1
- Bradshaw, Brendan; Roberts, Peter (2003), British Consciousness and Identity: The Making of Britain, 1533–1707, Cambridge University Press, ISBN 0-521-89361-5
- Broadie, Alexander (2003), The Cambridge Companion to the Scottish Enlightenment, Cambridge University Press, ISBN 978-0-521-00323-0
- Broich, Ulrich; Bassnett, Susan (2001), Britain at the turn of the Twenty-First Century, Rodopi, ISBN 978-90-420-1536-4
- Buckner, Phillip (2008), Canada and the British Empire, Oxford University Press, ISBN 978-0-19-927164-1
- Burch, Martin; Moran, Michael (1987), British Politics: A Reader, Manchester University Press, ISBN 978-0-7190-2302-6
- Bush, Barbara (2006), Imperialism and Postcolonialism, Pearson Education, ISBN 978-0-582-50583-4
- Campbell, Roy Hutcheson; Skinner, Andrew S. (1985), Adam Smith, Routledge, ISBN 978-0-7099-3473-8
- Caunce, Stephen; Mazierska, Ewa; Sydney-Smith, Susan (2004), Relocating Britishness, Manchester University Press, ISBN 978-0-7190-7026-6
- Christopher, David (1999), British Culture, Routledge, ISBN 978-0-415-14218-2
- Colley, Linda (1992), Britons: Forging the Nation, 1701–1837, Yale University Press, ISBN 978-0-300-05737-9
- Commission for Racial Equality (November 2005), Citizenship and Belonging: What is Britishness? (PDF), Commission for Racial Equality, ISBN 1-85442-573-0, archived from the original (PDF) on 7 January 2009
- Cosman, Milein (1957), Musical Sketchbook, Cassirer
- Craith, Máiréad Nic (2002), Plural identities—singular narratives: the case of Northern Ireland, Berghahn Books, ISBN 978-1-57181-314-5
- Croft, Pauline (2003), King James, Basingstoke and New York: Palgrave Macmillan, ISBN 0-333-61395-3
- Crowest, Frederick James (1896), The Story of British Music, C. Scribner's sons
- Cunliffe, Barry (2002). The extraordinary voyage of Pytheas the Greek (revised ed.). New York: Walker & Co. ISBN 0-14-029784-7. OCLC 49692050.
- Darian-Smith, Kate; Grimshaw, Patricia; Macintyre, Stuart (2007), Britishness Abroad: Transnational Movements and Imperial Cultures, ISBN 978-0-522-85392-6
- Dearlove, John; Saunders, Peter (2000), Introduction to British Politics (3rd ed.), Wiley-Blackwell, ISBN 978-0-7456-2096-1
- Else, David; Attwooll, Jolyon; Beech, Charlotte; Clapton, Laetitia; Berry, Oliver; Davenport, Fionn (2007), Great Britain (7th ed.), Lonely Planet, ISBN 978-1-74104-565-9
- Ember, Carol R.; Ember, Melvin; Skoggard, Ian A. (2004), Encyclopedia of Diasporas: Immigrant and Refugee Cultures Around the World, Springer, ISBN 978-0-306-48321-9
- Finnegan, Richard B.; McCarron, Edward (2000), Ireland: Historical Echoes, Contemporary Politics (2nd ed.), Westview Press, ISBN 978-0-8133-3247-5
- Gallagher, Michael (2006), The United Kingdom Today, London: Franklin Watts, ISBN 978-0-7496-6488-6
- Galligan, Brian; Roberts, Winsome; Trifiletti, Gabriella (2001), Australians and Globalisation: the Experience of two Centuries, Cambridge University Press, ISBN 978-0-521-01089-4
- Gay, O/; Rees, A/ (2005), "The Privy Council" (PDF), House of Commons Library Standard Note, SN/PC/2708, archived from the original (PDF) on 27 December 2011, retrieved 2 August 2008
- Goldman, Dodi (1993), In Search of the Real: the Origins and Originality of D.W. Winnicott, Jason Aronson, ISBN 978-0-87668-006-3
- Gottlieb, Evan (2007), Feeling British: sympathy and national identity in Scottish and English writing, 1707–1832, Bucknell University Press, ISBN 978-0-8387-5678-2
- Hall, Catherine; Rose, Sonya (2006), At Home with the Empire: Metropolitan Culture and the Imperial World, Cambridge University Press, ISBN 978-0-521-85406-1
- Hardill, Irene; Graham, David T.; Kofman, Eleonore (2001), Human Geography of the UK: An Introduction, Routledge, ISBN 978-0-415-21425-4
- Harewood, George H. H. L. (1962), Opera, Rolls House
- Harrison, Brian Howard (1996), The Transformation of British politics, 1860–1995, Oxford University Press, ISBN 978-0-19-873121-4
- Hilton, Boyd (2006), A mad, bad, and dangerous people?: England, 1783–1846, Oxford University Press, ISBN 978-0-19-822830-1
- Howe, Stephen (2002), Ireland and Empire: Colonial Legacies in Irish History and Culture, Oxford University Press, ISBN 978-0-19-924990-9
- Ichijo, Atsuko; Spohn, Willfried (2005), Entangled Identities: Nations and Europe, ISBN 978-0-7546-4372-2
- James, Robert Rhodes (1978), The British Revolution: British Politics, 1880–1939, Taylor & Francis, ISBN 978-0-416-71140-0
- Clifton, Lewis (1999), The Falkland Islands: Self-government with an emerging national identity?, London: News and Journal 2004, The 21st century Trust
- Lincoln, Margarette (2002). Representing the Royal Navy: British Sea Power, 1750–1815. Ashgate Publishing, Ltd. ISBN 978-0-7546-0830-1.
- Lynch, Michael (1992), Scotland: A New History, Pimlico, ISBN 0-7126-9893-0
- Macdonald, A. M. (1969), Chambers Compact Dictionary, Edinburgh: W. & R. Chambers, ISBN 0-550-10605-7
- MacKenzie, John M. (1989), Imperialism and Popular Culture, Manchester University Press, ISBN 978-0-7190-1868-8
- Marshall, Peter James (2001), The Cambridge Illustrated History of the British Empire, Cambridge University Press, ISBN 978-0-521-00254-7
- Mein Smith, Philippa (2005), A Concise History of New Zealand, Australia: Cambridge University Press, ISBN 0-521-54228-6
- Mulgan, R. G.; Aimer, Peter (2004), Politics in New Zealand (3rd ed.), Auckland University Press, ISBN 978-1-86940-318-8
- O'Meara, Tom (2007), A Miscellany of Britain, Toronto, ISBN 978-1-84193-664-2
- O'Neill, Michael (2004), Devolution and British Politics, Pearson/Longman, ISBN 978-0-582-47274-7
- O'Rahilly, T. F. (1946). Early Irish History and Mythology (reprinted 1964, 1971, 1984 ed.). Dublin: Dublin Institute for Advanced Studies. ISBN 0-901282-29-4.
- Office for National Statistics (2000), Britain 2001: The Official Handbook of the United Kingdom, London: Stationery Office Books, ISBN 978-0-11-621278-8
- Park, Alison (2005), British Social Attitudes: The 21st Report, SAGE, ISBN 978-0-7619-4278-8
- Powell, David (2002), Nationhood and Identity: the British State since 1800, I.B. Tauris, ISBN 978-1-86064-517-4
- Power, Timothy Joseph; Rae, Nicol C. (2006), Exporting Congress?: the influence of the U.S. Congress on world legislatures, University of Pittsburgh Press, ISBN 978-0-8229-5921-2
- Richards, Eric (2004), Britannia's Children: Emigration from England, Scotland, Wales and Ireland since 1600, ISBN 1-85285-441-3
- Richardson, Lewis Fry; Ashford, Oliver M. (1993), Collected Papers of Lewis Fry Richardson, Cambridge University Press, ISBN 978-0-521-38298-4
- Robbins, Keith (1998), Great Britain: identities, institutions, and the idea of Britishness, Longman, ISBN 978-0-582-03138-8
- Rojek, Chris (2008), Brit-Myth: Who Do the British Think They Are?, Reaktion Books, ISBN 978-1-86189-336-9
- Rose, Arnold Marshall (1958), The Institutions of Advanced Societies, University of Minnesota Press, ISBN 978-0-8166-0168-4
- Rosen, Andrew (2003), The Transformation of British Life, 1950–2000: A Social History, Manchester University Press, ISBN 978-0-7190-6612-2
- Ross, David (2002), Chronology of Scottish History, Geddes & Grosset, ISBN 1-85534-380-0
- Ryrie, Alec (2006), The origins of the Scottish Reformation, Manchester University Press, ISBN 978-0-7190-7105-8
- Scholes, Percy A. (1970), The Oxford Companion to Music (10th ed.), Oxford University Press
- Singh, Sarina; Butler, Stuart; Jealous, Virginia; Karafin, Amy; Richmond, Simon; Wlodarski, Rafael (2007), South India (4th ed.), Lonely Planet, ISBN 978-1-74104-704-2
- Smyth, Alfred P. (1998), Medieval Europeans: studies in ethnic identity and national perspectives in Medieval Europe, Palgrave Macmillan, ISBN 978-0-312-21301-5
- Snyder, Christopher A. (2003). The Britons. ISBN 0-631-22260-X. OCLC 237823808.
- Spencer, Colin (2003), British Food: An Extraordinary Thousand Years of History, Columbia University Press, ISBN 978-0-231-13110-0
- Trudgill, Peter (1984), Language in the British Isles, CUP Archive, ISBN 978-0-521-28409-7
- Walton, John K. (2000), Fish and chips and the British working class, 1870–1940, Continuum International, ISBN 978-0-7185-2120-2
- Ward, Paul (2004), Britishness Since 1870, Routledge, ISBN 978-0-203-49472-1
- Whale, John C.; Copley, Stephen (1992), Beyond romanticism: new approaches to texts and contexts, 1780–1832, Routledge, ISBN 978-0-415-05201-6
- Whatley, C. (2006). The Scots and the Union. Edinburgh: Edinburgh University Press. p. 91. ISBN 0-7486-1685-3.
- Whittle, Stephen; Jenkins, Adrian (2005), Creative Tension: British Art 1900–1950, ISBN 978-1-903470-28-2
- Williams, Daniel G. (2006), Ethnicity and cultural authority: from Arnold to Du Bois, Edinburgh University Press, ISBN 978-0-7486-2205-4
- Willson, David Harris (1963), King James VI & I, London: Jonathan Cape, ISBN 0-224-60572-0

### للاستزادة
- Adams, Ian (1993). Political Ideology Today (2nd ed.). Manchester University Press. ISBN 978-0-7190-3347-6.
- Cunliffe, Barry (2005). Iron Age communities in Britain: an account of England, Scotland and Wales from the seventh century BC until the Roman conquest (4th ed.). Routledge. ISBN 978-0-415-34779-2.
- Gottlieb, Julie V.; Linehan, Thomas P. (2004). The Culture of Fascism: Visions of the Far Right in Britain. I.B.Tauris. ISBN 978-1-86064-799-4.
- McLean, Iain (2001). Rational Choice and British Politics. Oxford, Oxfordshire: Oxford University Press. ISBN 0-19-829529-4.
- Oppenheimer, Stephen (2006). The Origins of the British: A Genetic Detective Story. Constable. ISBN 978-1-84529-158-7.
- Sykes, Bryan (2006). Blood of the Isles. Bantam Press. ISBN 978-0-593-05652-3.
- Tonge, Jonathan (2002). Northern Ireland: Conflict and Change (2nd ed.). Pearson Education. ISBN 978-0-582-42400-5.
- Woodward, Kath (2000). Questioning Identity: Gender, Class and Nation. Routledge. ISBN 978-0-415-22287-7.

## وصلات خارجية
- بريطانيا والعرب - الأهرام